# Grecia clasică
Grecia clasică este o perioadă de 200 de ani de referință pentru istorici, care cuprinde secolele al V-lea și al al IV-lea î.Hr. din Grecia Antică. 
Epoca Greciei clasice a debutat odată cu dezvoltarea civilizației și culturii grecești în peninsula balcanică, cât și în afara acesteia (coloniile grecești). 
De asemenea, este perioada când multe dintre orașele-state grecești (polisurile) au căpătat autonomie crescută față de cel mai mare imperiu al vremii, Imperiul Persan, și a văzut ascensiunea militaristă a Spartei și progresul democratic al Atenei. 
Cele două mari polisuri s-au înfruntat în războiul peloponesiac, încheiat cu hegemonia spartană, apoi cu dominația tebană și expansiunea Macedoniei sub regele Filip al II-lea al Macedoniei. 
Politicile, arta, arhitectura, sculptura, teatrul, științele, literatura și filosofia civilizației occidentale provine din Grecia clasică.
Perioada clasică a Greciei este situată între epoca întunecată și arhaică, și este succedată de perioada elenistică care a debutat cu campaniile regelui Alexandru cel Mare al Macedoniei și cu extinderea culturii și civilizației grecești în orient.

## Începutul democrației ateniene
În 594 î.en., atenienii se aflau  în mijlocul unei crize economice, sociale, politice și morale. Pe partea economică, Atena s-a extins teritorial  la o scară care abia permitea să  hrănească toți locuitorii. Micii fermieri s-au găsit îngropați în datorii.
Izvoarele și poemele civice ale reformatorului Solon explică starea de conflict intern premergătoare reformei printr-o criză care afecta distribuția pământului și statuturile civice. Un număr mare de atenieni ruinați decad la statutul de hectemoroi, țărani datori să dea unui proprietar creditor a șasea parte din recoltă, obligație materializată prin borne de piatră-horoi-pe ogoarele acestora. Ca urmare, tot mai mulți oameni au ajuns sclavi pentru datorii fiind vânduți dincolo de hotarele Africii. 
Pe partea politică, luptele dintre familiile aristocratice au divizat orașul. Orașul Atena era  condusă de nouă arhonți . Acești arhonți au fost aleși pentru un mandat de un an de către un consiliu de foști archeoni numit Areopag. Areopagizii erau formați numai din membrii aristocrației. Acești aristocrați s-au folosit de poziția și puterea lor în beneficiul propriilor familii. Singurul organism politic de natură să pună acești oameni la treaba  a fost Areopagul. Având în vedere că inspectarea puterii aristocratice era întocmită de alți aristocrați, nevoile populației au trecut neobservate.

### Reformele lui Solon

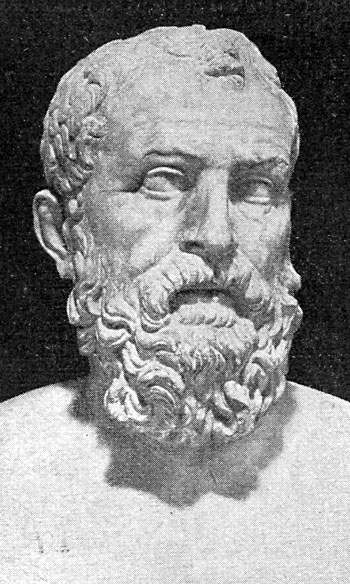
Solon

Accentuarea acestui proces, mai ales în legătură cu tendința aristocrației care își legitimă puterea prin fast și cheltuieli de prestigiu tot mai exagerate, duce la o stare de revoltă acută, în care demosul revendică laolaltă restaurarea statutului social și al celui cetățenesc al micilor proprietari aserviți sau primejduiți de aservire. 
Soluția acceptată de ambele părți în conflict a fost alegerea  lui Solon în 594 î.en. , ca arhonte cu mandat excepțional de arbitru. Solon era un aristocrat dintr-o veche familie a eutrapizilor, cunoscut că poet și înțelept-sophos. Acesta își propunea restaurarea concordiei civice prin medierea conflictului-mesotes.
Solon a acționat decisiv. Pentru a rezolva problemele economice , a încurajat plantarea și exportul de ulei de măsline , și a interzis vânzarea   altor produse alimentare de peste hotare . Reforma sa a îmbrăcat formă unor legi, consemnate pe mai multe table de lemn-axones, care se roteau în jurul unei axe-kurbeis, montate pe Acropole.

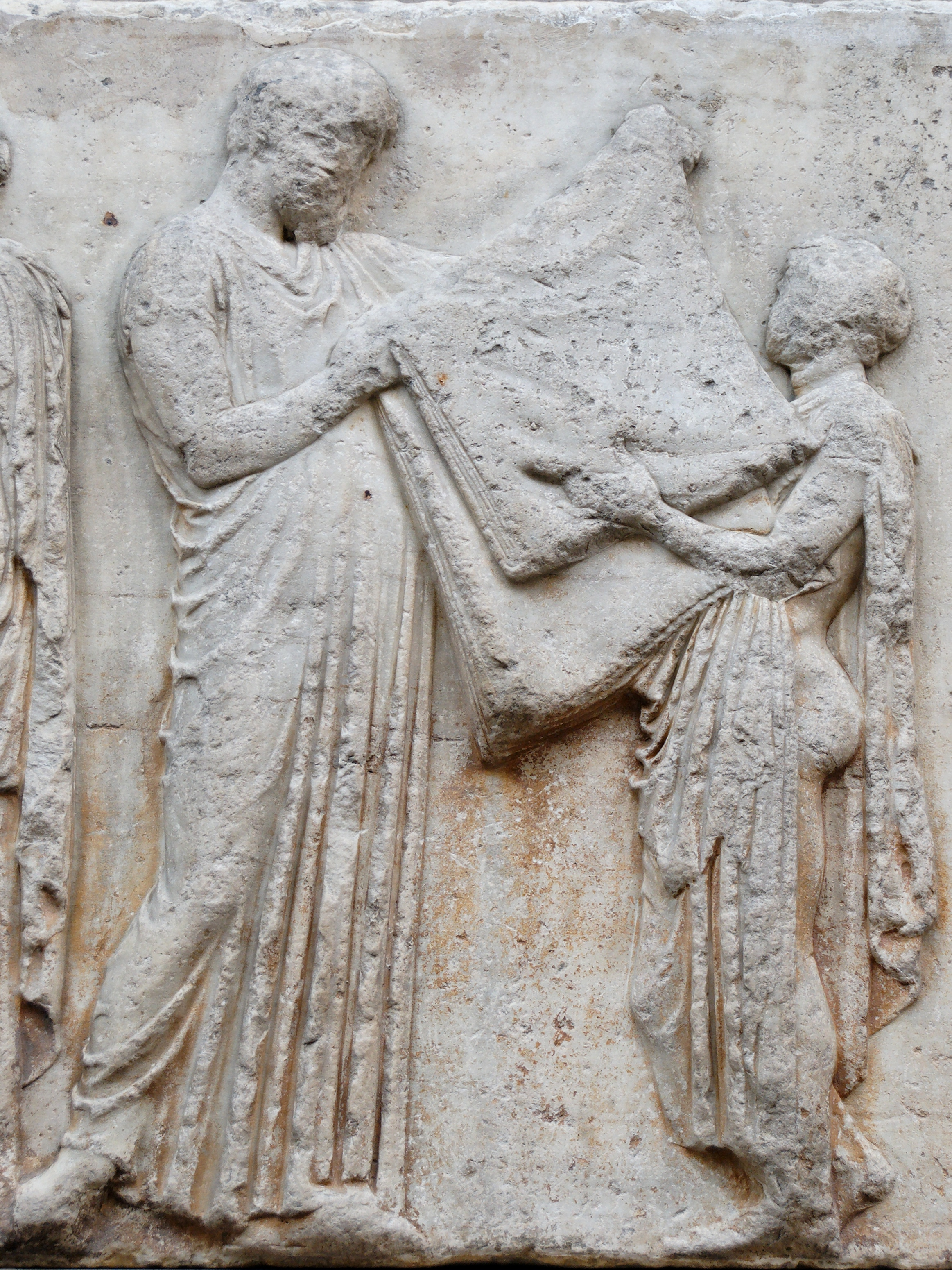
Arhonte necunoscut și fiul său

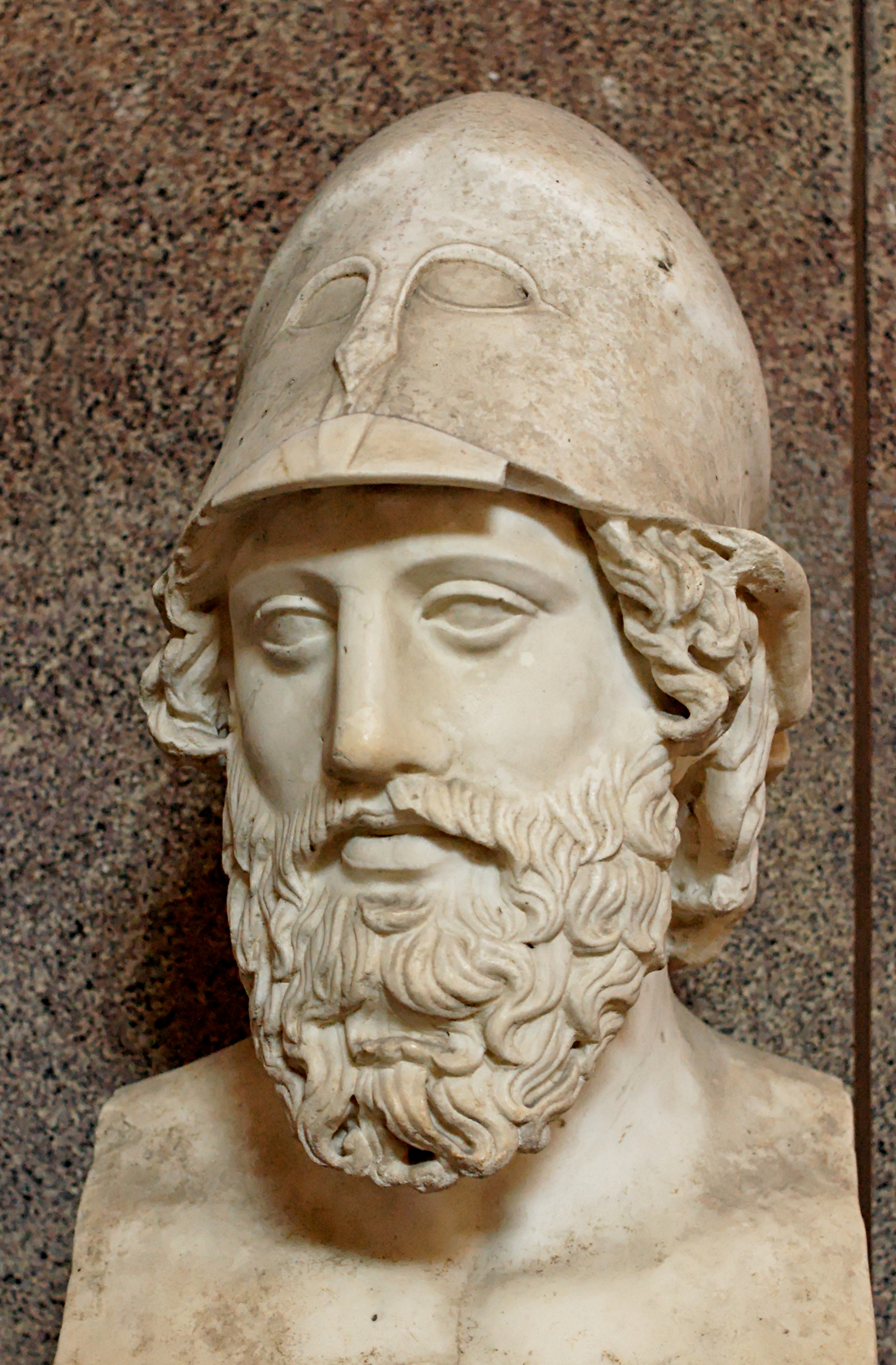
Strateg necunoscut

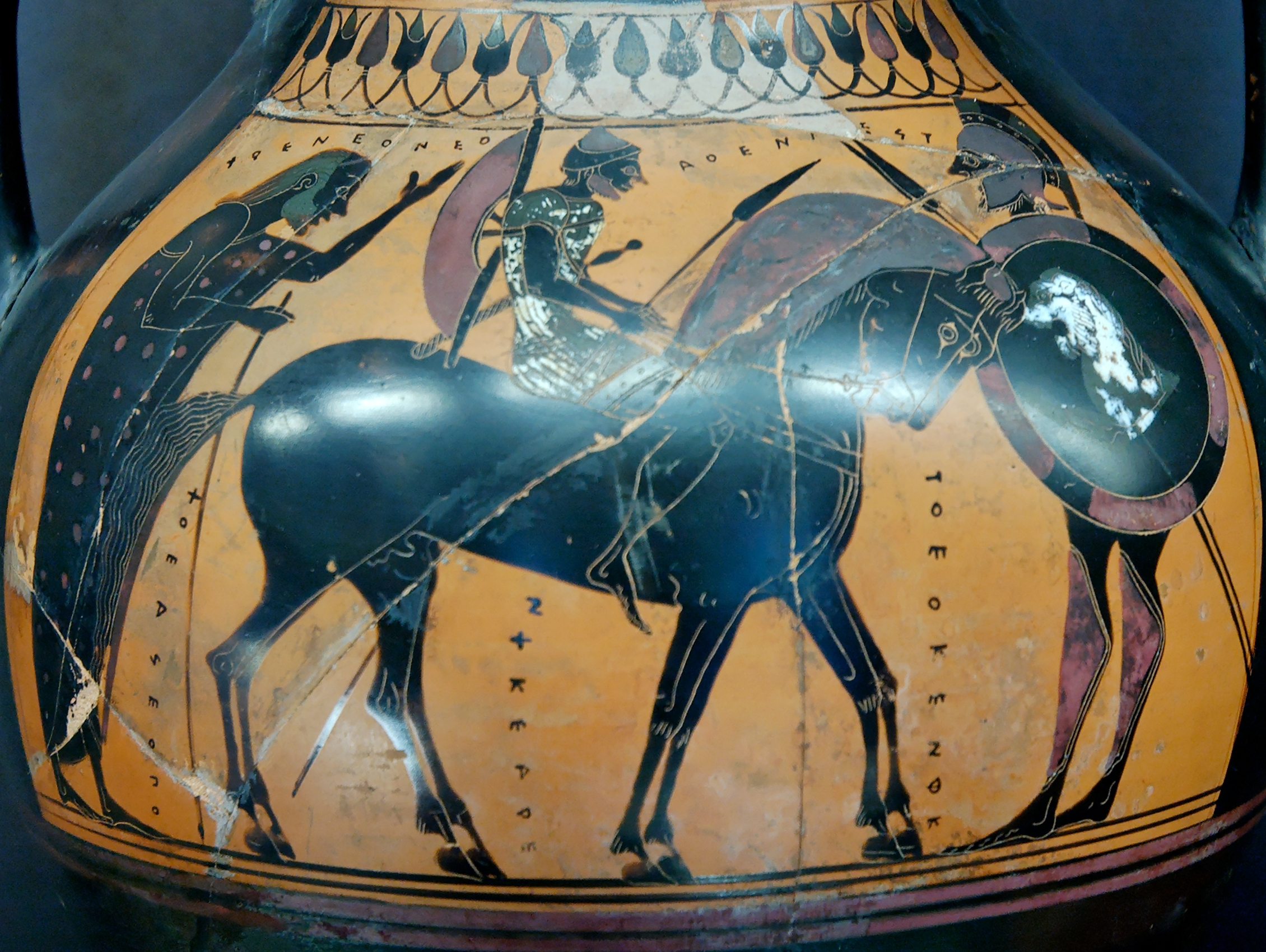
Amforă reprezentând un Hippeis

Desființează orice formă de servitute arhaică, smulgând bornele care marcau acest statut, horoi, și proclamă : "pământul patriei, odinioară sclav, acum este liber". Această eliberare s-a numit seisachteia-lepădarea puterii, care a avut drept componentă și redarea statutului de cetățean liber pentru toți cei care , hectemori sau sclavi, și-l pierduseră. Continuă restructurarea sistmului socio-politic atenian, corelând drepturile și obligațiile cetățenești cu statutul de proprietar funciar, printr-o evaluare cantitativă riguroasă a veniturilor agricole și a locului în polis.
Pentru a submina puterea  familiilor aristocratice , Solon a schimbat calificările pentru puterea politică de la neam la bogăție . Acum nu mai trebuia să fii  dintr-o familie nobilă pentru a participa la viață politică , atâta timp cât erai bogat . Acest lucru nu a privat   familiile aristocratice , dar deținerea dreptului de participare la viață politică s-a extins.
Pentru a se asigura că și cei săraci  vor avea un cuvânt de spus în politică  , Solon a extins  adunarea  generală ateniană . El a permis tuturor cetățenilor   drept de  vot   . De asemenea, le-a dat puterea reală adunării  generale . El le-a dat decizia finală de alegere a funcționarilor publici și a creat un consiliu de cetățeni de a acționa în calitate de judecători . În cele din urmă , cetățenii din Atena au avut o modalitate de a apela la politicienii lor   .
Împarte corpul civic în patru categorii de venit anual, măsurat în unități de capacitate pentru cereale sau pentru produse lichide, vin și ulei: pentakosiomedimnoi care aveau 500 de medimni (medimnul era bănița de cereale), cei care aveau 300 de medimni anual erau hippeis-cavalerii, cei care aveau 200 de medimni erau zeugitai (hopliții sau cetățenii care aveau cel puțin o pereche de boi) și cei care aveau sub 200 medimni erau thetes.
Stabilește o corespondență strictă între obligațiile militare-primele două clase formau cavaleria, zeugitii-infanteria, iar thetii serveau că trupe auxiliare sau vâslași; și drepturile politice-toate clasele puteau participa la adunarea poporului și să voteze, dar numai indivizii din primele trei pot fi alese, și numai primele două pot exercită funcții majore de arhonte sau preot. 

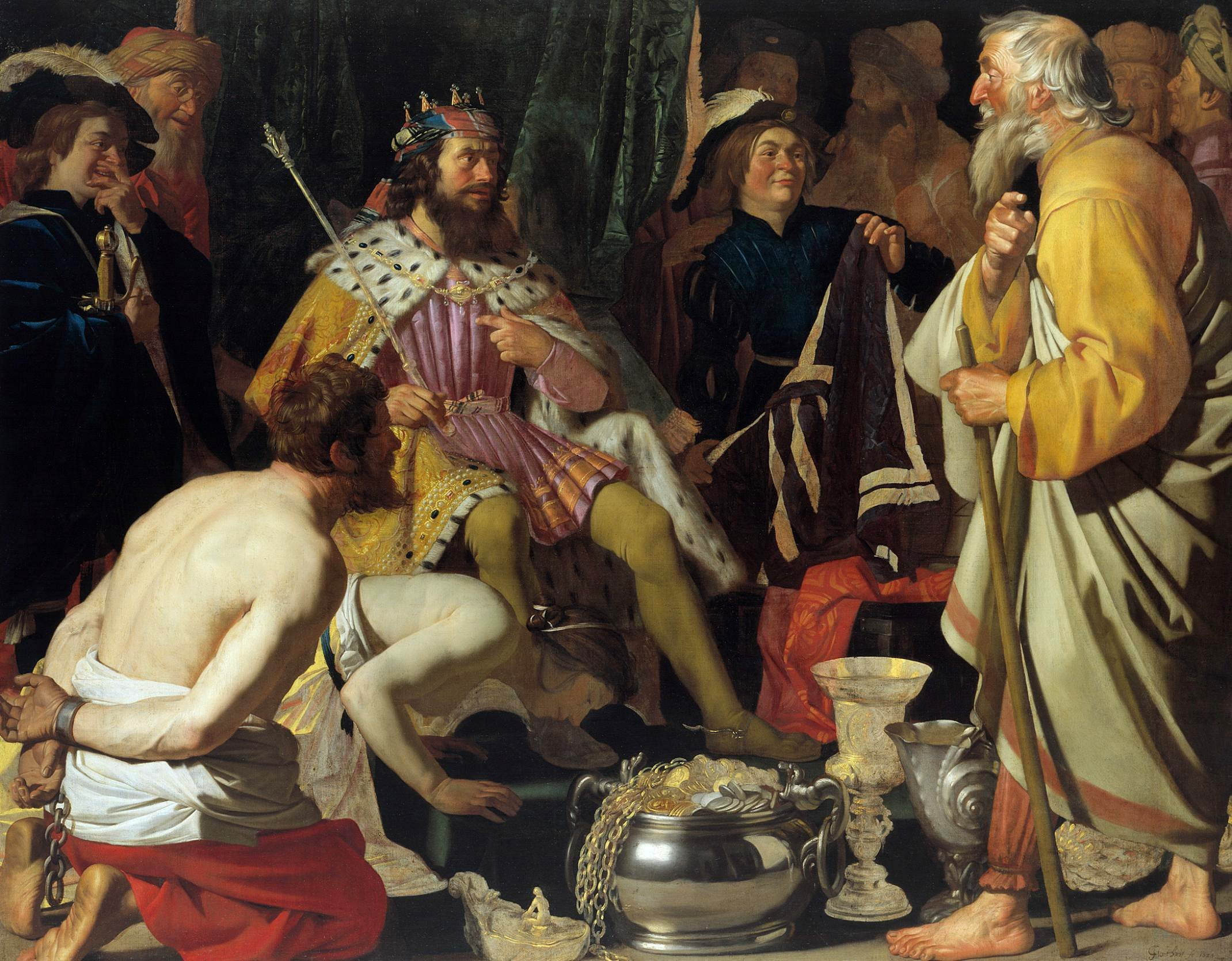
Solon și Cressus

Această distribuție censitara este întregită de o reglementare precisă a drepturilor adunării poporului-demos/ecclesia, în așa măsură încât izvoarele ulterioare îi atribuie acestuia. Periodicitatea și competență suverană a adunării sunt clar statuate, această dobândind și capacitatea de a judecă-heliaia-procesele de apel, și de aceste măsuri se leagă și sistematizarea a unei zone din preajma cartierului Kerameikos care devine o a două agora, dublând-o pe cea străveche  de la poalele Acropolei.  Solon a înființat și un al doilea consiliu de 400 de membri că la Chios, din toți cetățenii, devine semnificativă dublarea instituțiilor tradiționale prin noi organisme, menite să contrabalanseze autoritatea vechii nobilimi și să echilibreze raporturile publice în cetate.
Se formează o imagine ideală a unui polis tradițional, în care cetățenii-proprietari și soldați, solidari prin origine comună și similitudine, se supun bunei rânduieli a treburilor obștei-Eunomia. 
Atenienii alegeau un magistrat cu puteri excepționale sau  chemau arbitri din afară.  Solon a impus legea  care putea anula calitatea de cetățean al celor care nu participau la lupta în caz de război civil-atimia.
A  stimulat orientarea către ocupațiile meșteșugărești și o concentrare urbană care reprezenta premisa înfloririi artizanatului și comerțului maritim din vremea tiraniei pisistrate. Desființarea formelor de dependență obligă Atena să se orienteze către procurarea pe piață a forței de muncă, ceea ce împiedică o dezvoltare în ansamblu a schimbului de mărfuri și un statut aparte pentru marfă ce constă în sclavi.
După încheierea reformele sale , Solon a renunțat puterea lui și a părăsit orașul, făgăduind atenienilor să  mențină sistemul sau  10 ani , înainte de a face orice modificări. Cu toate acestea, în mai puțin de cinci ani , aristocrații ateniene au reușit să submineze acest sistem , încă o dată .O bună parte din instituțiile noi-create sunt repede desființate, sfatul celor 400 dispare, iar vărul lui Solon, Peisistratos, a preluat controlul . Deși Peisistratos a decis în mod corect,  încercând să-i protejeze pe cei săraci de bogați , fiul sǎu, Hippias , a impus un regim de teroare .
Pentru o jumătate de veac, la Atena, se va instaura tirania.

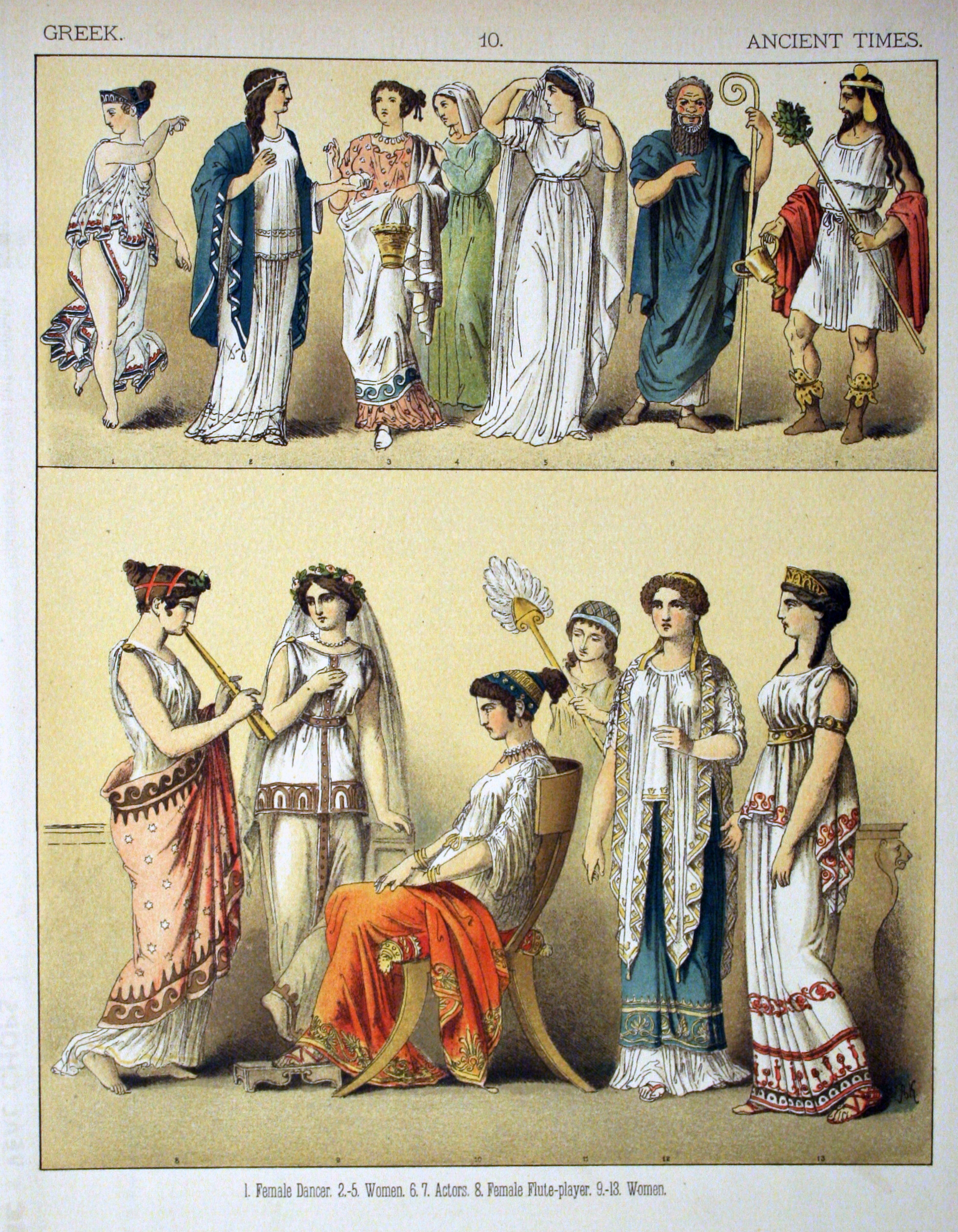
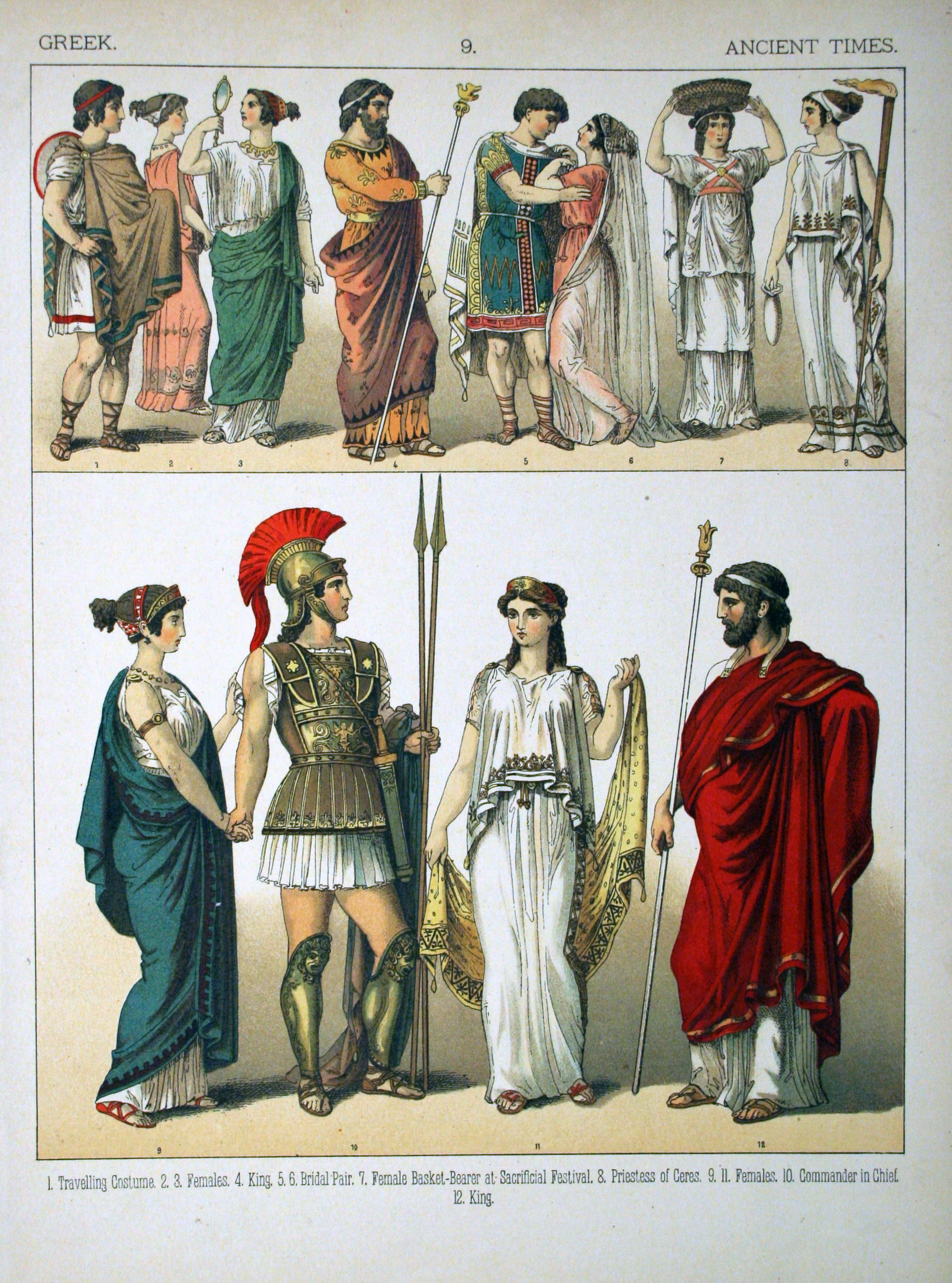
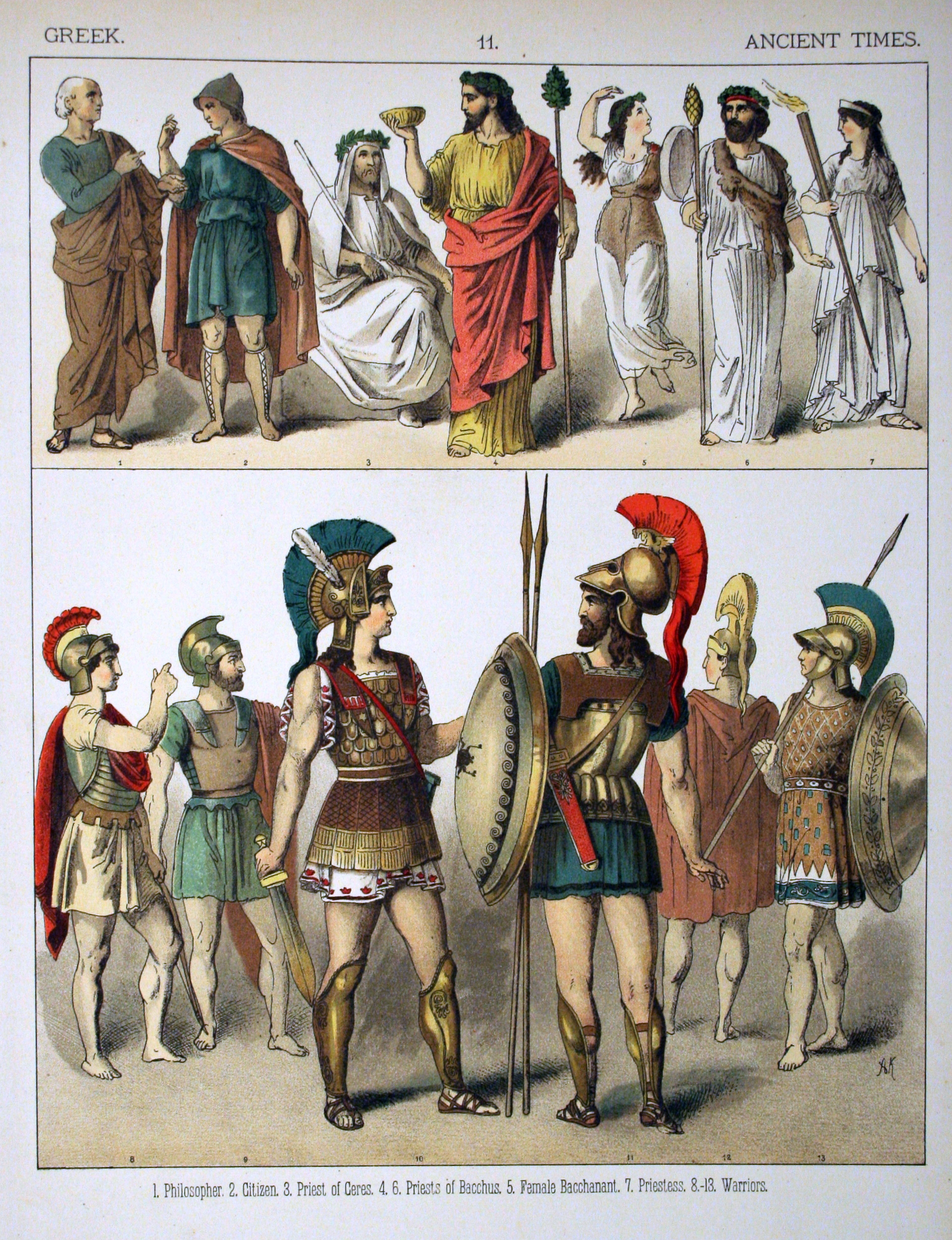
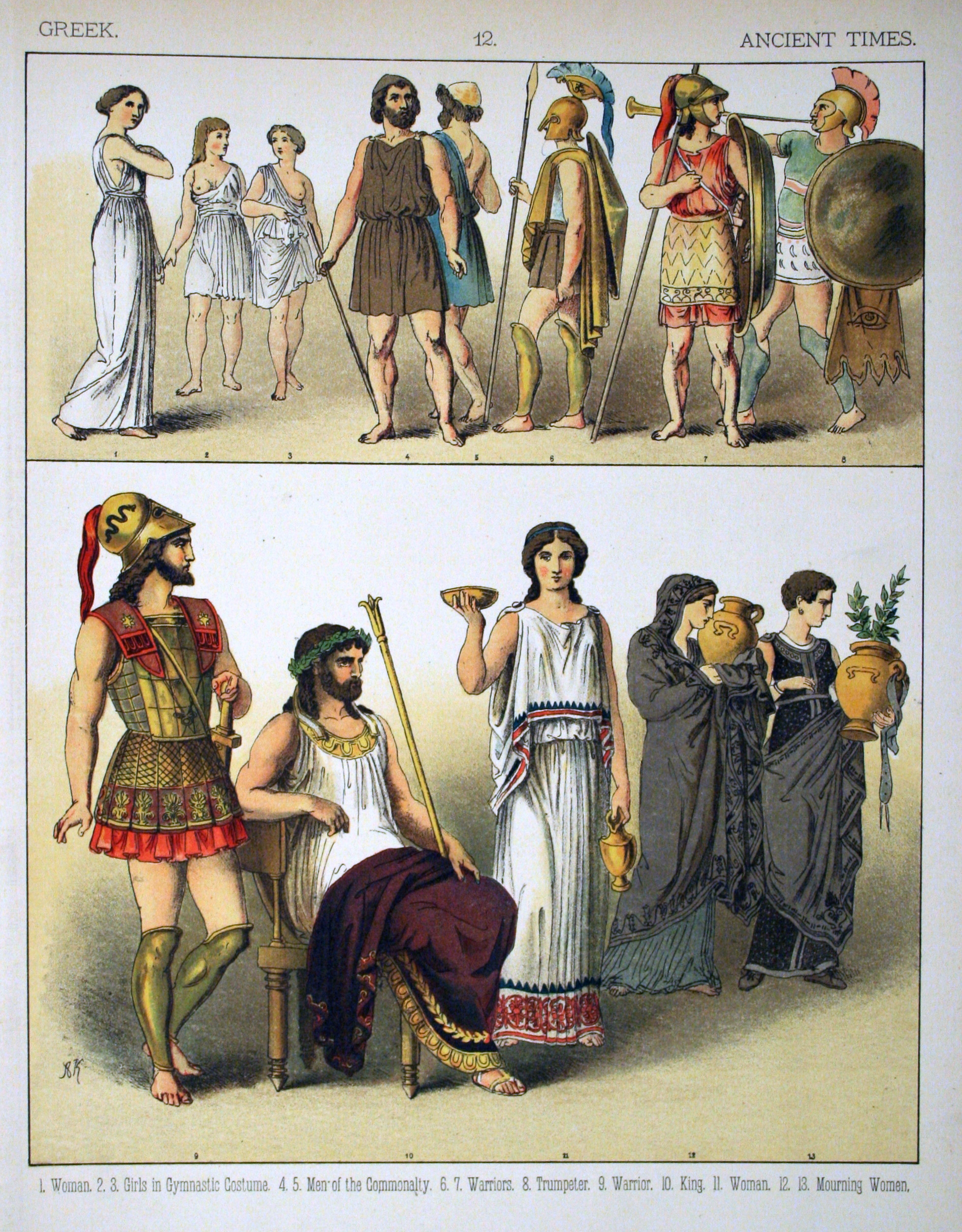

### Dictatura lui Pisistrate

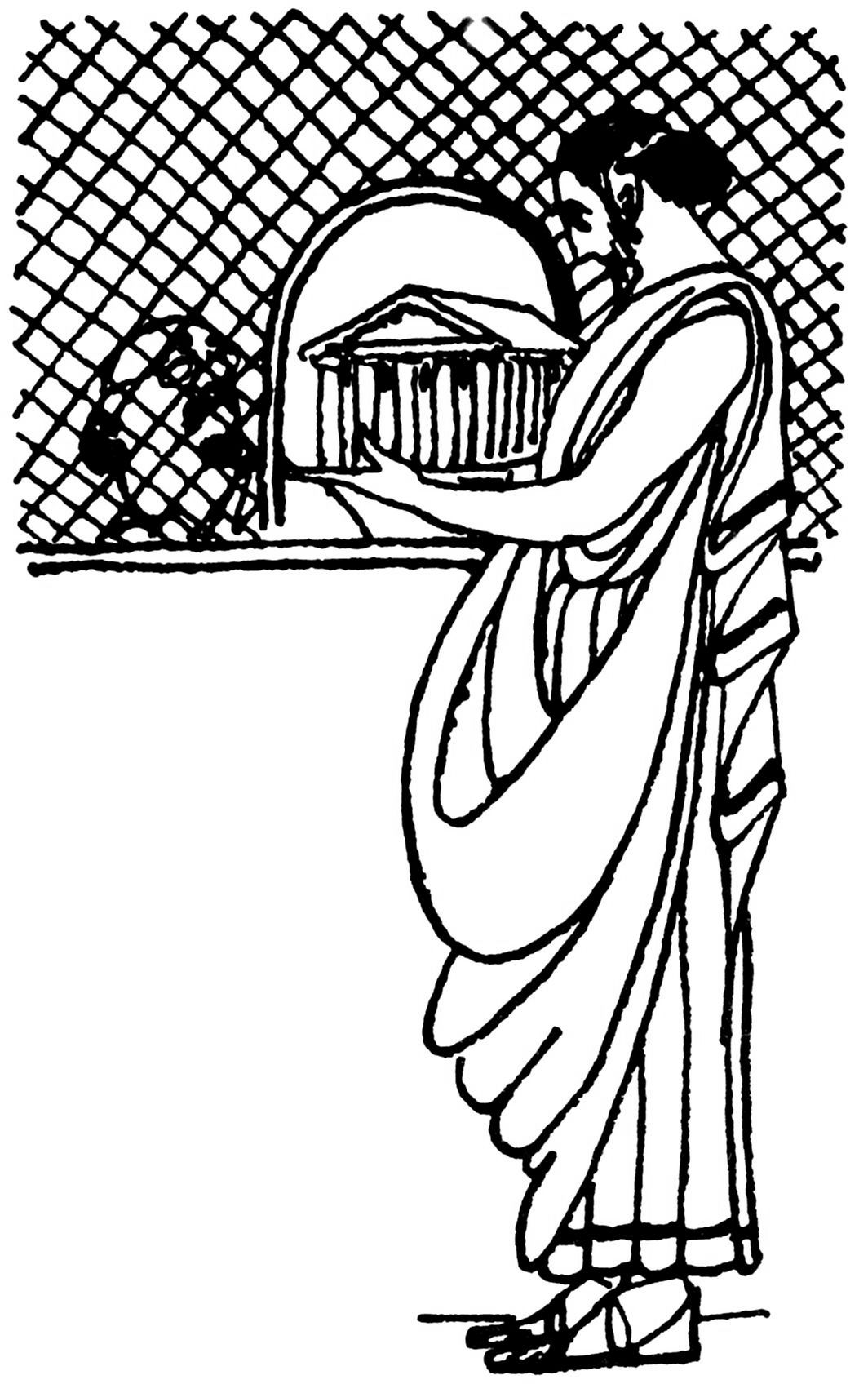
Pisistrate

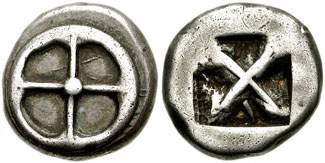
Didrachme (545-510)

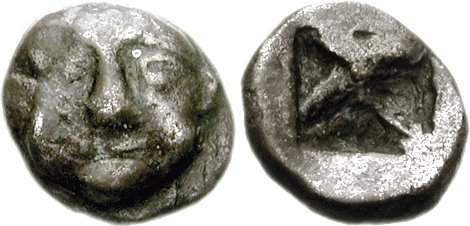
Oboli (545-515)

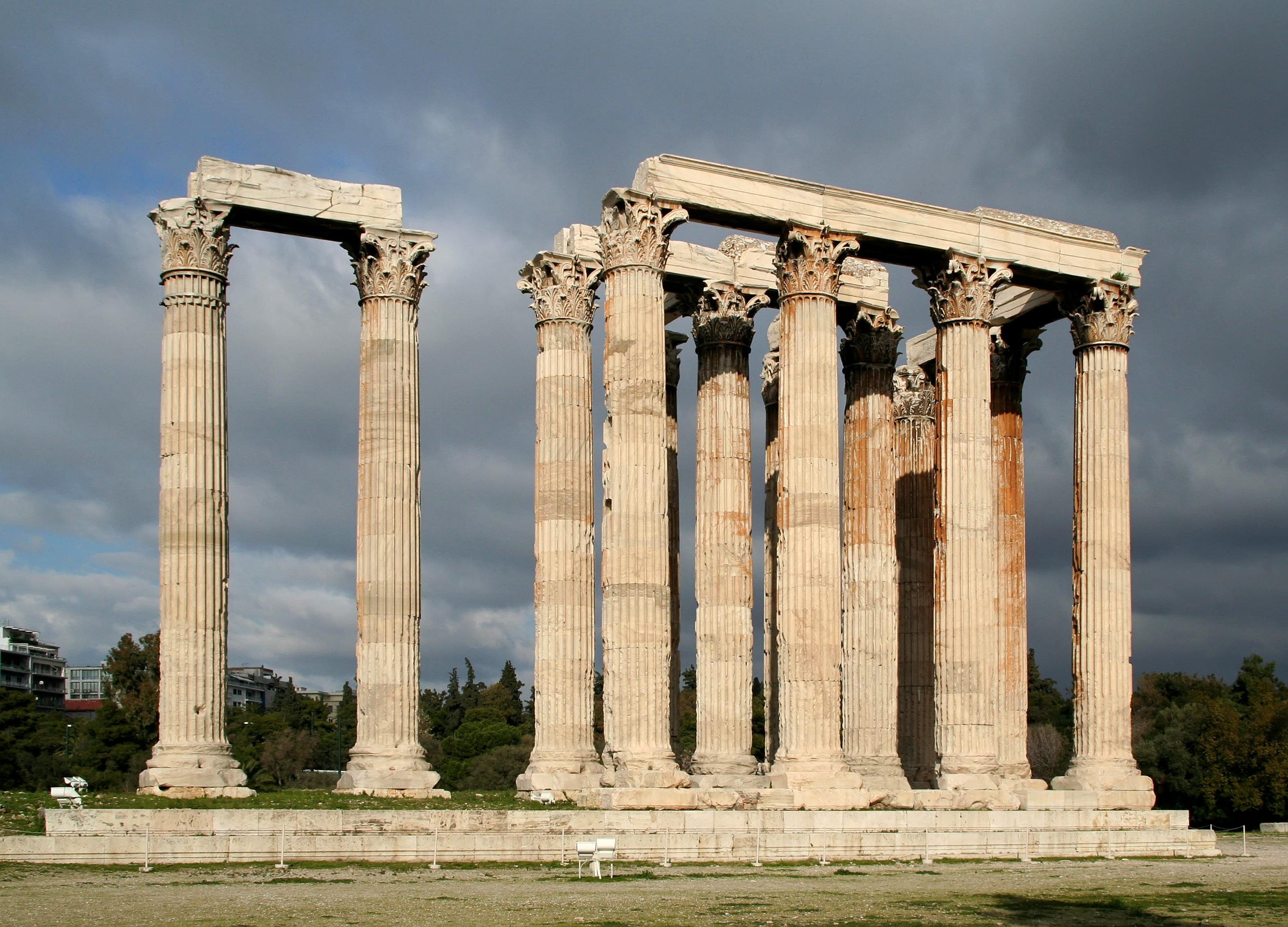
Templul lui Zeus

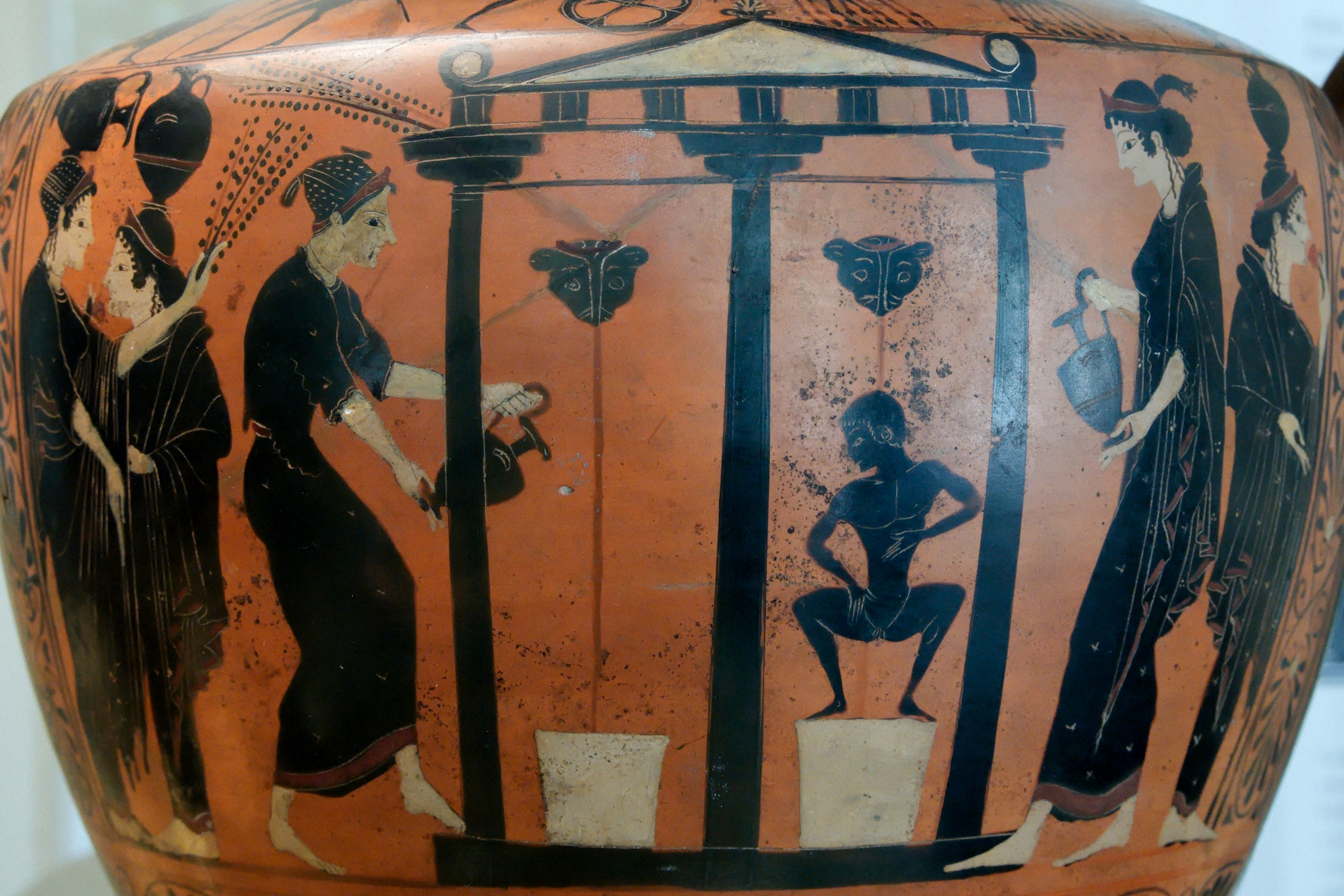
Fantana publica -Enneakrounos

La Atena, tirania se instaurează după reformele lui Solon, având loc numeroase incidente: în 582, când Damasias rămâne în funcția de arhonte timp de 2 ani și câteva luni, a izbucnit un conflict dintre vechi facțiuni rivale-pediakoi-câmpenii, mari familii din jurul sanctuarului de la Eleusis, independente de Atena și,  paraloi-cei de pe coasta,  care reprezenta facțiunea aristocratică a Alcmeonizilor, ale căror proprietăți se aflau în preajma Atenei, către mare. Mai apare încă o facțiune, huperakrioi, cei de peste munte, nobilii din jurul sanctuarului de la Brauron și din câmpia Marathon, din N-E Aticii, care devin cei mai activi, în frunte  cu Pisistrate, care adaugă mijloacele tradiționale de confruntare între hetarii o dimensiune populară insolită, nu se mai adresa clientelei tradiționale a nobililor, ci intreugului demos.
În 561, Pisistrate stârnește emoția populară pretinzând că e victima unui atentat și obține o garda personală de 300 de korunephoroi-purtători de măciuci, cu ajutorul acestora, se intalează pe Acropole, dar este repede alungat. Revine după puțin timp datorită unei alianțe cu Megacles Alcmeonidul, căpetenia paralienilor, cu a cărui fiica se și căsătorește. Întoarcerea tiranului în cetate este pusă în scenă că o hierogamie, Pisistrate intrând triumfal  pe un car, alături de o femeie deosebit de frumoasă și înalta care se da drept zeița Atena. 
Dar după puțin timp, tiranul desface alianța cu Alcmeonizii, refuzând să consume o căsătorie care, după cum pretindea el, i-ar fi adus urmași dintr-un neam blestemat de zei, și este din nou alungat.  Mult îndelungatul exil îi permite să-și adune mijloacele bănești și alianțe mai importante; cu ajutorul acestor, angajează mercenari și debarcă la Marathon, unde este întâmpinat de o mulțime entuziastă. Și-a înfrânt adversarii la Pallene, lângă templul Atenei, și devine stăpân al Aticii până la sfârșitul vieții , 528 i.en. Este consilidata puterea ce este transmisă ereditar. Pisistrate va fi succedat de fiul sau cel mai mare- Hippias. 
Și-a numit prietenii în funcțiile cele mai importante și a permis funcționarea instituțiilor tradiționale. Chiar și  raporturile cu aristocrații atenieni au fost pacifice, după o vreme, Alcmeonizii, care au fost exilați, se întorc în Atica, și în vremea lui Hippias, vechile feude par uitate, de vreme ce o inscripție atestă că  în 525 i.en., unul dintre fii lui Megacles, Clistene, era arhonte eponim al cetății. Relațiile erau amicale cu familia Phiiazilor, care-l susținea în expansiunea spre sudul Traciei, unde Miltiades cel Bătrân fondează cetatea Chersonesului Tracic.  Această întemeiere, că și instalarea atenienilor la Sigeion, contribuie la soluționarea a o parte din problemele agrare ale Aticii, că și la stabilirea controlului atenian asupra strâmtorilor, prin care corăbiile cu grâu din Pont ajungeau în Egeea. 
Este remarcată creșterea producției schimbului maritim, de la ulei și vin la vase de lux, care inundă aria etrusco-italică spre vest, și în bună măsură și pe cea pontică, cu o producție ceramică de o excepțională calitate artistică. Începe un program de prestigiu în construcțiile din Atena, precum lucrări de aductie a apei-fântână cu nouă guri-enneakrounos sau construcția mariilor sanctuare-Hekatompedon-templul de 100 de picioare de pe Acropole, sanctuarul lui Zeus, pe care abia împăratul Hadrian o va finisa, alături de cei 12 zei în agora, templul lui Dionisos lângă Acropole. Toate aceste construcții schimbau fața cetății și materializau o politică culturală pe care tiranii, proiectori ai artelor, apăreau că noi ctitori ai cetății, în același sens, organizarea marii sărbători a Panatheneelor, simbol al unității atice, că și susținerea cultului Dionisiac și a primelor spectacole tragice. Se remarcă poeți ca Anacreon și Semonide din Keos la curtea Pisistrasilor, inițiativa editării poemelor homerice și unei culegeri de poeme orfice; tot atâtea modalități de a afirmă proeminentă și strălucirea puterii tiranilor. Presiunea aristocraților se diminuează asupra demosului rural, atât prin susținerea lui economică, cât și printr-o justiție independența, garantată de judecătorii itineranți. 
Cetățile ionice au fost socotite că un teritoriu privilegiat al regimurilor tiranice. Cei mai vestiți tirani ai Ioniei îl includeau pe Policrat din Samos, care își dezvoltase cetatea într-o putere maritimă, ce a alimentat ideea unei tiranii plutocratice.
Argos sau Corint sunt printre cele dinți care sunt supuse de tirani.  Spre sfârșitul secolului VII, apar primele regimuri tiranice și în cetățile din Italia și Sicilia.
Un cântec de pe un pahar-skolion, celebru la Atena, îi elogiază pe Harmodius și Aristogeiton, cei doi nobili care în, 514, îl uciseseră pe Hipparchos, fratele tiranului Hippias. Omorându-l pe tiran, i-a făcut pe atenieni să fie isonomoi. Hippias, de teamă represaliilor, a declanșat o represiune brutală, torturandu-i pe cei doi și pe apropiații lor și implicând în complot o mare parte a aristocraților atenieni, astfel încât cei care au scăpat cu viață s-au refugiat în afară Aticii, în Beotia și la Delfi. S-au pregătit să-l alunge pe tiran din Atena. Prima încercare a eșuat în 511 i.en., când exilații sunt înfrânți la Leipsydrion, lângă granița cu Beotia, așa încât adversarii lui Hippias încep să caute sprijin exteror din partea Spartei. Greu de convins, regele Cleomenes, prieten al nobilului spartan Isagoras, râvnea la o glorie războinică. În 510 i.en., o expedtie spartană în funte cu Cleomenes și exilații atenieni pornesc împotriva lui Hippias și îl alungă, tiranul se refugiază la curtea regelui persan, iar Isagoras este ales arhonte.

### Reformele lui Clistene

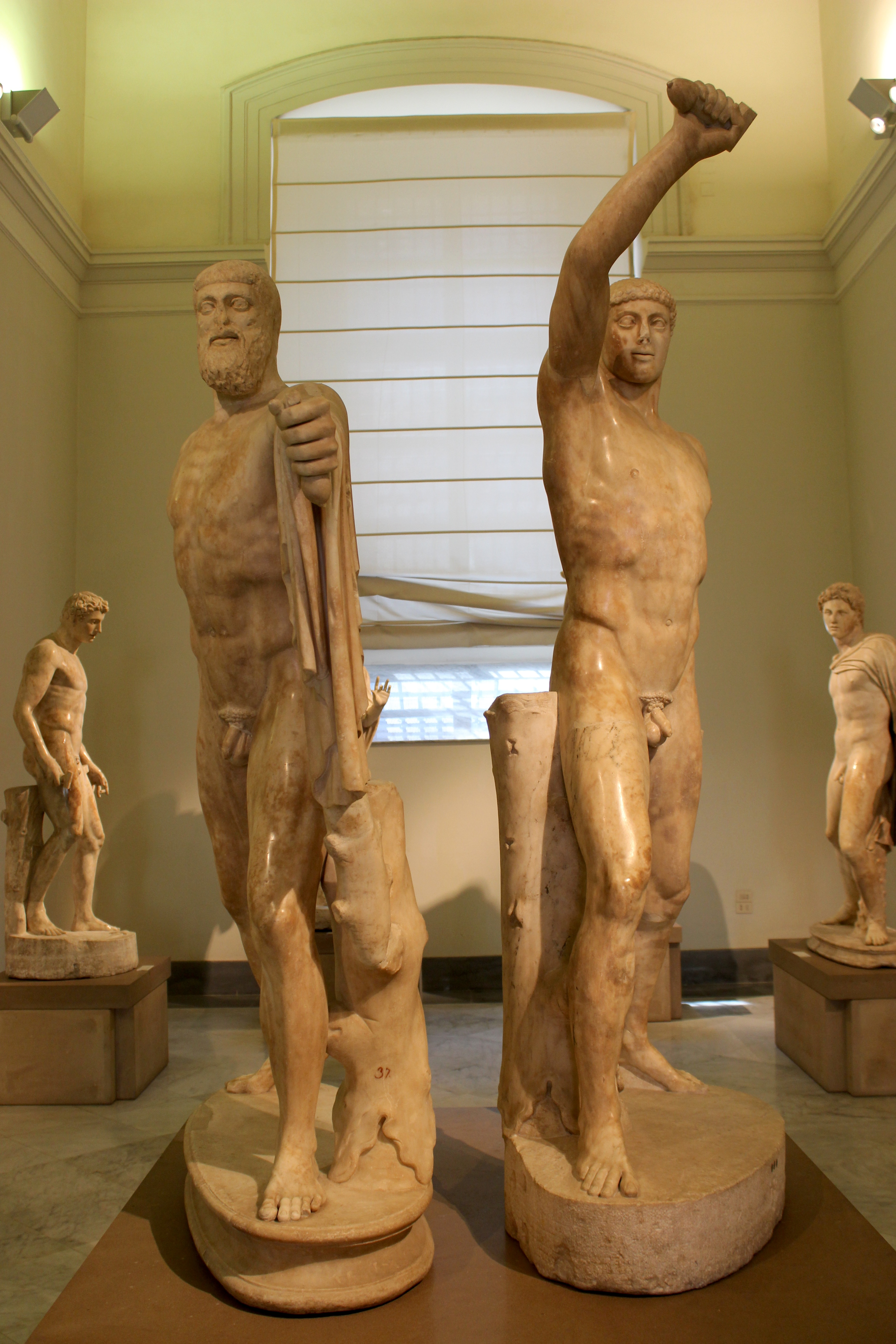
Tiranicidas

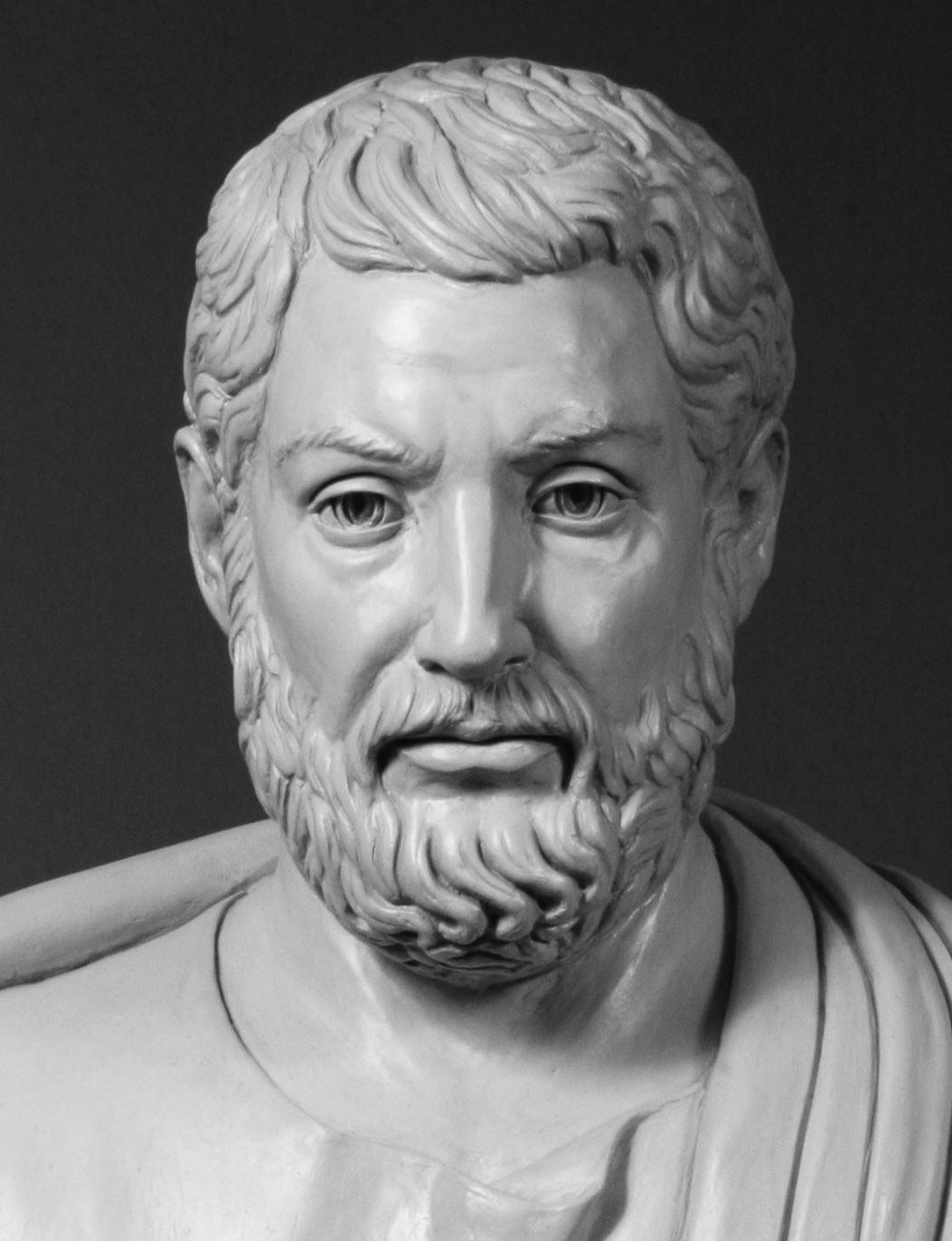
Cleisthenes

Victoria lui Isagoras l-a dezamăgit pe Clistene, care speră să beneficieze înaintea altora de alungarea tiranilor. Îl învinge pe Isagoras cu armele popularității, al cărui proiect de reforma câștigă, setea de glorie a Alcmeonidului întâlnind o aspirație comună a atenienilor către inovație și o dorința populară de restructurare instituțională.
Clistene stârnește o opoziție puternică împotriva arhontatului lui Isagoras, agită spiritele cu propunerile lui; Isagoras cere sprijin de la Cleomenes care pătrunde cu armata spartană pentru a două oară în Atena, și Clistene împreună cu 700 de aristocrați din hetairă alcmeonida se exilează din nou. În absența căpeteniilor aristocrate, atenienii se răzvrătesc împotriva spartanilor și îi obligă să se retragă. Isagoras se retrage. Clistene e rechemat și is pune în aplicare proiectul de reforma.
Reforma pornește de la o redefinire a corpului civic, pe care îl împarte după reședința în 10 triburi teritoriale. Vechile triburi tradiționale ioniene își păstrează doar atribuțiile de cult, cele 10 triburi devenind structura de baza în organizarea Atenei. Fiecare trib era compus din reunirea mai multor unități teritoriale minimale, un fel de comune,  al căror nume este tot demos, că și numele corpului cetățenesc. Fiecare comună are propria să adunare, care alege anual un demarh, și are că principala funcție, în afară administrației și cultelor locale, înregistrarea cetățenilor care rezidă sau au proprietăți funciare înscrise în demul respectiv. E foarte probabil ca aceste comune au existat dinaintea reformei, și că această s-a limitat la generalizarea lor distribuind întreg teritoriul atic, inclusiv cel al orașului Atena, între aceste unități.  Gruparea acestor demoi în triburi este însă o operație complicată, deoarece reformatorul a dorit să asigure un maximum de omogenitate teritoriului atic, confruntat de multă vreme cu tendințele centrifuge ale vechilor centre politico-sarcedotale și ale aristocrațiilor regionale de la Eleusis sau Brauron. Pentru a elimina primejdioasele solidarități locale, Clistene a constituit fiecare din cele 10 triburi din trei secțiuni, trittus, grupând demi din trei zone diferite ale teritoriului-o treime din zona de interior, mesogeia, o a două-zona de coasta-paralia, și ultima-teritoriul urban al Atenei-astu.  Singurul punct în care triburile clisteniene își puteau găsi un centru teritorial era orașul Atena, punct de convergență a tuturor instituțiilor civice.  În alegerea membrilor diferitelor organisme de conducere și  magistraturi, riscul unor grupai regionale care să subverteasca instituțiile cetății în folosul unei părți doar din Atica era controlat. Decupajul savant al teritoriului a fost pus pe seama tragerii la sorți, dar analiză atentă a acestei complicate operații politico-administrative dovedește că hazardul a fost mânuit cu multă ingeniozitate, izbutind efectiv să spargă vechile solidarități și să disocieze tot e putea fi primejdios pentru coeziunea cetății renovate. 
Această se constituie din reunirea celor 10 triburi, puse sub ocrotirea celor 10 eroi eponimi aleși prin tragere la sorți de Pythia. Triburile relativ egale nmeric, și înșirate într-o succesiune oficială-Erechteis, Aigieis, Pandionis, Leontis, Akamantis, Oineis, Ketropis, Hippothontis, Aiantis , Antiochis-ordonează tot ce are legătură cu viață cetății-magistraturile, ale căror colegii sunt acum formate din câte 10 membri pentru a corespunde triburilor, structura militară și contigentele mobilizate în caz de război-cea mai importantă inovație clisteniana a fost consiliul celor 500 de membri, ales din câte 50 de membri din fiecare trib.   Consiliul capătă atribuții precise, devenind elementul de continuitate politică în cetate. Ales în fiecare dem dintre toți cetățenii de 30 de ani cel puțin ce se declarau disponibil, caracterul clar democratic al acestei instituții clisteniene nu poate să fie pus la îndoială. Chiar dacă nu a fost ales la început, că în secolul V i.en., prin tragere la sorți, care exprimă cel mai înalt grad calificarea egală a tuturor candidaților, consiliul rămâne o instituție esențială pentru cetatea isonomica, de vreme ce nu există decât o unică limitare, aceea care prevede că nici un atenian nu poate fi membru în boule decât cel mult de două ori în viatal lor, tocmai această reglementare referitoare la o instituție cu 500 de membri presupune o rată de participare extrem de importantă a cetățenilor la ecercitarea mandatului de bulent. 
Fără drept de decizie legislativă proprie, consiliul asigura comunicarea permanentă între magistrați și adunarea poporului căreia îi prezintă proiecte spre dezbatere. Consiliul este divizat în 10 secțiuni-prutaneiai, care grupează pe buleții din același trib. Anul începea cu 50 de membri din tribul Erechtheis, și se încheia cu  cei din tribul Antiochis, membri consiliului, numiți pritani, ce asigurau permanentă în sediul consiliului-Bouleuterion. Vechiul calendar dependent de marile sărbători și împărțind anul în 12 luni  rămâne de uzanță strict religioasă, tot așa cum cele patru triburi tradiționale își păstrau doar funcțiile de cult. Viață politică a cetății se desfășura în propria ei temporalitate, divizată în 10 secțiuni numite tot pritanii, luni "politice" de câte 35 de zile fiecare. Pritaniile scandează secvențele uniforme ale unui timp al cetății, în care reprezentanții câte unei zecimi din corpul civic exercită o putere egală și colectivă.
Adunarea demosului avea un rol sporit de nouă structura politico-administrativă a cetății, care nu mai permite concentrarea puterii la nivelul magistraților, conferind-o, implicit, binomului adunare/consiliu. Formulă introductivă a actelor normative ateniene reflectau reechilibrarea prin preambutlul stereotip edoxe toi demoi. Sistematizarea și multiplicarea funcțiilor politice, corelată cu îngrădirile de repetare a mandatului, face că la un corp civic de 30.000 de cetățeni, numărul atenienilor care iau parte direct la conducerea cetății, de la nivelul demului la cel al magistraturilor superioare, să sporească simțitor. Nu oricare dintre cetățeni era efectiv disponibil, mai ales din cauza condiției sale materiale și statut, pentru a candida, thetii nu candidau, dar chiar dintre zeugiti, mulți  vor fi fost prea prezenți în funcțiile superioare. Toți poamenii politici de vază ai Atenei erau aristocrați. Totuși, numărul celor care dobândesc astfel o experiență politică directă-în demi, în consiliul celor 500 sau în alte funcții colective, este infinit mai mare decât înainte.
Reforma clisteniana a dus la o concentrare mai importantă de participanți la ședințele ecclesiei, de vreme ce săpăturile de pe colină Pnyx dovedește o amenajare sistematică al acestui spațiu de întrunire, liber de tradiția vechii agora din preajma sfatului arhaic de pe colină lui Ares, Areiopagul, și capabil să reunească 6000 de persoane.

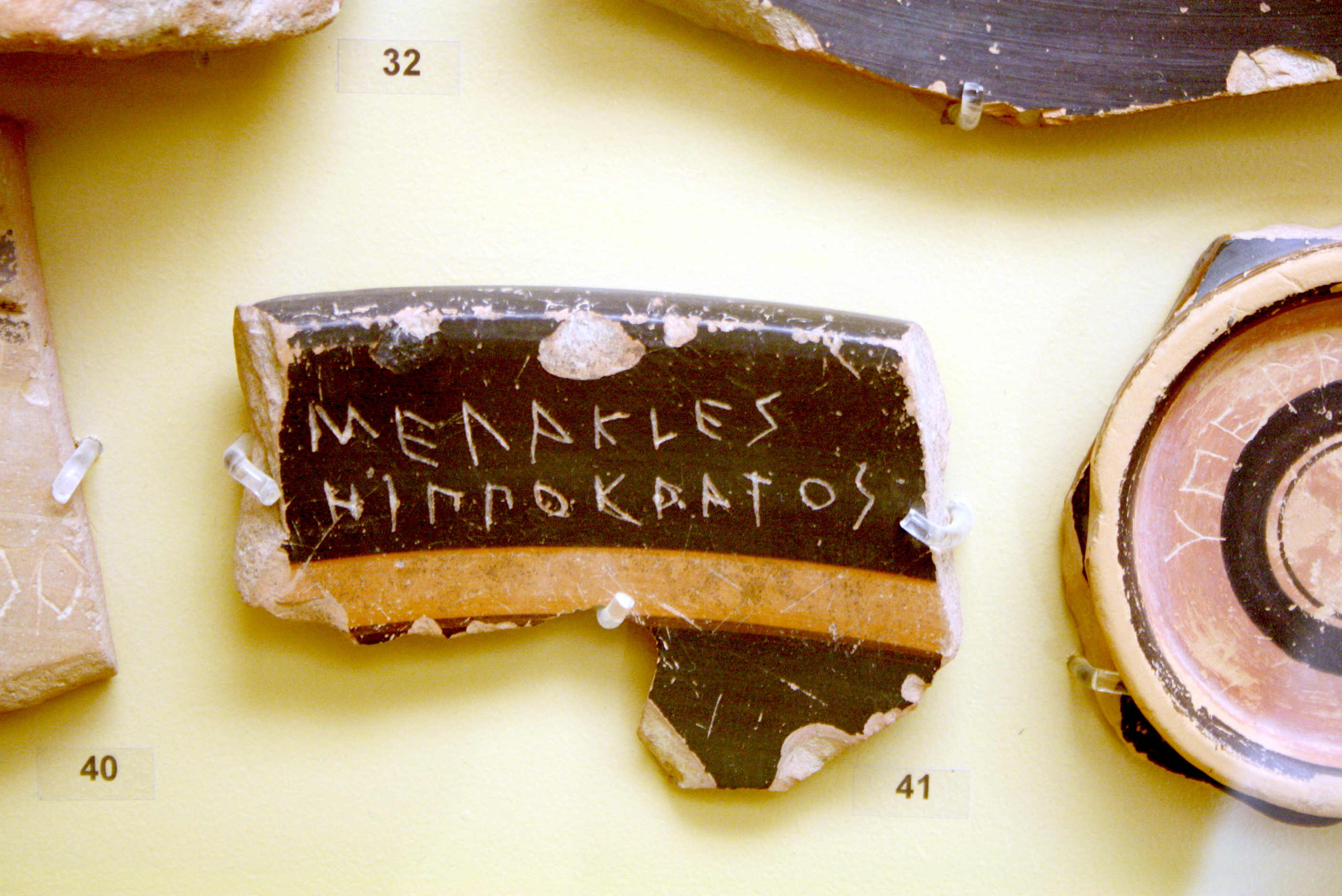
Ostrakon pe care e scris numele lui Megacles

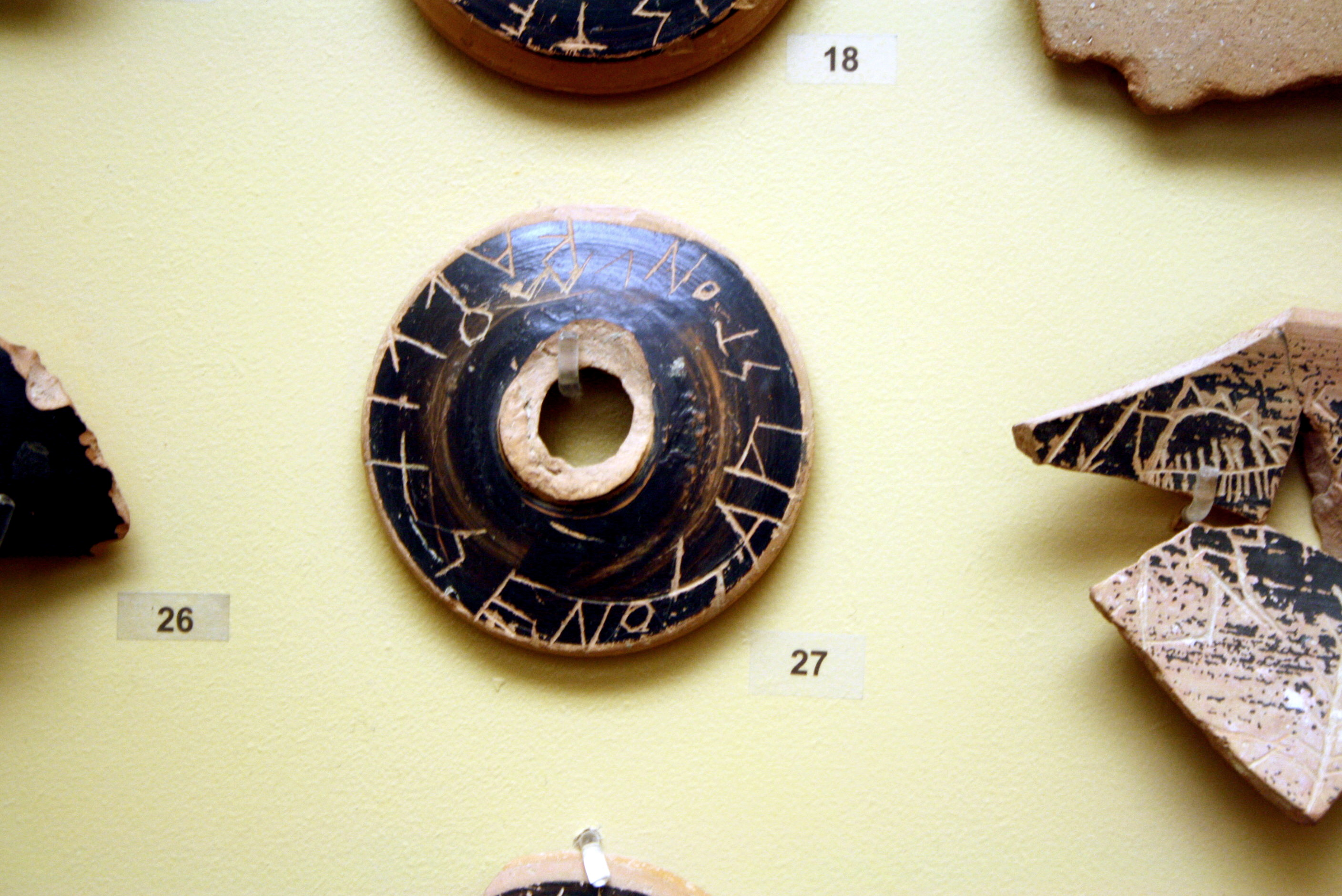
Ostrakon pe care scrie numele lui Kallixenos

Clistene este și autorul  ostracismului, o procedura destul de stranie prin combinația de arhaism și eficacitate politică, menită să elimine din cetate orice personaj care  aspiră la tiranie. Numele instituției vine de la cuvântul ostrakon, care înseamnă ciob, pentru că în adunare atenienii scriau, pe tăcute, pe câte un ciob, numele celui suspectat de ambiții  excesive; dacă se adunau votui ale majorității dintr-o adunare cu cel puțin 6000 de participanți , persoană în cauza fiind exilată pe termen de 10 ani, fără a-și pierde averea și statutul. După 10 ani, era liber să revină și să-și reia carieră politică. Amintește de tradiția pharmakoi, personaje care se încărcau periodic de impuritatea acumulată în cetate și erau alungați sau uciși, că niște țapi ispășitori, tocmai când în cetate se instaura dominația incontestata a discursului argumentativ, ostracismul pune în joc o procedura mută de excludere, instituția fiind coerentă cu ansamblul reformelor clisteniene, reprezentând unicul mijloc legal pentru a substitui tiranicidul și violență.
Modelul atenian e cel mai bine cunoscut în izvoare, și probabil, cel mai complex articulat, dar nu este izolat. La Samos, după moartea lui Policrate, Maiandros încearcă fără succes să proclame isononia că antonim al tiraniei, revoltă cetăților ioniene împotriva dominației persane, pusă la cale în 500-499 de tiranul Miletului, Aristagoras, inepe prin renunțarea la tiranie și instaurarea isonomiei. Se consturuia un sistem instituțional complex și coerent, care conferă cetății formă structurală a unui cosmos circular, având în centruul sau abstracția vie a cetății isonomice, în care cetățenii, asemenea unul celuilalt, parcurg o cale guvernată de justiție, dobândind și cedând, în ordinea temporală și uniformă a timpului politic, fiecare din pozițiile simetrice care compun spațiul ideal al cetății. Isonomia definește sfera politicului că domeniu autonom al acțiunii și gândirii umane, deschizând calea către cetatea matură a epocii clasice.

### Democrația atenianǎ

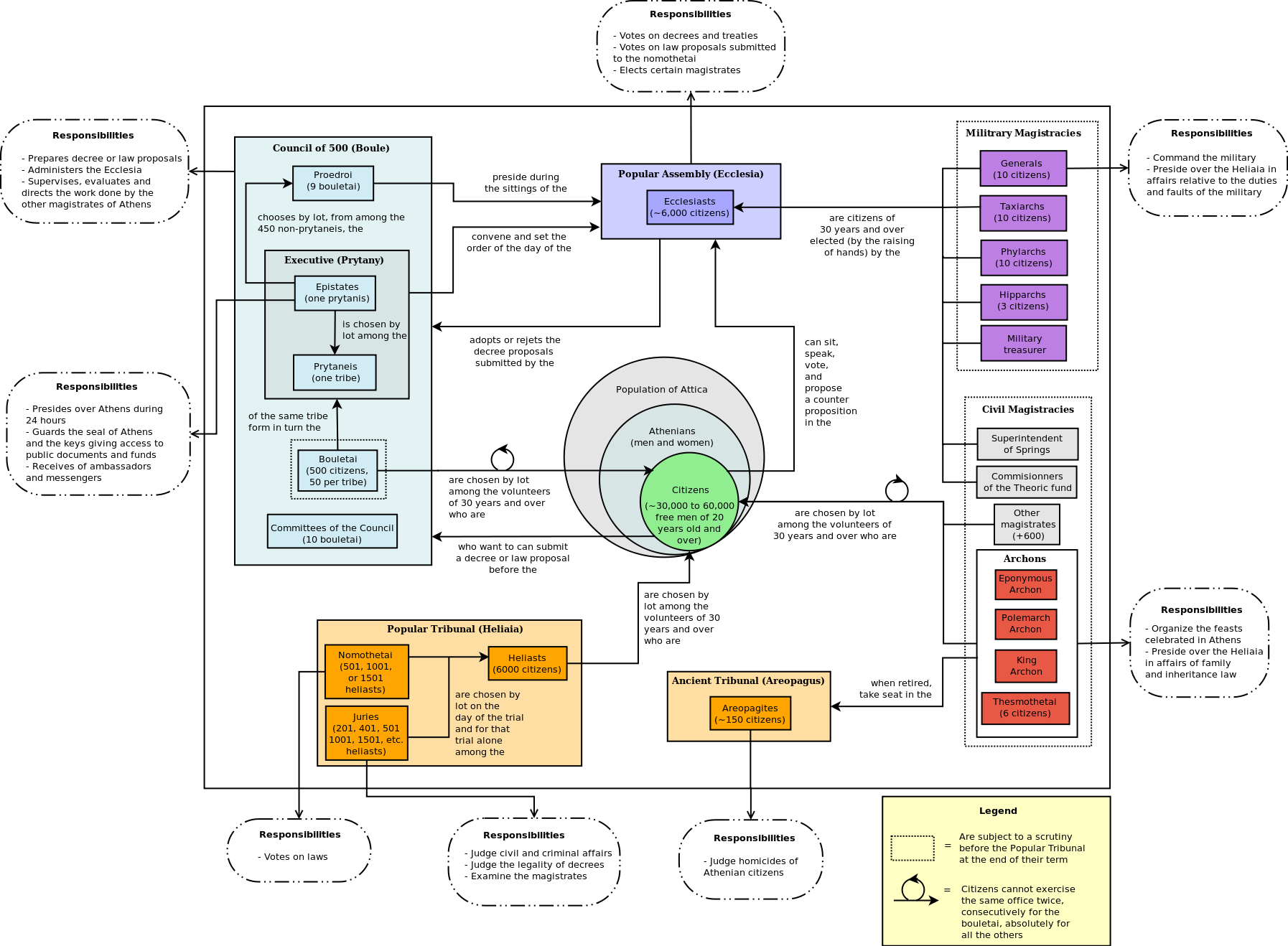
Constitutia ateniana

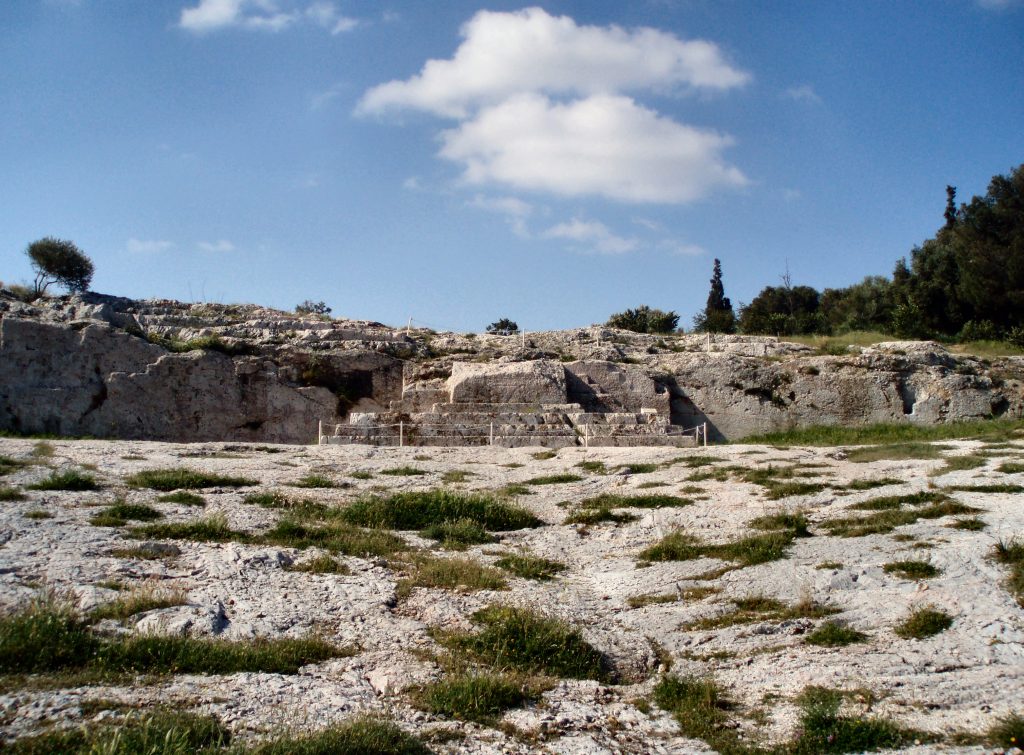
Colina Pnyx

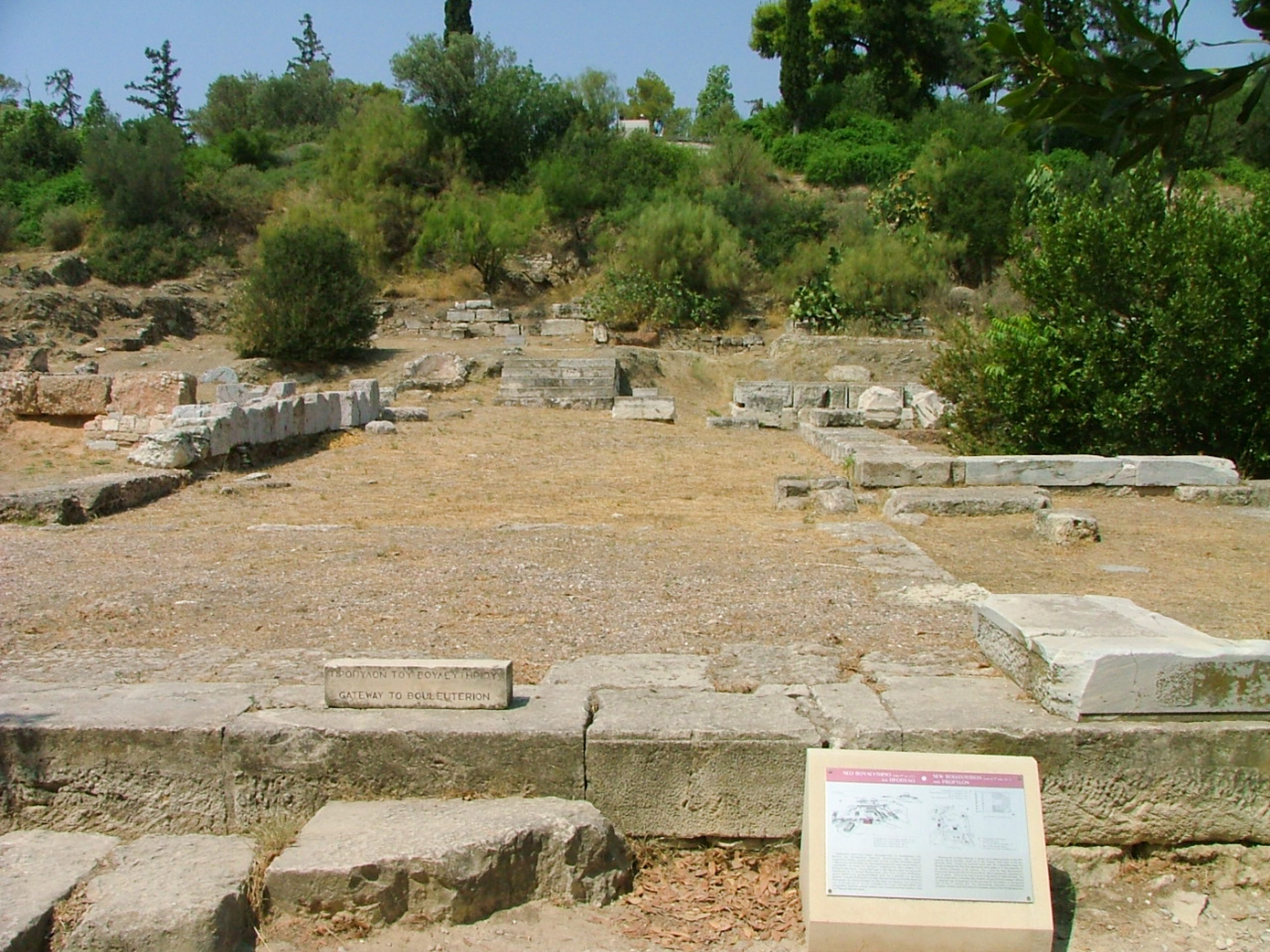
Bouleterion

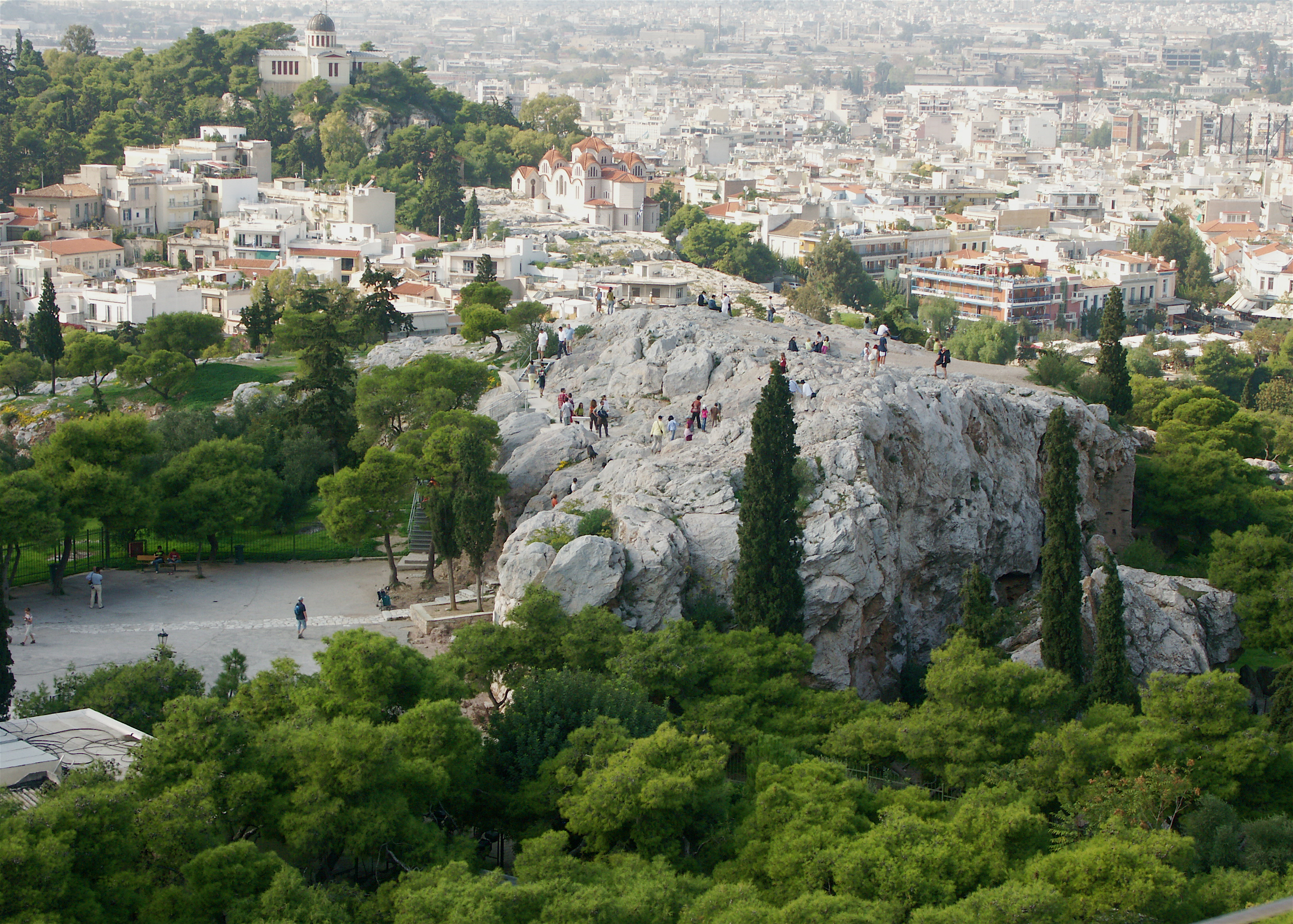
Areopagul

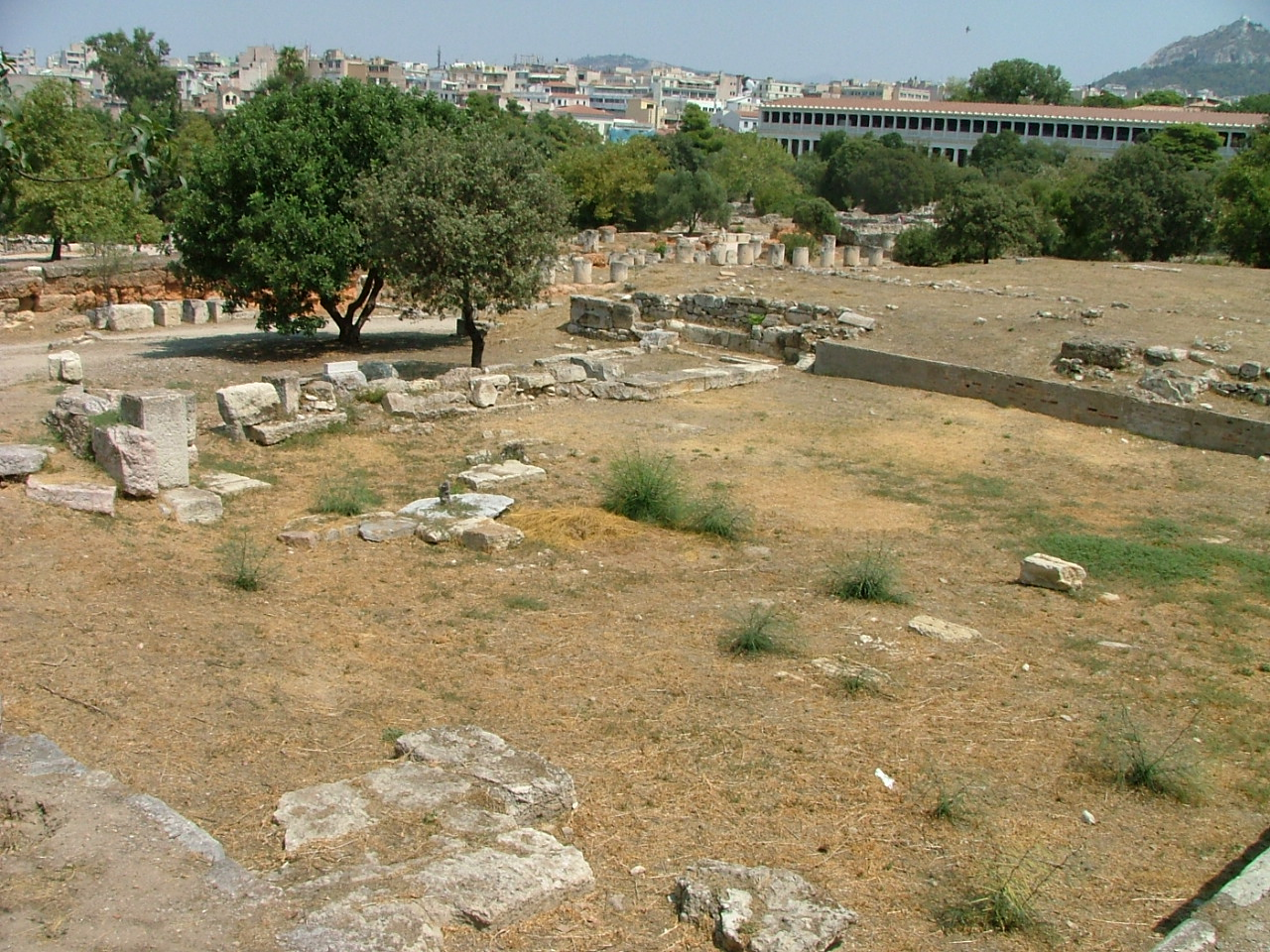
Heliala

Demosul  era comună rurală sau urbană în care multe ceremonii religioase comune și interese de vecinătate asigurau o socializare continuă chiar și membrilor modești, dar era și adunarea tuturor cetățenilor atenieni de pe Pnyx. Reunită în sesiune, adunarea purta numele de ecclesia-la care participa orice cetățean atenian cu drepturi depline care dorea să participe. Deciziile se adoptau în aceste adunări, purtând numele de psephismata, decrete.
Ecclesia era convocată de câte ori era nevoie, chiar de mai multe ori pe luna-în razoiul peloponesiac era convocată în câteva zile succesive. Doar sărbătorile religioase , care numără la Atena cel puțin 120 zile anual, interziceau sesiunile adunării, că și ale altor instituții.  La adunări nu participau toți 30-40 000 de cetățeni,  iar spațiul amenajat pentru adunare, care în secolul V se desfășura pe colină Pnyx, nu permitea mai mult de 6000 de cetățeni laolaltă.  Persoanele de vază care urmau o carieră politică-singură onorabilă pentru aristocrați-participau sistematic, împreună cu amicii și clientele lor politice-cei 500 de buleți și colegiile de magistrați în exercițiu erau ținuți să ia parte la adunări. Un cvorum de 6000 de cetățeni era presupus pentru adunările mai importante, cum era la începutul secolului,  iar adunarea decidea ostracizările.
Ecclesia era prezidată de proedrul pritanilor, tras la sorți zilnic dintre cei 50 de buleți ai tribului care asigura permanentă prin rotație în Bouleterion. Proedrul avea răspunderea de a da cuvântul, pe rând, vorbitorilor, păstrând disciplină adunării, că și pe aceea de a supune la vot hotărârea și de a numără în final voturile. Adunarea dezbătea un proiect-proubleuma-care  putea să fi fost propus fie de un colegiu de magistrați conform competențelor sale, fie de un cetățean oarecare, care fusese examinat de boule împreună cu cei mai importanți magistrați.
Diferiți lideri politici, oratori pricepuți, argumentau în favoarea sau împotriva proiectului, dar isegoria asigura fiecărui participant dreptul de a se adresa adunării.  Dreptul nu era exercitat de oricine, vorbitorii faimoși concurau în argumente, spre încântarea celor mulți, care se mulțumeau cu rolul de spectatori activi, nu odată interpelând sau întrerupând pe orator-exprimându-și opinia prin vot. Votul era deschis, prin ridicarea de mâna-cheirotonia,  iar pentru chestiuni grave se utiliza votul secret cu pietricele-psephoi-care erau depuse în urne și apoi se numărau efectiv, generalizarea acestui sistem de vot fiind reflectată de numele decretului-psephismata-votul secret cu pietricele.
Sfatul celor 500 -Boule era instituția esențială atât prin modul de recrutare, cât și prin atribuțiile sale. Asigurau permanentă în fiecare secțiune a sfatului în inima cetății, în Bouleuterion. Prin limitarea la două mandate de bulet, se asigura participarea la sfat al unui număr mare de cetățeni, având posibilitatea de a lua parte la acest Consiliu de miniștri ai cetății, care examina și priectele de decizii, și starea flotei de război, și aprovizionarea cu grâne, care primea orice ambadada străină și trimitea soli în alte cetăți sau la regii barbari-funcția sfatului celor 500 că mencanism instituțional democratic era evidență.
Cel mai important colegiu de înalți funcționari publici era în secolul V i.en. , colegiul celor 10 strategi. La origine era vorba de comandanții militari ai celor 4 triburi, ulterior ale celor 10 triburi, care secondează după 490 i.en., pe arhontele polemarh, care comandă armata cetății. După 486 i.en., arhonții încep să fie trași la sorți, autoritatea tuturor, inclusiv a polemarhului  se prăbușește, și strategii, care au continuat să fie aleși prin vot individual, devin colegiul cel mai autoritar. Rolul lor în comandă flotei de război, afirmat imediat după constituirea ligii de la Delos prin acțiunile lui Cimon, le sporește și mai mult autoritatea. Asociați permanent la dezbaterile din sfat, principalii oratori în ecclesia, strategii au dobândit o competență  politică generală, iar Pericle, care este ales din 446 i.en., de 15 ori consecutiv în acest colegiu desăvârseste această mutație.
Un colegiu de mare prestigiu, ai cărui membri sunt și ei aleși prin vot direct, este cel al trezorierilor cetății, cei 10 tamiai. Alături de ei, cei 10 trezorieri ai fondurilor ligii, hellenotamiai, devin și ei personaje  importante, în vreme ce colegiul arhonților-cei 9 tradiționali, de la 507 i.en., adăugându-se un secretar, pentru că toate cele 10 triburi să fie reprezentate anual, că și sfatul foștilor arhonți, Areiopagul, scad că însemnătate, așa încât încă de la jumătatea secolului se întâlneau printre arhonți și personaje cu cens modest-zeugitai.

##### Agora
Agora era piață publică a orașelor grecești antice. Aici, în fața poporului adunat, regele (la spartani) se prezenta, purtând sceptrul și făcea cunoscute hotărârile pe care le luase împreună cu nobilii. Poporul aclama cu ovații, sau, dacă nu era de acord, se exprima prin tăcere. Piața era împodobită cu portice, cu clădiri civile ori religioase.
La atenieni, adunarea poporului în agora se ținea de trei ori pe lună, dimineața. Toți cetățenii erau datori să fie prezenți la întrunire. Cine venea târziu pierdea dreptul la indemnizație. Orice cetățean avea dreptul să vorbească. Cel mai în vârstă avea întietate. Oratorul punea pe cap o coroniță de mirt sau de măslin. Votarea se făcea prin ridicare de mâini, afară de ostracism, când numele celui ostracizat urma să fie scris pe un ciob.

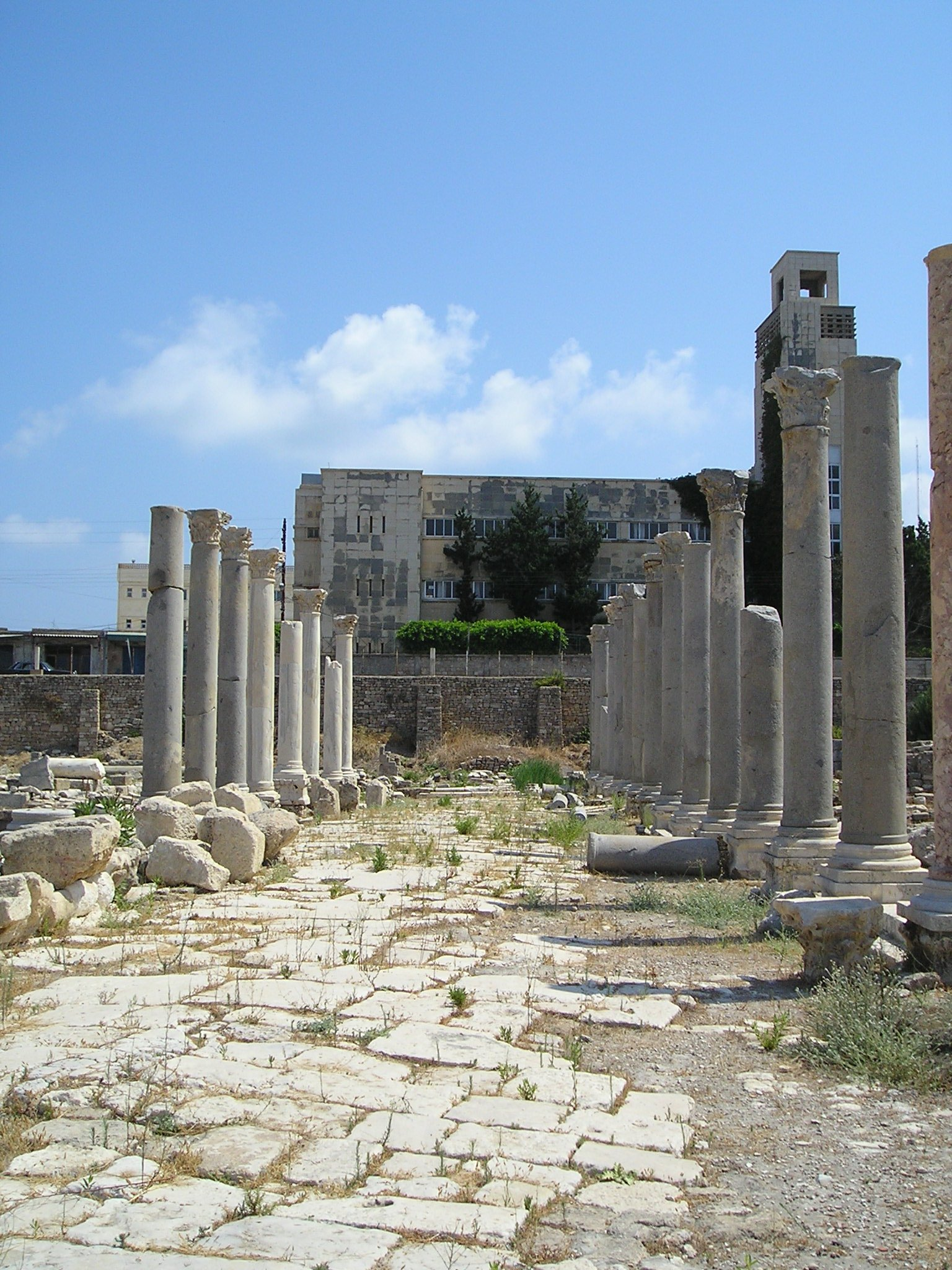
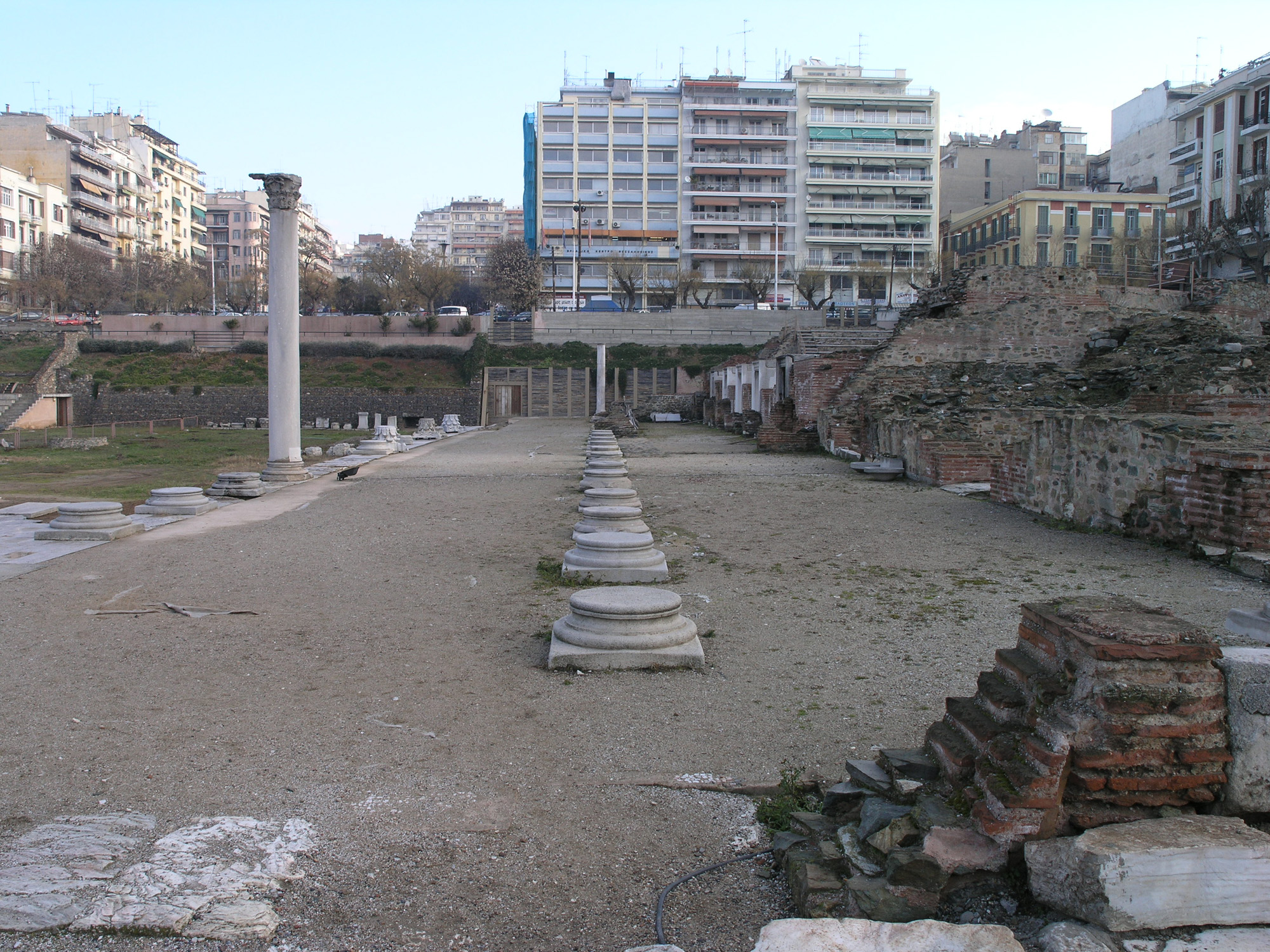
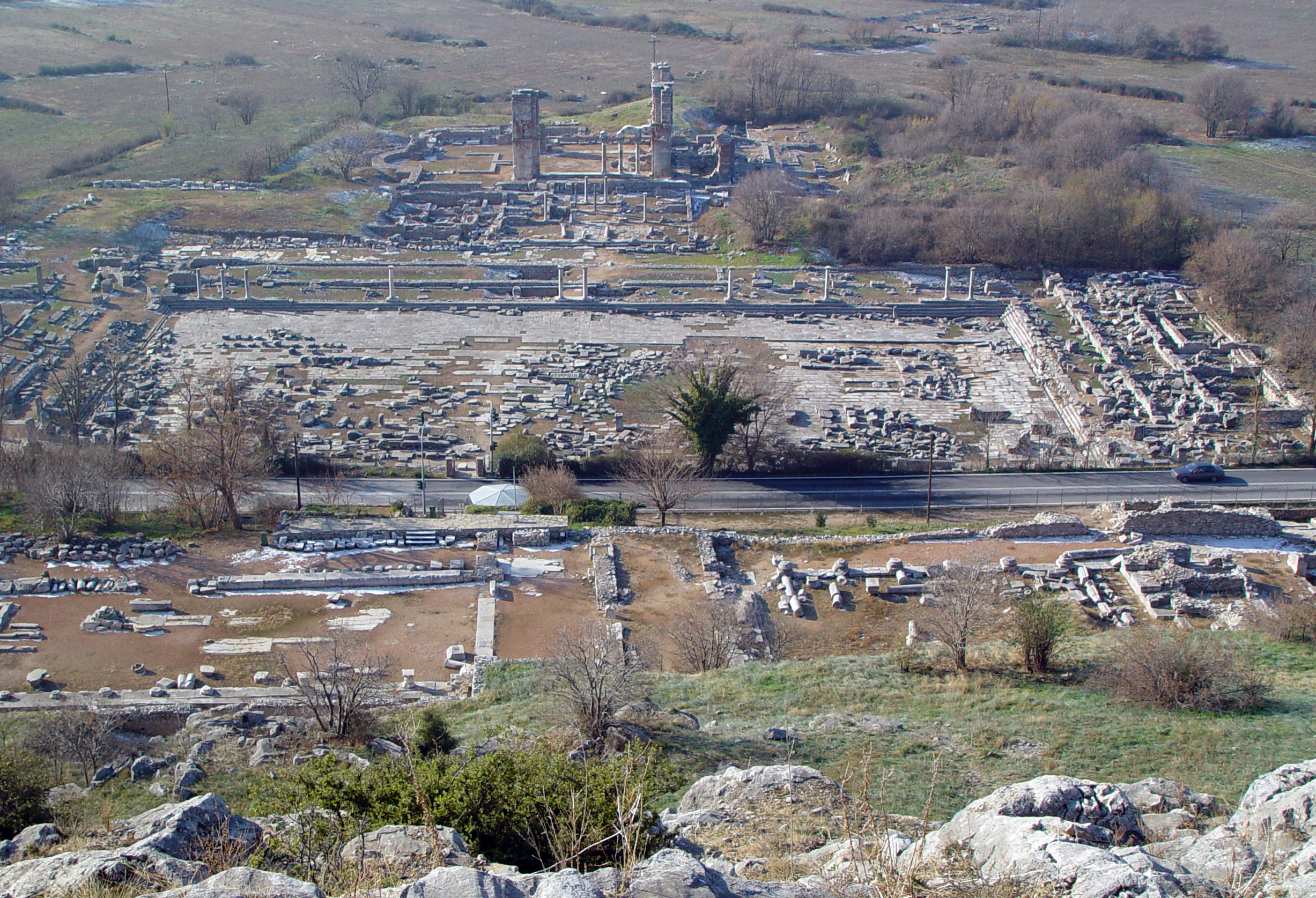
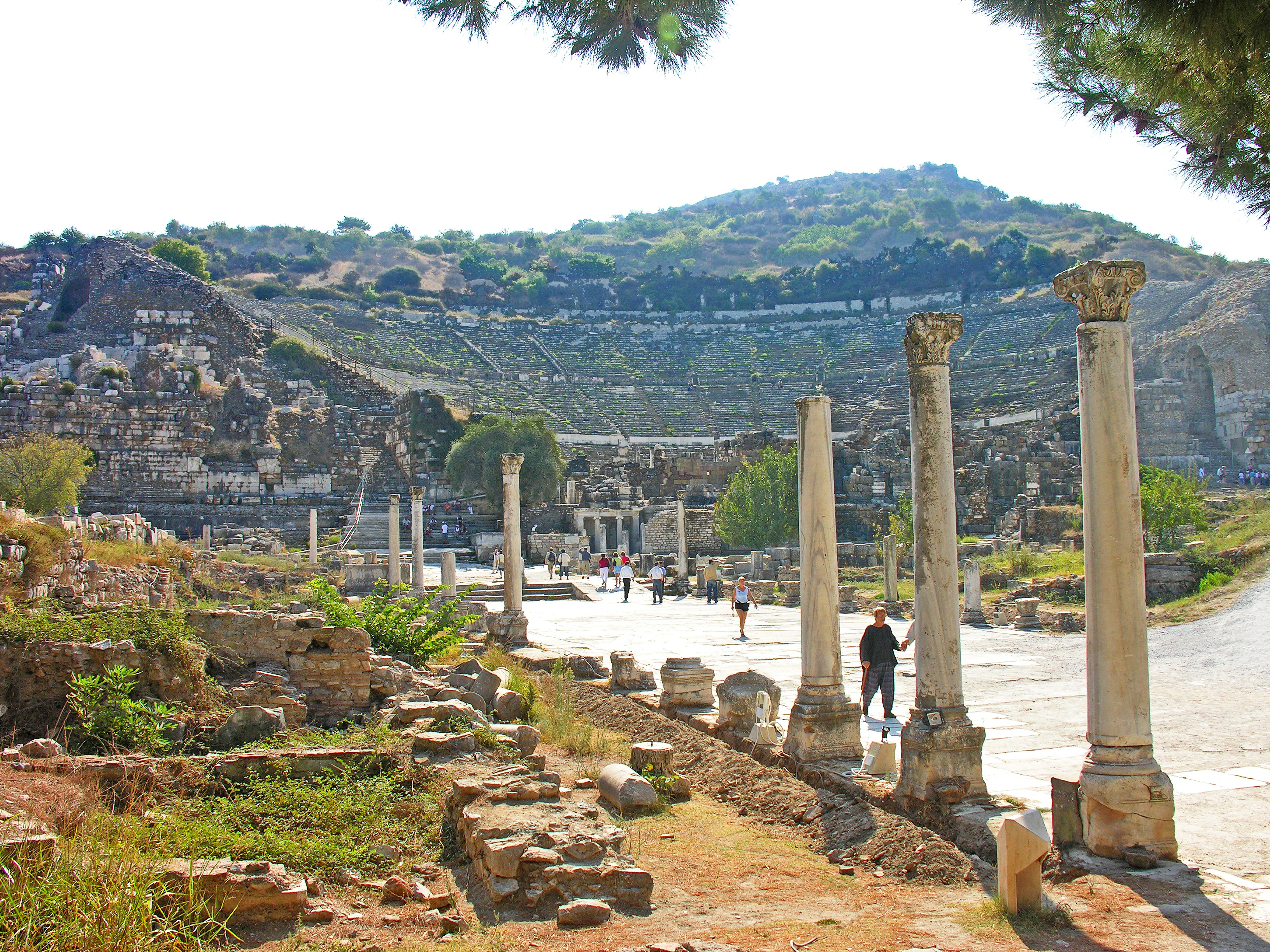
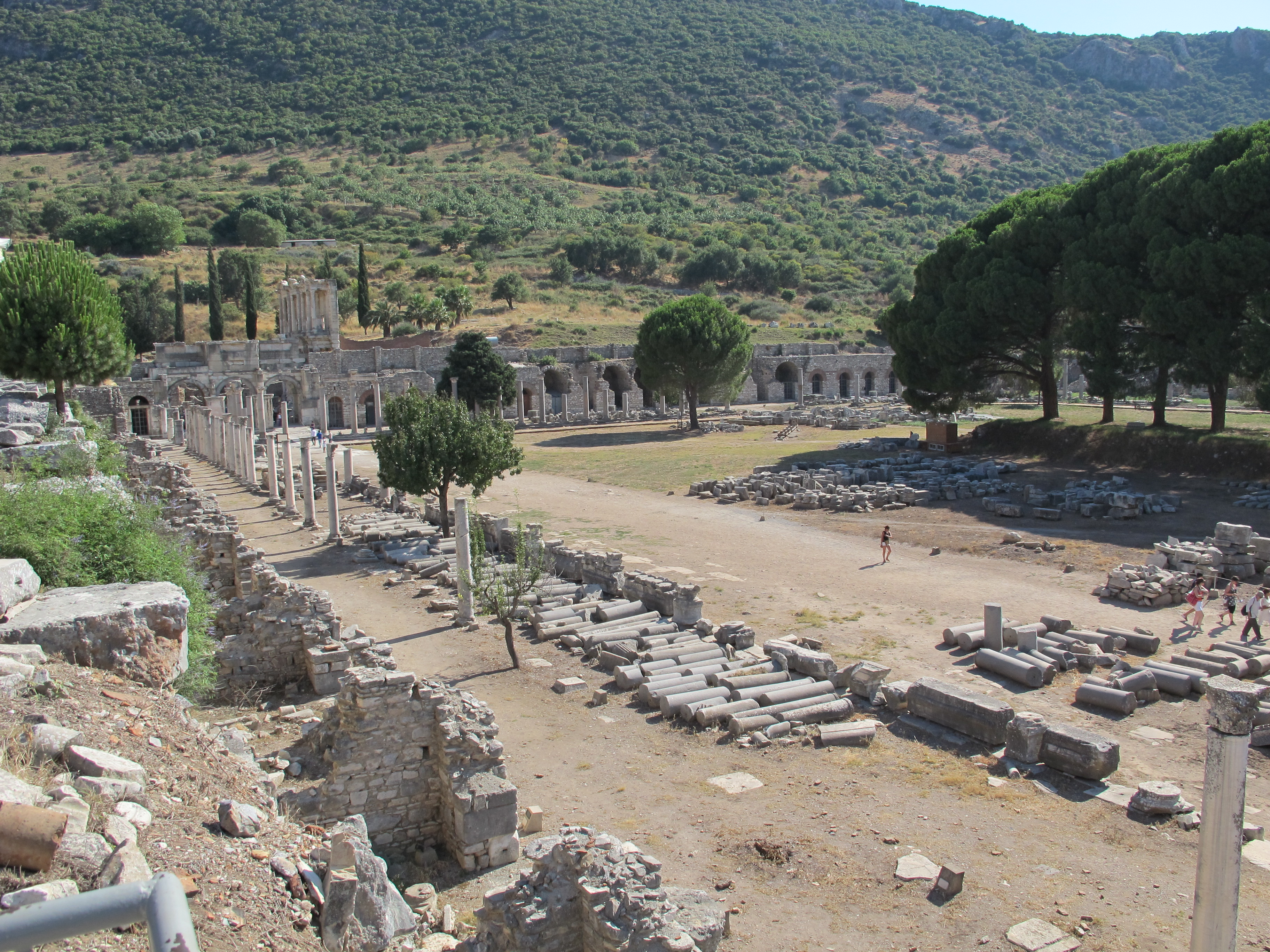

## Războaiele Medice

### Primul rǎzboi medic

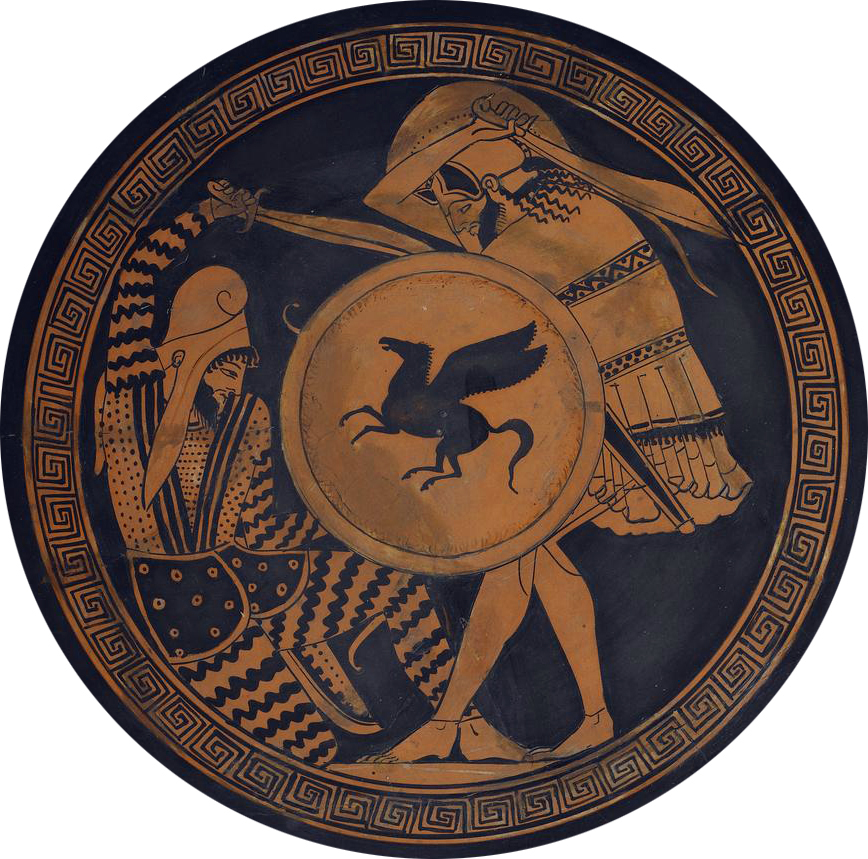
Luptă între un hoplit grec și un războinic persan, pictată pe o cupă din secolul al V-lea î.Hr.

Odată cu Istoriile lui Herodot, redactate și publicate către jumătatea secolului al V-lea î.Hr., conștiința  ciocnirii dintre cetățile Greciei continentale și imperiul Persan aflat în expansiune au reprezentat o cotitură majoră în istoria greacă. 
Inagurată de Cirus la jumătatea secolului al VI-lea î.Hr., expansiunea persană a afectat încă de atunci direct cetățile grecești din Asia Mică, care ajung, odată cu înfrângerea regelui lidian Cressus, sub stăpânirea perșilor. Dominația persană bloca evoluția instituțională și socio-politică a orașelor ionice, astfel încât încercările de instaurare a isonomiei în aceste cetăți se confundă cu încercarea de eliberare de sub dominația persană. După eșecul expediție regelui Darius în nordul Marii Negre, ionienii se credeau capabili de succes. Aristagoras, guvernator numit de perși, sub numele de tiran, la Milet, proclamă în toamna anului 500 î.Hr. egalitatea politică a cetățenilor Miletului, urmat în celelalte cetăți ionice, și formează o alianța a acestora pentru a lupta cu perșii.
Încercarea de a obține ajutor din partea Spartei eșuează. Atena, în schimb, trimite o mică flota de 20 de corăbii, iar Eretria trimite doar 5 trireme. În 498 î.Hr., ionienii au cucerit și incendiat Sardes, vechea capitală a Lidiei. Perșii vor învinge una câte una cetățile răsculate, și în 494 î.Hr. Miletul este ras de pe față pământului, iar locuitorii rămas sunt deportați la Babilon.  Perspectiva unei expediții punitive în Grecia insulară și metropolitană devine amenințătoare  și, la Atena, Temistocle, fiul lui Neocles, din famili Lycomidai, devenit arhonte în 493 î.Hr., începe fortificarea comună a cetății și a portului, în vreme ce Aclmeonizii, urmașii lui Clistene, caută să se înțeleagă cu perșii.

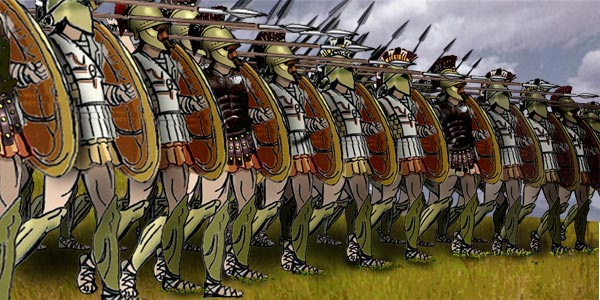
Hopliți greci dispuși în falangă

În 490 î.Hr., o flota comandată de Datis și Artpafernes pornește  într-o expediție de pedepsire, cucerind rând pe rând cetățile insulare, cu excepția Delosului, respectat că sanctuar. Ajunși în Eubeea, asediază și distrug Eretria, transformând în sclavi pe toți supraviețuitorii, și debarcă apoi în Attica în golful de la Marathon, la 42 de kilometri spre est de cetate. Alegerea acestui loc sugerează că, însoțiți de Hippias, fostul tiran, acum bătrân, perșii încercau să răscoale ținutul de nord-est al teritoriului, acolo unde Pisistratizii au avut cei mai mulți susținători. O tradiție persistența susținea că s-au înțeles și cu nobilii din cetate, în frunte cu Alcmeonizii, care urmau, după o prima victorie, să le predea Atena.
Adunarea atenienilor, întrunită de urgență, reflecta în dezbateri. Planul lui Miltiades, fostul tiran al Chersonesului tracic, o vreme aliat, apoi răsculat împotriva perșilor, era unul dintre comandanții armatei ateniene care câștigase adeziunea populară. Armata de hopliți, în număr de 9000, cărora li se adaugă 1000 de plateeni și sclavi eliberați în mare grabă, se retrage din cetate pentru a nu fi surprinsă de vreo trădare în așteptarea unui ajutor spartan, dar când află că spartanii nu vor oferi sprijin, comandanții, în frunte cu Miltiades, decid să desfășoare bătălia, parcurgând în fugă și nu în marș,  distanță dintre tabăra și câmpia unde îi așteptau perșii, pentru a evita pierderile din cauza arcașilor renumiți ai inamicilor. 
Bătălia de la Maraton a fost scurtă și decisivă, atenienii au reușit să spargă liniile persane, provocându-le pierderi importante. Perșii s-au retras pe corăbii, încercând să debarce la Phaleron, dar pe mal îi așteptau armata ateniană întoarsă în marș forțat în cetate, așa încât renunță și se întorc în Asia.
Pentru Darius, această a fost o înfrângere minoră sub aspect militar, dar supărătoare din perspectiva ideologiei imperiale, care cerea că marele rege să fie mereu biruitor. Pentru atenieni, victoria de la Marathon a devenit simbolul prin excelență al biruinței civice și dovadă că, singură, Atena-până atunci un oraș-stat că toate celelalte, avea înaintea ei un destin de excepție.
Miltiades a fost pentru câțiva ani eroul acestei rezistente în față înrobirii de către barbari. O expediție eșuată împotriva cetății Paros îi schimbă cu totul soarta, fiind condamnat la o amendă uriașă, dar moare înainte de o putea plăti din cauza unei răni infectate, și fiul sau, Cimon, va trebui s-o plătească înainte de a începe el însuși o strălucită carieră militară și politică. 
Personajul central al aniilor dintre cele două războaie medice era Temistocle, cel mai lucid dintre aristocrați din fruntea cetății. O șansă providențială face că în acești ani să se descopere la Laurion  un foarte bogat filon de argint. Obiceiul voia că acest câștig neașteptat să fie împărțit în mod egal între cetățeni, dar Temistocle obține din partea adunării că venitul excedentar să fie cheltuit pentru construirea a 300 de trireme în 483 i.en., cărora li se adaugă tot atâtea în anul următor. Atena a devenit brusc o mare putere maritimă; flota ei de război va fi egală, în anul 480 î.Hr., cu flotele reunite ale tuturor celorlalte cetăți participante la lupta contra perșilor.

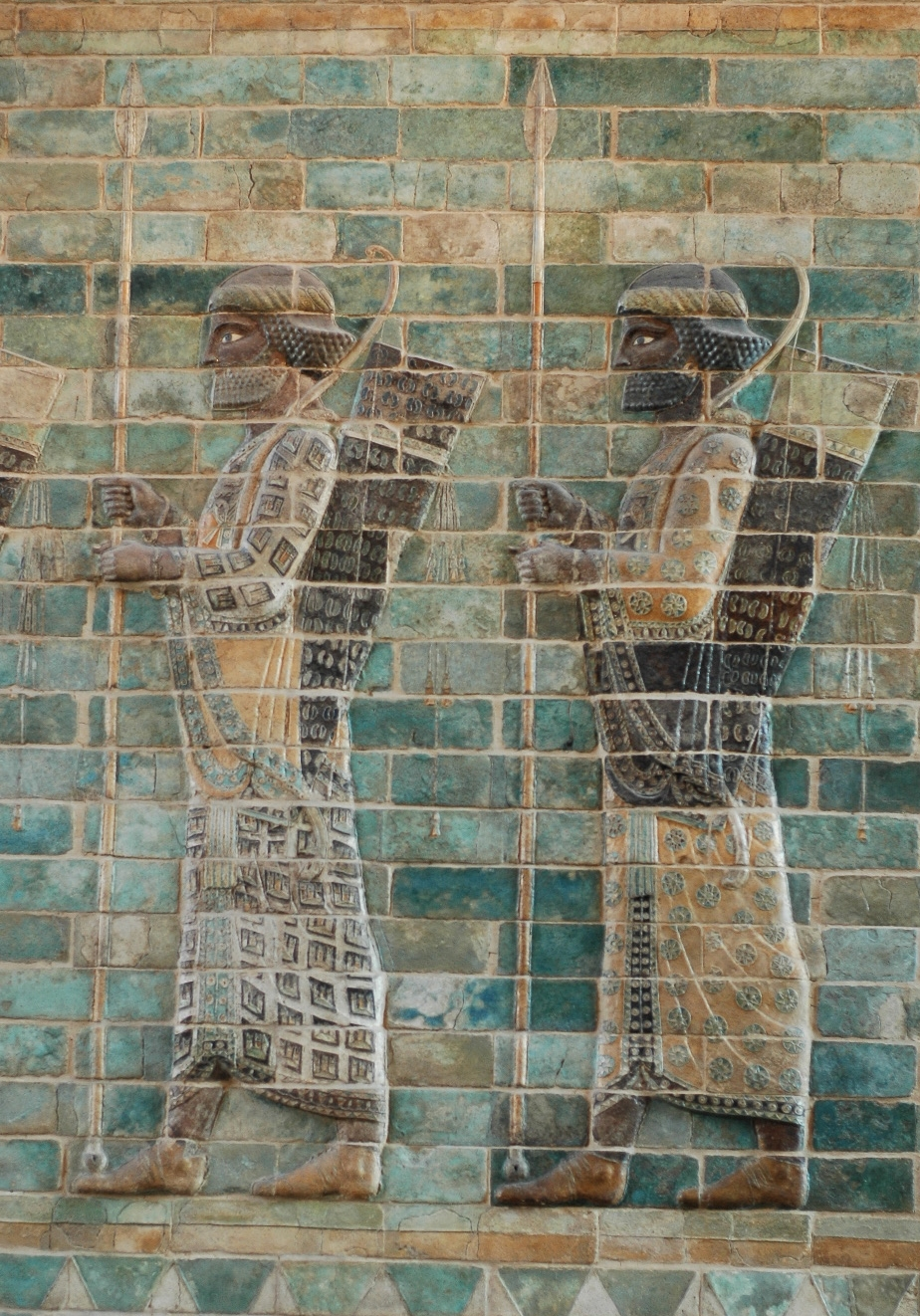
Arcași perși

Decizia avea rațiuni  strategice clare. În războiul din 490 î.Hr., într-un ceas de mare primejdie, atenienii nu au putut trimite în lupta decât un contigent mediu de pedestrași  greu înarmați, suficient poate pentru a ține piept altei cetăți, dar derizoiu în ipoteza în care perșii ar aruncă în lupta resursele  umane practic nesfârșite de care dispunea imperiul. Limitele sociale tradiționale ale unei armate hoplitice a cetății - armata de proprietari care se echipează pe cont propriu - nu aveau cum asigure vreo șansă Atenei într-o confruntare majoră.
Flota de război, în schimb, permitea mobilizarea unor resurse umane de zeci de ori superioare, solicitând și pe cei mai avuți-care încep să fie obligați să construiască, să întrețină și să comande, grupați câte trei, câte o corabie de război, prin liturgia trierarhie, obligația publică a celor mai bogați atenieni. Un mare număr de cetățeni cu venituri modeste, printre care și thetii, devin vâslași și luptători ușor înarmați pe trireme. Ori, flota persană-indispensabilă unei mari expediții pe continent, se cifra în jurul a 1200-1500 de corăbii feniciene și ionice, ceea ce nu mai  reprezenta o disproporție imposibil de depășit pentru o forță maritimă greacă.
Consecințele în plan social și politic al acestei mutații radicale vor fi însele radicale. În 486 i.en. se legiferează isegoria , dreptul egal la exprimarea unei opinii în adunarea poporului, tot atunci, unele colegii de magistrați încep să fie desemnate prin tragere la sorți, iar fruntașii suspecți de tiranie sunt ostracizati.

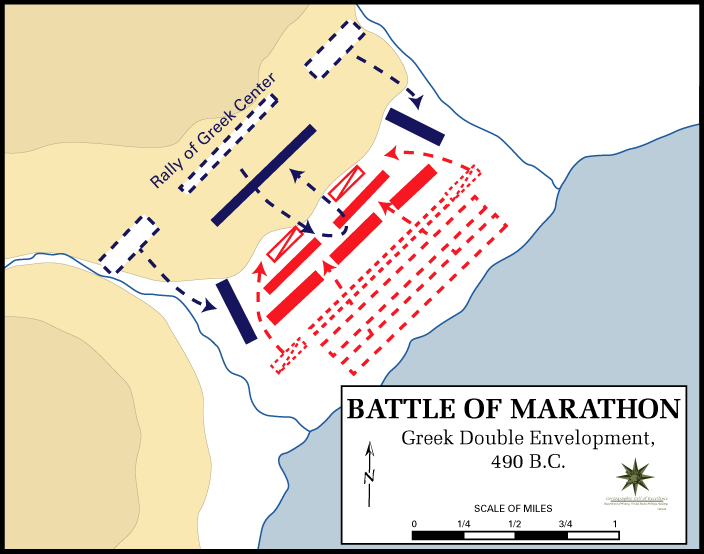
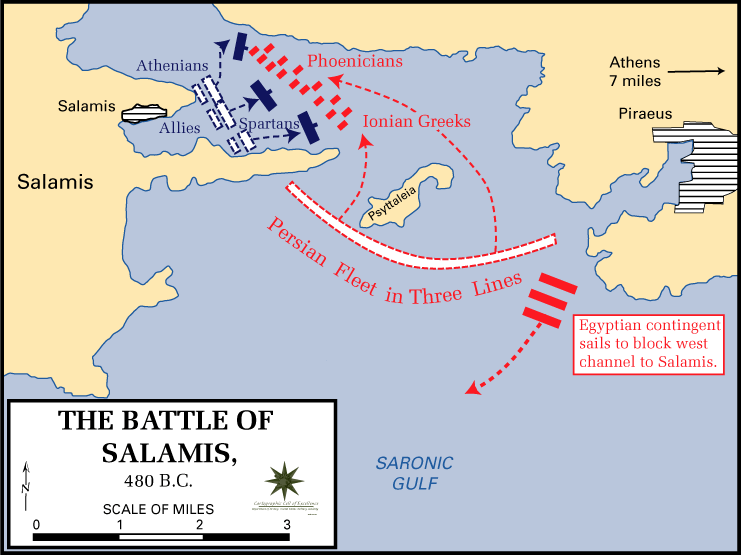

### Al doilea rǎzboi medic

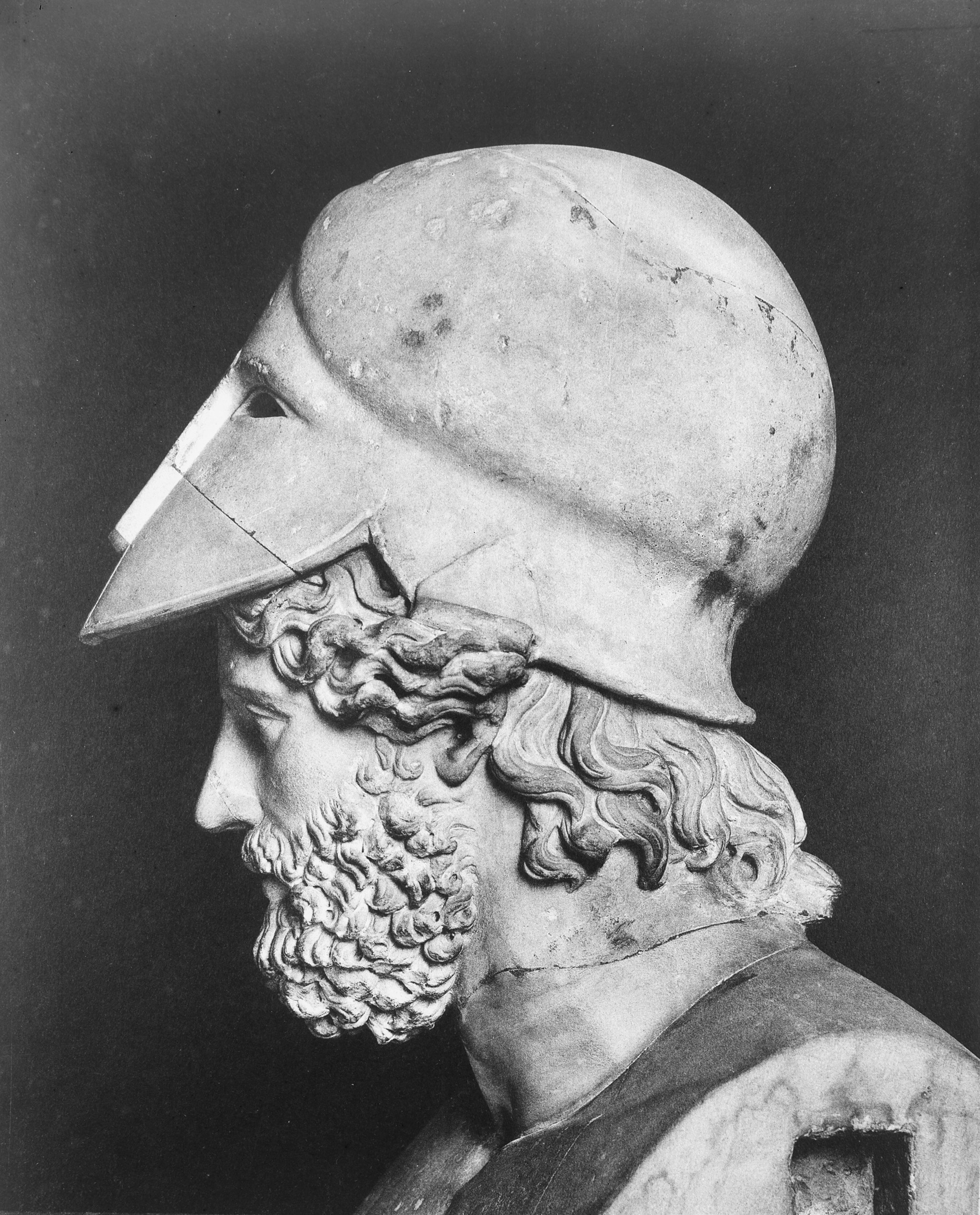
Themistocle

Marea expediție persană a întârziat datorită morții lui Darius și a dificultăților întâmpinate de succesorul sau, Xerxes, în primii ani de la preluarea puterii. În 481 î.Hr., pregătirile de război erau de notorietate, astfel, atenienii exercită o presiune politică și diplomatică crescândă pentru construirea unei largi coaliții. Un congres reunit la Corint  ia act de ezitările ținuturilor de nord ale Greciei, primele expuse unui atac, și care se abțin de la orice rezistență. Liga panelenică care se încheagă atunci cuprinde în majoritate, în afară Atenei și Plateei, cetățile din Liga Peleponesiaca, în frunte cu Sparta. Decizia de a rezistă împotriva înaintării persane pe uscat la Termopile și pe mare în dreptul capului Artemision încurajează pactizarea cu invadatorii a multor cetăți și neamuri din jumătatea septentrională a Greciei.

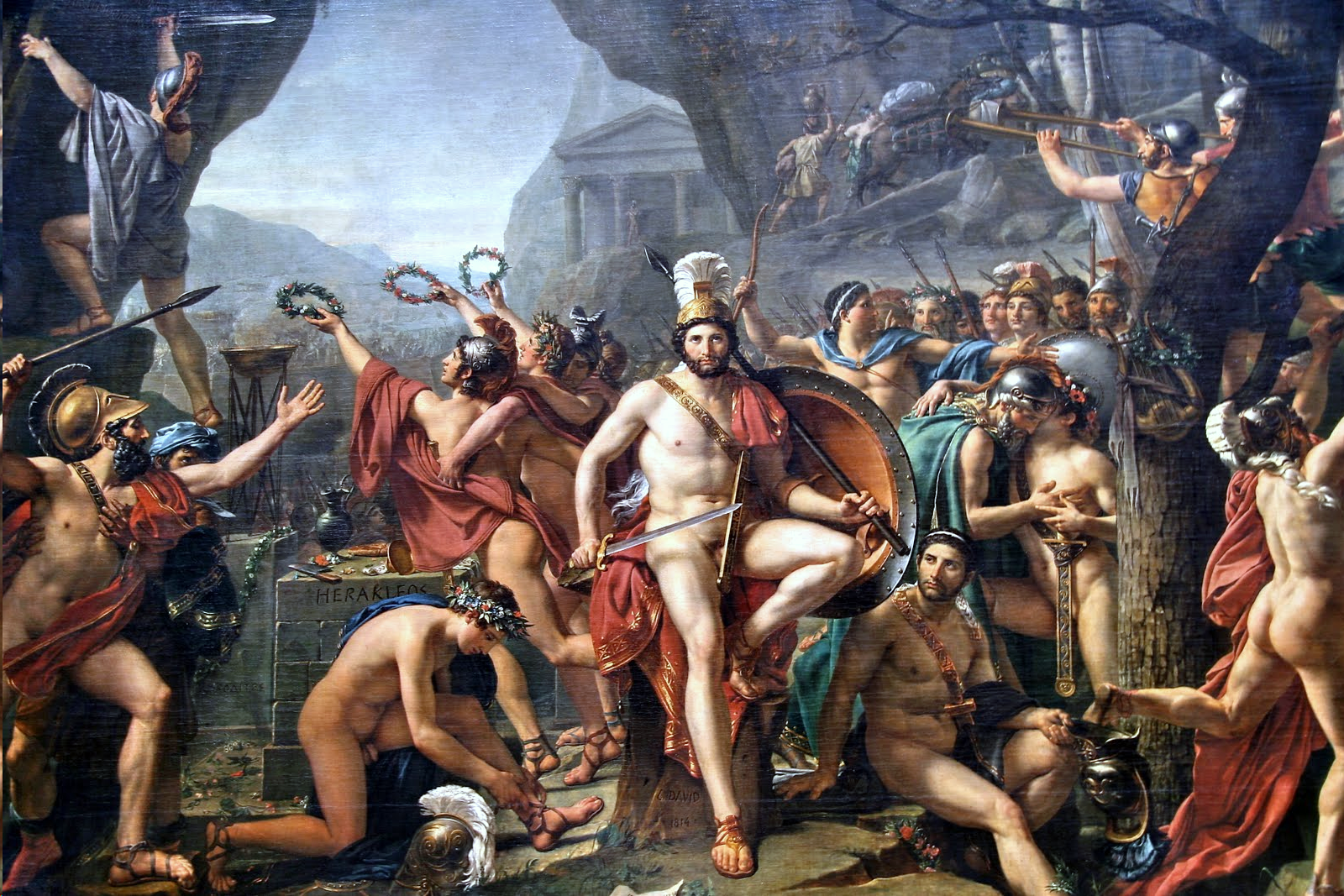
Termopile

În primăvară anului 480 î.Hr., o imensă armată de uscat, secondată de o flota de peste 1200 de corăbii, pornește spre Grecia. Trecătoarea de la Termopile, foarte îngustă, e apărată de spartani și de contigente altor cetăți, când comandatul lor, regele Leonidas, află că perșii au reușit cu ajutorul unui localnic să găsească o potecă ascunsă prin care vor ajunge curând în spatele armatei grecești. În conformitate cu tradițiile războinice ale Lacedemoniei, Leonidas ordona grosului armatei să se retragă, și rămâne să reziste împreună cu elită celor 300 de hippeis spartani, căzând eroic în bătălie până la ultimul hoplit, dând răgaz oștirii  să rămână  întreagă. Bătălia de la Capul Artemision nu are o încheiere decisivă, dar permite flotei să se regrupeze spre sud, în schimb, armata persană  are cale liberă spre Grecia centrală. La Atena, o aprigă dispută politică se dă între partizanii unei rezistențe, care acceptă un imens sacrificiu - retragerea completă din cetate a combatanților pe corăbiile care se retrag lângă insula Salamina, a populației civile la Troizen, cetate care oferise refugiu pentru familiile atenienilor și abandonarea întregii Atici, cât și a cetății Atena, unde o mică garnizoană rămâne pe Acropole pentru a opune perșilor o rezistență simbolică. 
thumb|300 px|left
Perșii invadează și distrug întreagă Atica, incendiază Atena și templele de pe Acropole, în timp ce flota aliată-din care mai bine de jumătate era formată din corăbiile ateniene, se strânge în golful insulei Salamina. Panica aliaților e copleșitoare, corintienii au propus că fiecare flota să se retragă pentru a apară propria cetate. Această dispersie putea fi fatală tuturor, dar era cea mai proastă soluție pentru atenieni, a căror cetate ar fi rămas distrusă. Temistocle uzează de toate mijloacele posibile pentru a împiedică dispersarea corăbiilor, o tradiție persistența vorbind chiar de intoxicarea perșilor, printr-un fals trădător, care i-ar fi împins  pe aceștia să atace într-un moment în care credeau că flota greacă se risipește în dezordine. După o zi de încleștare, grecii au triumfat. Temându-se de un sfârșit fără glorie al campaniei în care își pusese atâtea speranțe, Xerses părăsește teatrul de operații, lăsându-l pe Mardonius să continue războiul.
După o iarnă dificilă, coaliția panelenică își reunește contingentele de hopliți în 479 î.Hr. la Plateea, la granița dintre Atica și Beoția, sub comandă regentului spartan Pausanias. După o confruntare grea, armata greacă obține o victorie decisivă, Mardonius fiind ucis, iar forțele persane fiind silite să se retragă precipitate spre Asia. Flota  aliată urmărește corăbiile feniciene care au rămas fidele perșilor, în vreme ce corăbiile ionice treceau de partea elenilor, și le zdrobește la Mycale în 479 î.Hr., lichidând ultima rezistență în 478 î.Hr. la Sestos. Chiar dacă războiul se va încheia abia după 30 de ani prin Pacea lui Callias în 449 î.Hr., episodul central se încheie, inagurand o etapă în care inițiativa greacă va domina în forță aceste raporturi.
Principala consecință a victoriilor de la Mycale și Sestos este redobândirea independenței  cetăților insulare și de pe coasta Asiei Mici. Temătoare de o posibilă revenire persană, acestea, majoritatea fiind cetăți maritime cu flote puternice și exersate în campaniile persane, decid înființarea unei ligi a cărei hegemonie o oferă mai întâi Spartei, considerată încă cea mai importantă forță militară a lumii grecești. Spartanii nu au acceptat, așa că cetățile ionice s-au adresat atenienilor, care primesc sprijinul, și prin intermediul lui Aristides, principalul rival al lui Themistocle, se organizează cea mai mare și coerentă alianța miltara a antichității - liga  maritimă sub hegemonie ateniană, cu sediul oficial în sanctuarul lui Apolo de la Delos, insulă situată cumva în centrul Egeei, și controlată încă din vremea lui Pisistrate de atenieni.

## Pentekontaetia

### Sparta după războaiele greco persane
Recunoscută drept deținătoare a hegemoniei în Pelopones, Sparta, prin participarea ei la marile victorii împotriva perșilor se credea îndreptățită să devină și hegemonul întregii elenități. Cu toate acestea, conservatorismul rigid al formei de guvernământ, necorespunzător cu schimbările intervenite în alte cetăți stat, neacceptarea oricărui tip de reformă, lipsa de inițiativă pe plan extern au făcut din Sparta o cetate stat care nu mergea în pas cu vremea și ca atare, improprie să devină conducătoarea unei mari uniuni panelenice. Istoria Greciei între perioada care a urmat cuceririi Sestosului și începutul războiului peloponesiac, de unde Tucidide reia firul întrerupt de Herodot, este mai puțin cunoscută. Cu toate acestea, se știe că Sparta a făcut unele eforturi în sensul impunerii autorității ei pe plan panelenic. La doi ani după victoria de la Plateea și cea de la Mycale (478), regele Pausanias este trimis în fruntea unei expediții navale să elibereze pe grecii din Cipru de dominația persană. Terminând cu succes misiunea încredințată, Pausanias s-a îndreptat spre nord, spre Byzantion, unde, în mod inexplicabil pentru moment, a intrat în relații cu perșii, și astfel și-a atras asupra sa și a patriei sale ura tuturor grecilor din est, ale căror nădejdi erau îndreptate spre atenienii stăpânitori ai Sestosului. Ulterior s-a constat că Pausanias plănuia să instaureze un regim de regalitate liberală în Laconia, cu ajutorul perșilor, în programul căreia intra și îmbunătățirea statutului hiloților. Până la urmă aceste planuri ambițioase l-au costat viața. Deocamdată, după ce a pus stăpânire pe Byzantion, obținând astfel controlul asupra traficului maritim în Pont, Pausanias a cucerit și Sestosul, unde se instalaseră atenienii. În această fază a operațiilor spartane (477), atenienii au reacționat, trimițând o expediție sub conducerea lui Cimon, fiul lui Miltiades. Alungat din Propontida, Pausanias a fost rechemat la Sparta, unde, după câțiva ani, a murit în chip tragic. De aici înainte, pe cât se pare, Atena nu s-a mai aflat în bune relații cu Sparta, care, mereu în speranța de a deveni hegemon în Grecia Balcanică, a organizat o expediție în Tesalia urmând, ca din nord, subjugarea cetăților din Grecia centrală să urmeze în chip firesc (476). Grave tulburări în Pelopones, unde cetăți din Arcadia și Argos s-au ridicat împotriva pretențiilor Spartei de a se afla în poziție de hegemon, i-au împiedicat în cele din urmă pe laconieni să obțină rezultate în nord. Chiar și în Pelopones, cu toate succesele regelui Arhidamos, spartanii nu au mai izbutit să-și impună stăpânirea peste tot. În Elida, s- format prin synoikismos (federație politică) un stat democrat și același fenomen s-a petrecut și în Arcadia, la Mantineea (472).

### Hegemonia maritimǎ atenianǎ: Liga de la Delos

Imperiul Atenian

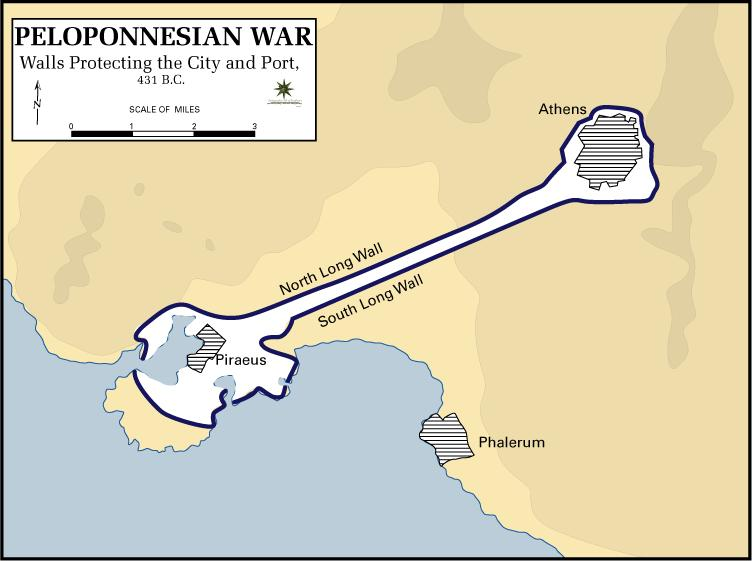
Zidurile lungi

Liga de la Delos a reprezentat o inovație majoră în practică symmachiilor-alianțelor militare ale antichității, în măsură în care reprezintă o organizație militară și politică permanentă, și nu o simplă juxtapunere conjucturală de forțe militare, cum erau alianțele bilaterale sau multiple anterioare. Liga, summachia, are un consiliu, sunedrion, convocat anual la Delos, din care fac parte reprezentanții fiecărei cetăți membre, având inclusiv Atena-câte un vot. Principalul obiectiv era constituirea unei flote permanente, gata oricând să intervină în favoarea oricăreia dintre cetățile aliate, în acest scop, fiecare cetate trebuia să participe cu un contigent de corăbii, cu echipaje mobilizate permanent, adică cel puțin 8 luni din an, pe cheltuiala proprie, sau să plătească o contribuție anuală-phoros, la tezaurul comun, păstrat în sanctuarul de la Delos. Cu aceste fonduri, atenienii se angajau să construiască, să echipeze și să întrețină cota de trireme care ar fi revenit fiecărei cetăți care plătea tributul. Aceste cote au fost stabilite cu mare grijă de Aristide și au fost acceptate de toate cetățile participante într-un entuziasm general. Dintre cetățile aliate, doar cele mai importante și mai bogate precum Samos, Chioș, Thasos -preferau să dea contigente de corăbii, cele mai multe consideră că e mai puțin împovărător să plătească phorosul anual decât să mobilizeze resursele umane, și resurse materiale pentru o flota comună.
Primii ani după organizarea ligii antrenează această flota mai importantă și mai bine exersată și instruită decât oricare alta, în expediții prestigioase și profitabile, mai ales datorită inițiativei lui Cimon, fiul lui Miltiades, care, cel dintâi, înțelege că o carieră victorioasă de strateg îi poate aduce beneficii materiale și o putere politică personală cu totul remarcabile, chiar în condițiile în care forță colectivă a demosului tindea să diminueze drastic ponderea și prestigiul individual al aristocrației tradiționale. Între 477-461 i.en., victorii succesive în zona Traciei de sud și pe coastele Asiei Mici, culminau în 469 i.en. cu victoria de la Eurymedon, din Pamphylia, contra perșilor, punând în evidență potențialul imens al ligii de la Delos la dispoziția Atenei. Triumfurile inagurale vor fi însă contrabalansate de eșecul acțiunilor în Egipt. Acolo, căpetenia libiană Inaros, care pornește o răscoala împotriva perșilor în 463, cerea ajutor atenienilor, și flota ligii ajunge până la Memphis. În 456 i.en., perșii trimit o puternică flota care îi asediază pe atenieni într-o insula din Delta Nilului, și doi ani mai târziu, o înfrângere catastrofală pune capăt acestei aventuri egiptene.

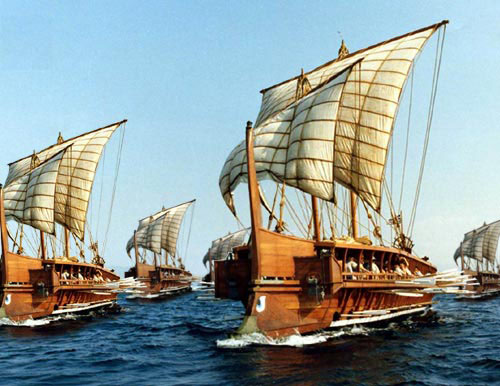
Trireme

Mai multe cetăți încearcă să se retragă din liga. Atenienii mută tezaurul de la Delos la templul Atenei de pe Acropole, și înfrâng cetățile rebele, unde facțiunile aristocratice au încercat să înlăture regimurile instituțiilor ateniene. Cu ajutorul aliaților, care aveau interesul să mențină liga, și datorită flotei importante, Atena învinge răscoalele de la Thasos, Samos, Colophon, Chalcis și Eretria până în 447 i.en., Milet în 446 i.en. Pedepsirea cetăților rebele a fost exemplară, atenienii confiscând o parte din teritoriu pe care îl distribuie propriilor oșteni instalați că garnizoană în orașele rebele, care prestează și un jurământ de fidelitate ateniană. Cele 275 de cetăți aliate rămân fidele alianței până la sfârșitul Războiului Peloponesiac.  Liga rămâne la structura imaginată de Aristide în 478 i.en.   Fiecare cetate consacră a 60-parte din tribut în chip de ofrandă, aparche, pentru zeiță Atena.
Pentru strângerea anuală a tributului, cetățile erau grupate în cinci districte pe criteriu geografic-Tracia, Hellespontul, Ionia, Căria și insulele. Odată la patru ani, cuantumul phorosului e fixat pe fiecare cetate, variind de la cel mai puțin de un talant pentru cetățile mici la peste 15 talanti pentru cetăți că Bizantion. Cuantumul total era fixat la 470 de talanti la 1300 de talanti în timpul războiului peloponesiac. 
În fiecare an, la Marile Dyonosii, delegații sutelor de cetăți aduc la Atena tributul și îl încredințează magistraților atenieni numiți Hellenotamiai care îl administrează conform cu deciziile sunedrionului  ale Sfatului Atenian.
Controlul politic al atenienilor este asigurat prin intermediul partizanilor, onorați cu privilegii precum proxenos, episkopoi-magistrați , aleși să supravegheze cetățile ale căror răscoale au fost înăbușite comândând garnizoane de clerouchi, cetățeni atenieni dotați cu un lot de pământ în teritoriul cetăților aduse la ascultare. Atena putea decide să distrugă complet o cetate răsculată în cazuri mai grave, alungandu-i pe toți locuitorii de acolo și înlocuindu-i cu cetățeni atenieni, așa cum s-a întâmplat la Histiaia în Eubeea sau la Egina.

### Societatea

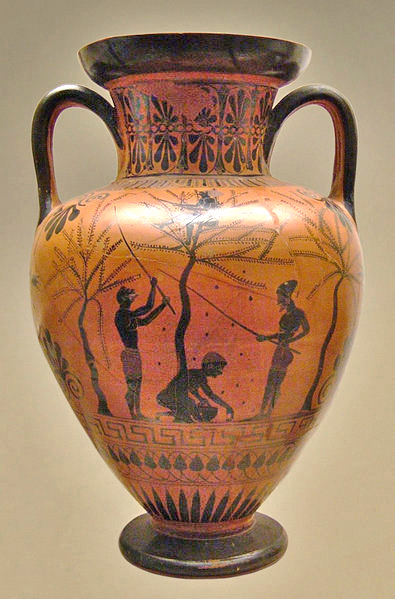
Sclavi la cules masline

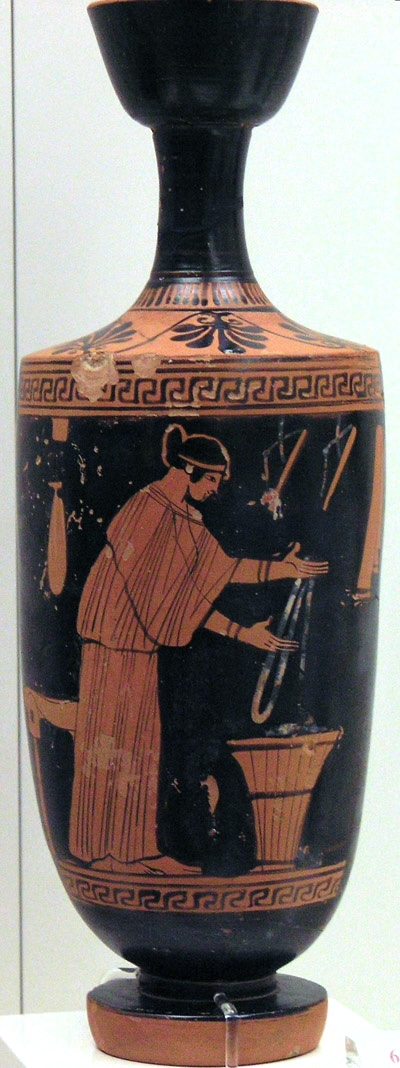
Femeie

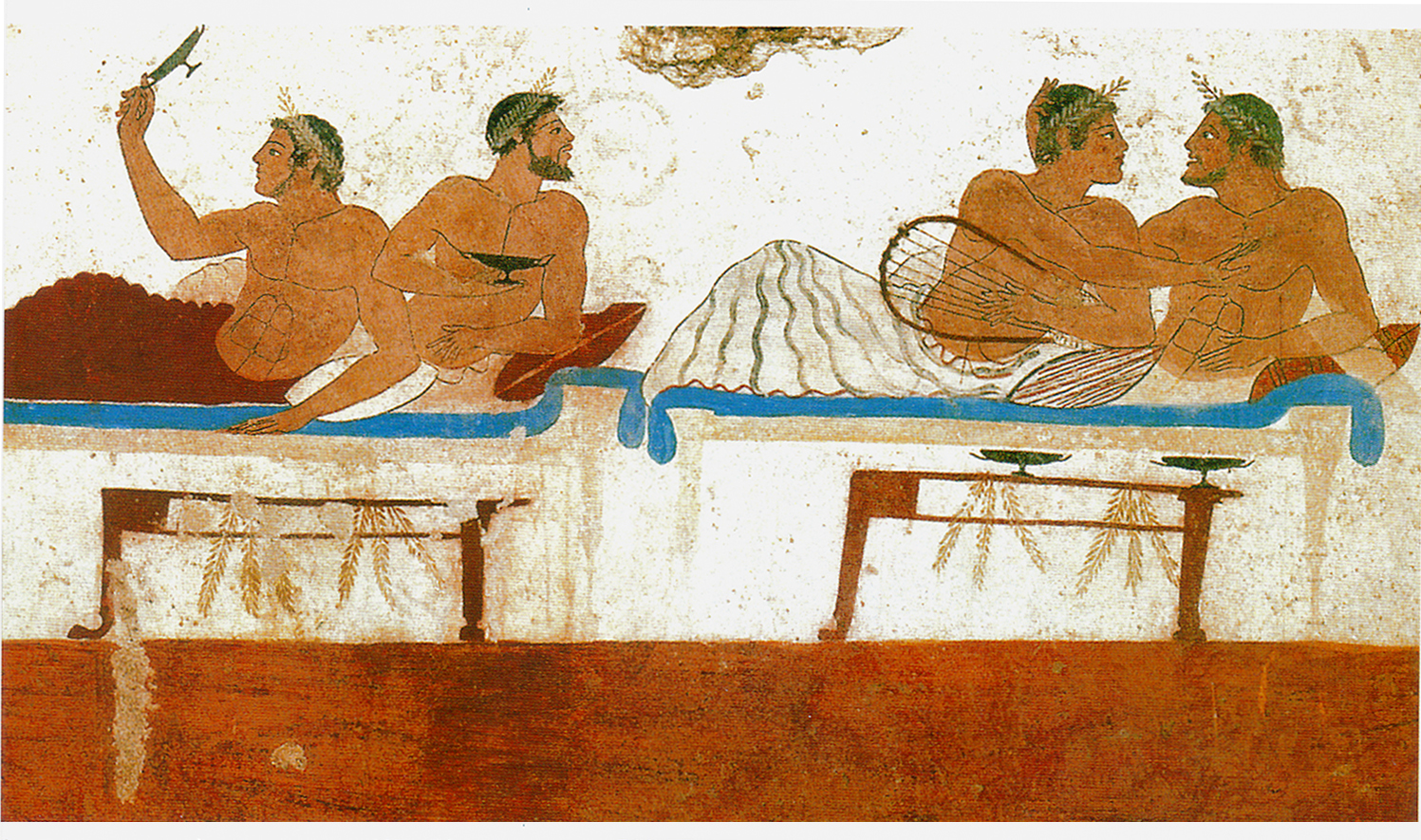
Banchet

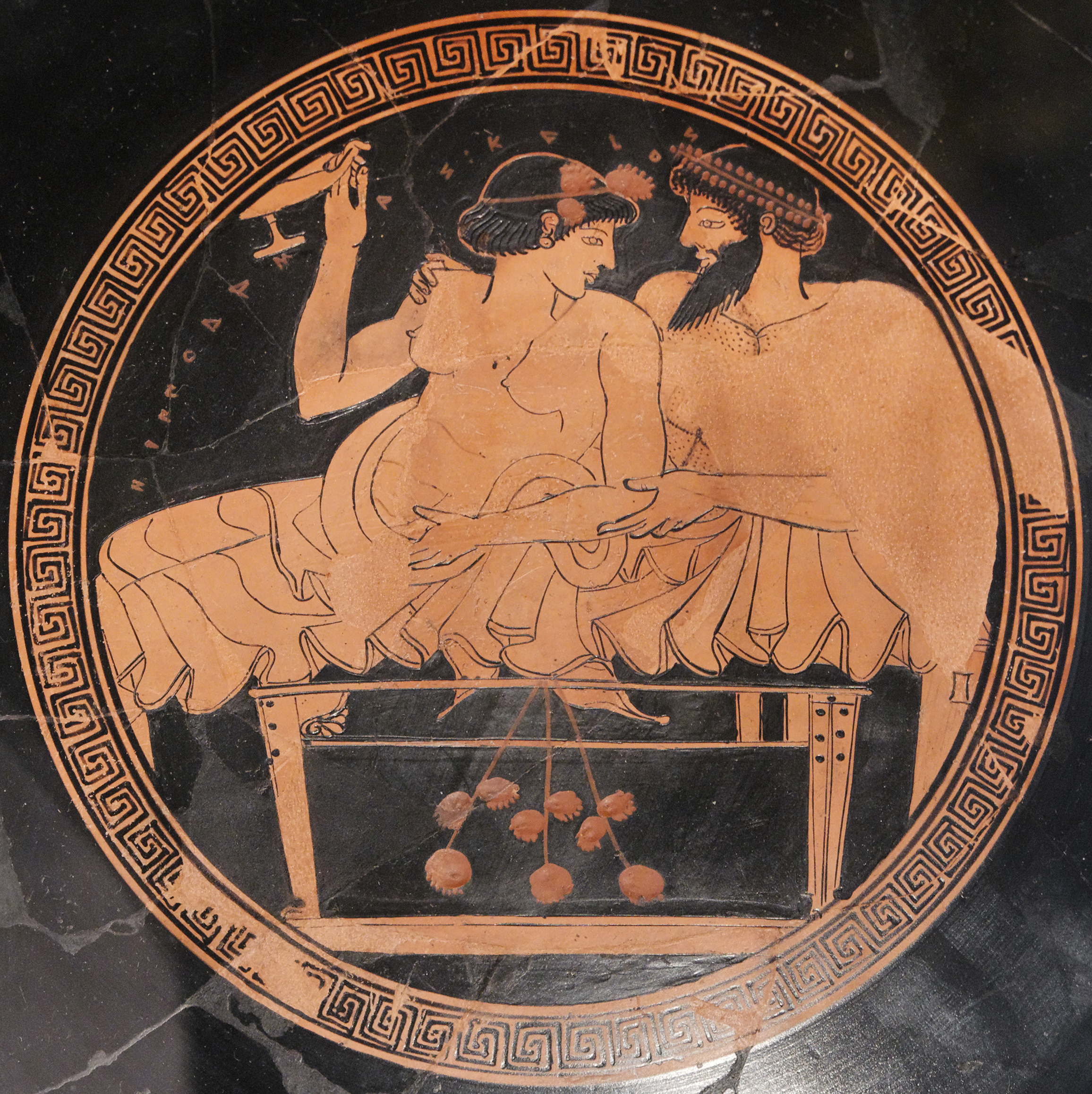
Prostituata

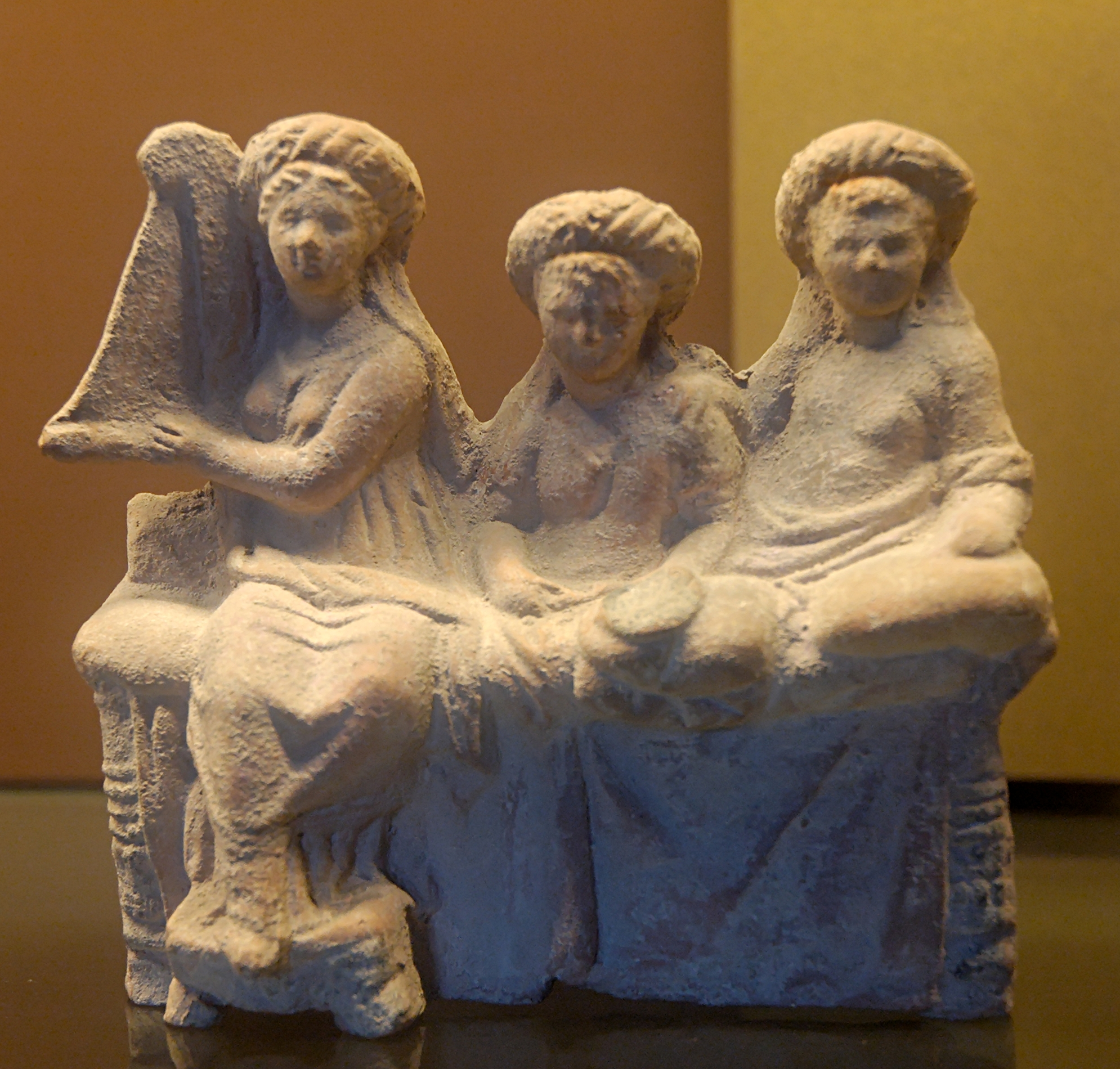
Hetaire

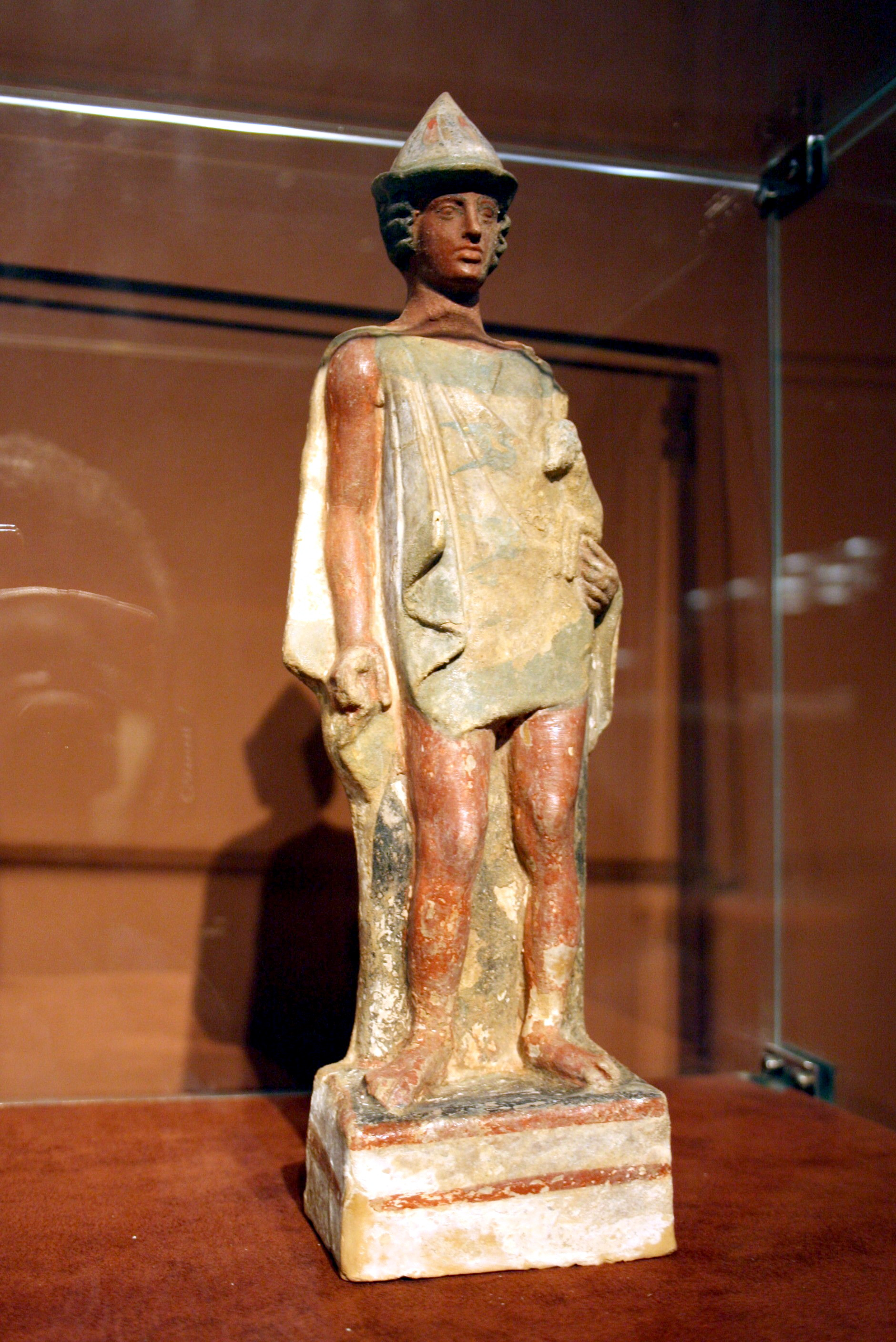
Efeb

În Atena secolului V existau și lideri demagogi. Solidaritatea politică a corpului civic era dictată de insteresele comune sau convergente. Hegemonia în liga aducea beneficii cetățenilor de rând-beneficiari ai distribuirii de kleroi în cetățile învinse.
Thetii de la Atena trăiau pe cheltuiala flotei mereu pe picior de război cel puțin 8 luni din 12. Prăzile de război se cumulau cu diferite indemnizaiti. Se adăugau beneficiile indirecte ale poziției unice a Atenei-marele șantier de construcții de pe Acropole, meșterii, meteci isau sclavii-aveau de lucru cu o plata asigurată. Cetățenii aveau  posibilități de înavuțire, aces liber la comenzi militare și la funcții prestigioase care le deschidea o carieră strălucită.  Barbarii, străinii, sclavii, metecii, cetățenii din  alte cetăți-se sistuau în afară cetății.
Sclavii erau străini de corpul civic. Statutul lor de bun și proprietate altcuiva sau de instrumente având darul vorbirii îi situa de cealaltă parte a unui hotar de netrecut față de cetățeni. Un sclav nu putea lupta în război decât dacă era eliberat din sclavie, sclavul-marfă era cumpărat sau vândut că o vită de povara, nu intră sub incident directă a instituțiilor cetății.Abuzul stăpânului era limitat din propriul interes. Există o lege contra vătămării-graphe blabes, era interzisă mutilarea gravă a sclavilor, deși stăpânii aveau drept de viață și de moarte asupra acestora. Pedepsele corporale erau frecvente și nu ofensau sentimentul comun. Erau utilizați pentru treburi domestice, dar puteau fi abuzați sexual de către stăpâni. Existau sclavi-doici, sclavi-pedagogi, confidenți și complici stăpânilor, apar că personaje de teatru sau că beneficiari ai generozității cu care stăpânii se îngrijesc de ei la bătrânețe și le asigura o înmormântare decentă. Meșteșugarii lucrau cot la cot cu sclavii lor, cu același grad de înalta calificare, că sculptori sau pietrari, fiind plătiți la fel. Plata sclavului era încredințată stăpânului care trebuia să-l întrețină.  Sclavii trăiau și în gospodării separate-choris oikountes, oferind prin înțelegere o parte din venit stăpânului lor.
La Atena, meșteșugarii sau negustorii puteau deveni cetățeni, sub aspectul drepturilor politice, fiind egali cu toți ceilalți, dar din perspectiva statutului de onorabilitate, cei ce trăiau din proprietatea funciară, chiar tanării modești, se simțeau superiori meșterilor sau negustorilor foarte înstărit. Pericle era prieten cu un meșter- Fidias, iar Cleon, era batjocorit că fiind fiul l unui meșter bogat, iar Demosthene își umilea adversarul, Aischines, evocând copilăria să modestă.
Femeile erau privite cu neîncredere-erau consideră prea puțin raționale, supuse unui exces de emoții, socotite că inapte să se conducă singure, mai puțin apte să ia parte la viață politică. Soția ideală era cea care se îngrijea de gospodărie, care nu consumă degeaba produsul muncii bărbatului, năștea prunci sănătoși și legitimi, și îi creștea până la adolescență. La vârstă adolescenței,  fetele erau de regulă măritate, iar băieții beneficiau de educație și instrucție la maturitate. Hetairele erau curtezane, femei întreținute, cultivate și frumoase, iar pornai erau prostituatele.
Adolescenții de sex masculin aveau un rol social mai definit , fiind destinați să se transforme în cetățeni cu drepturi depline. Educația tinerilor se făcea în cadrul familiei la Atena, erau integrați într-un sistem de educație militară-ephebia, iar după o ceremonie publică care le acordă drepturile de cetățeni, la 30 de ani puteau fi aleși în sfat și în celelalte funcții publice. Tinerii aristocrați, efebii parcurgeau dinainte acest serviciu public că un drum complex, de la exerciții fizice în paestra la o ucenicie spirituală. La palestră, la banchete, ajungeau sub protecția adulților cu care întrețineau relații homosexuale. În ecclesia sau la sfat, îi ascultau pe oratori.

### Epoca de Aur a Atenei

#### Teatrul

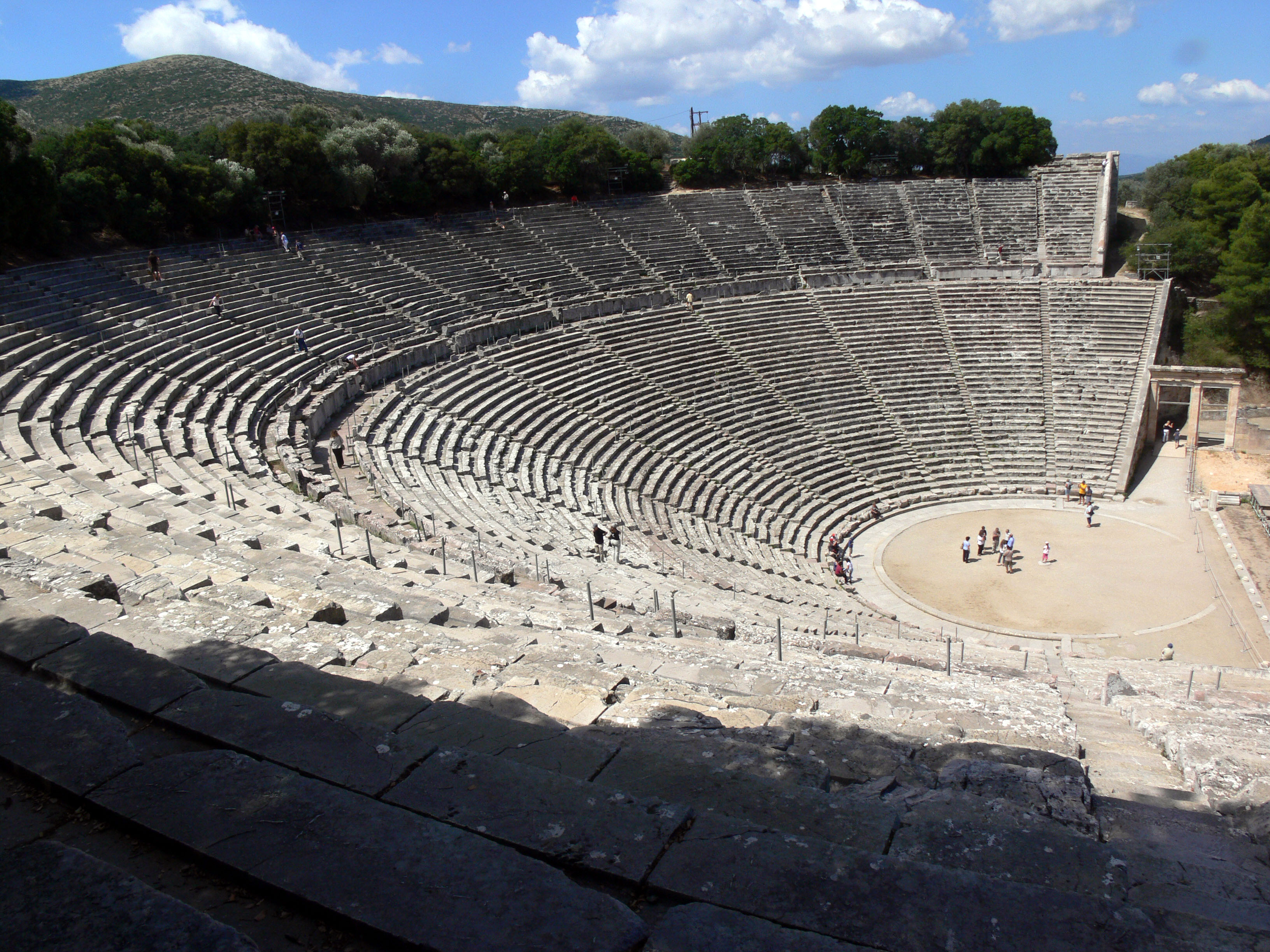
Teatrul de la Epidaurus

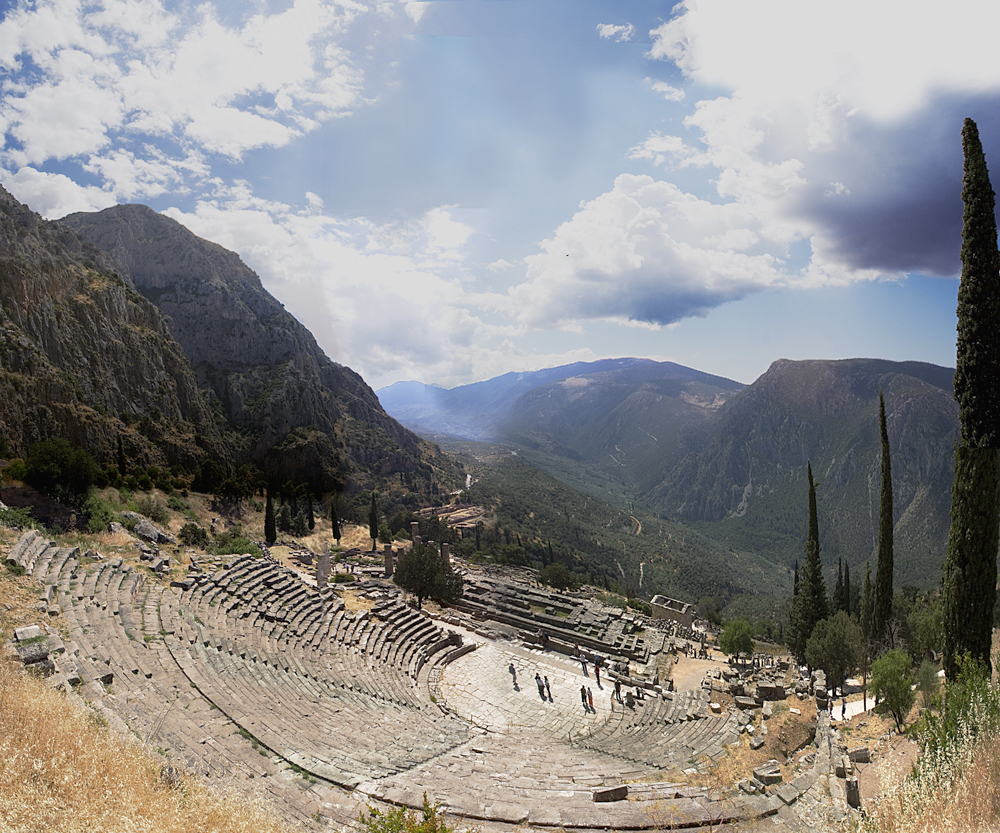
Teatrul de la Delphi

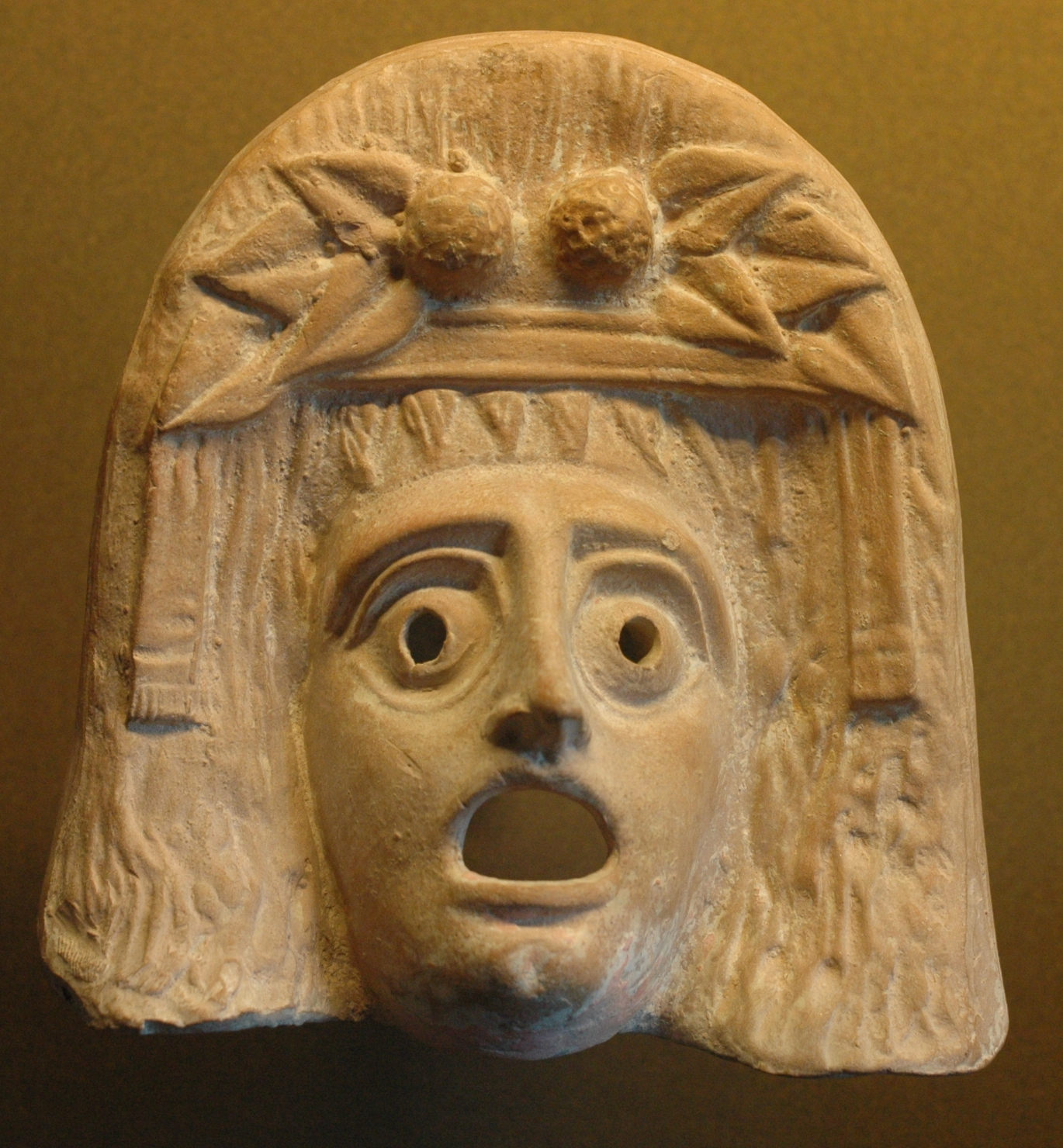
Masca lui Dionysos

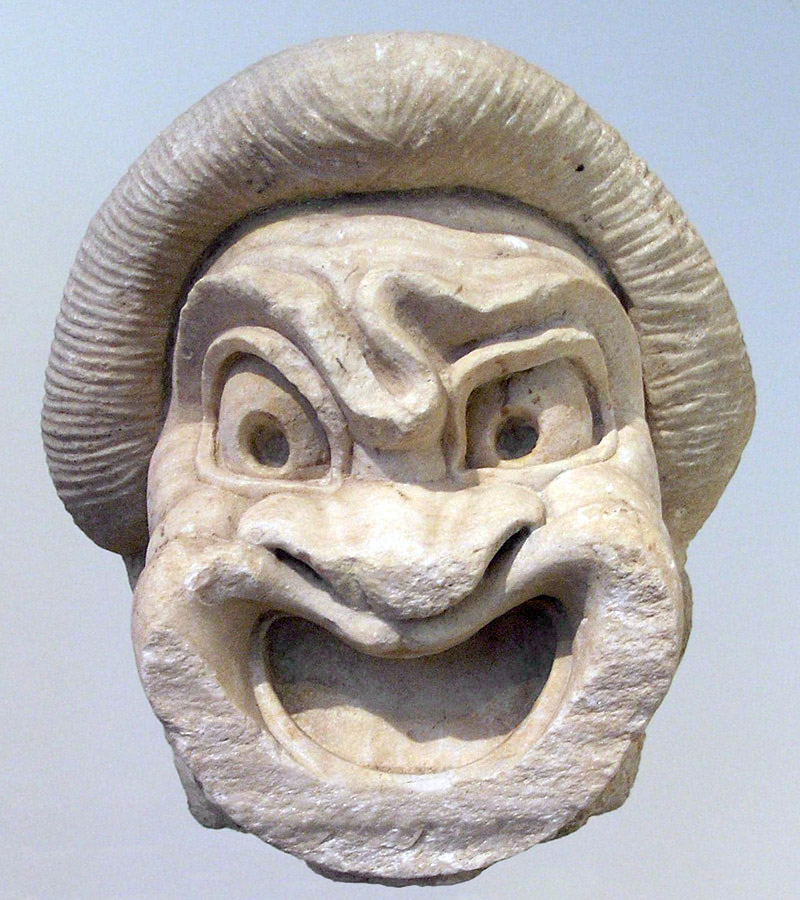
Masca de sclav

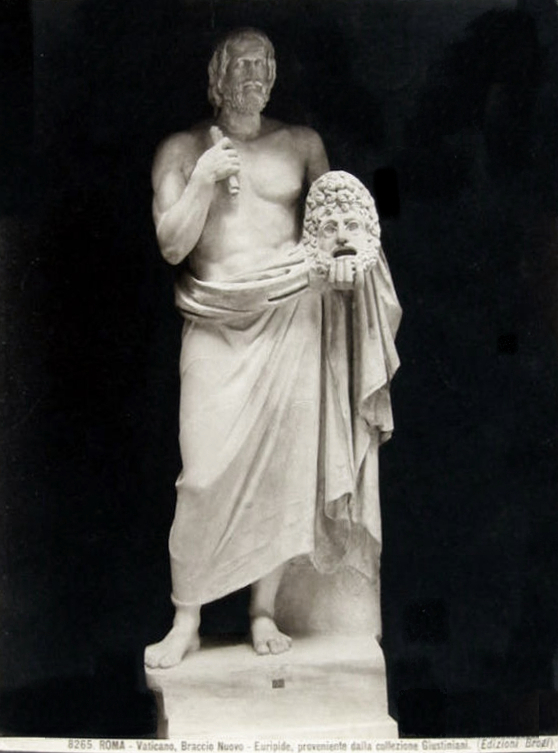
Euripide

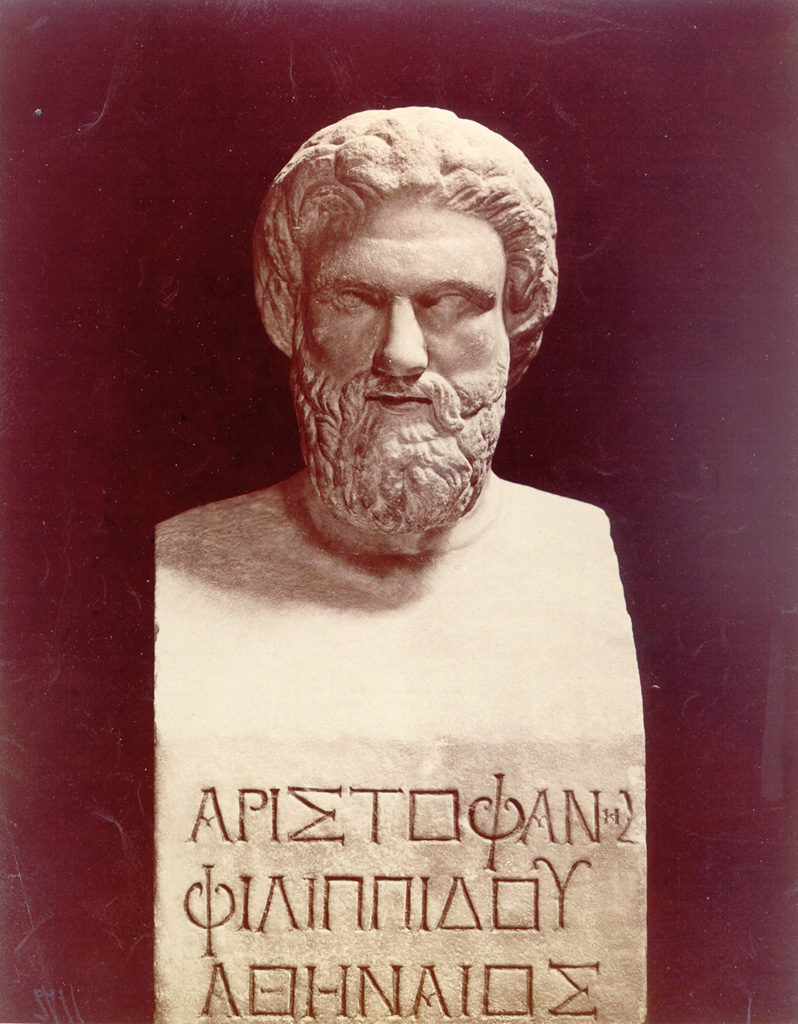
Aristofanes

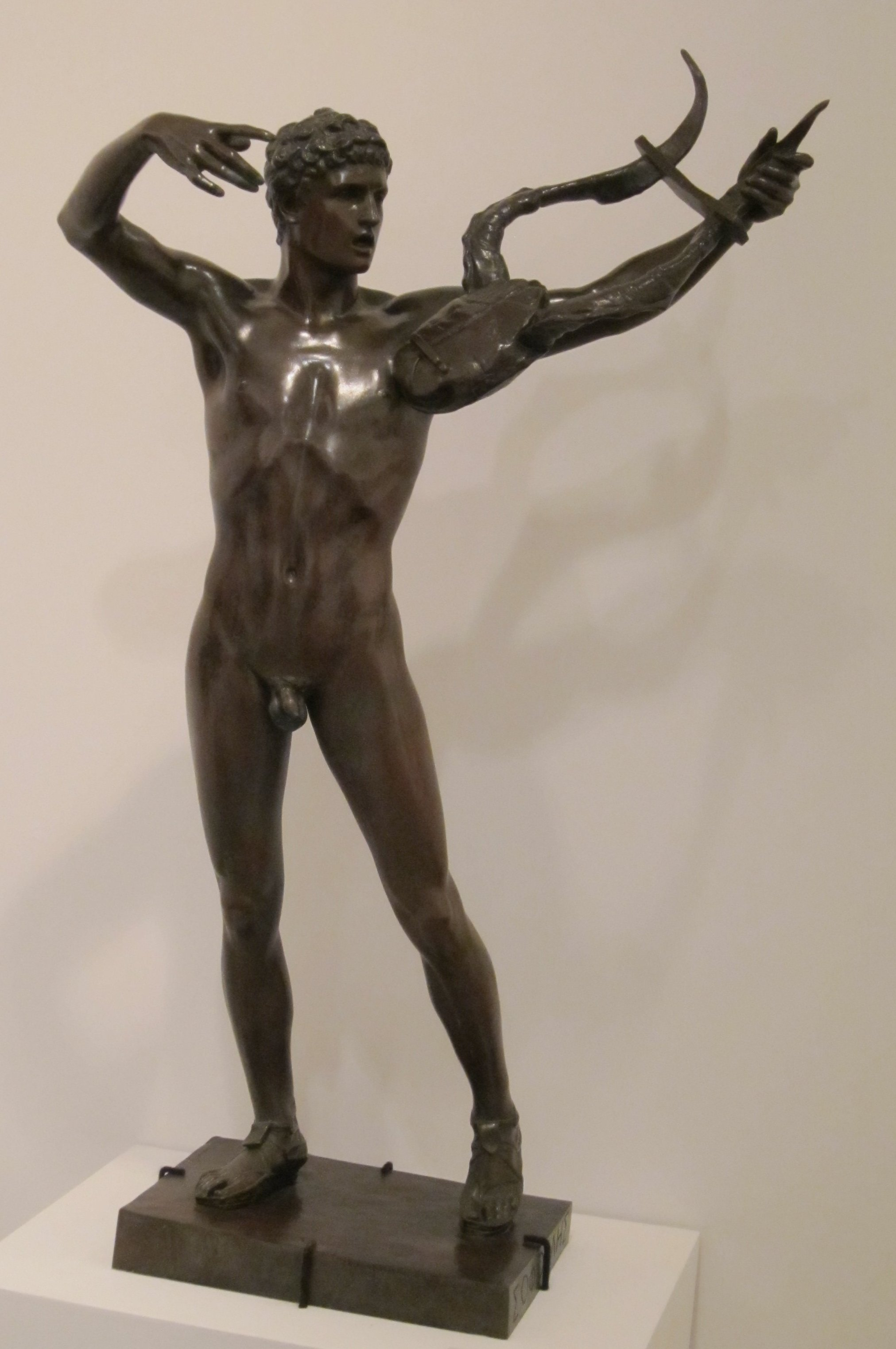
Tanarul Sofocle coordonand corul victoriei dupa Batalia de la Salamina

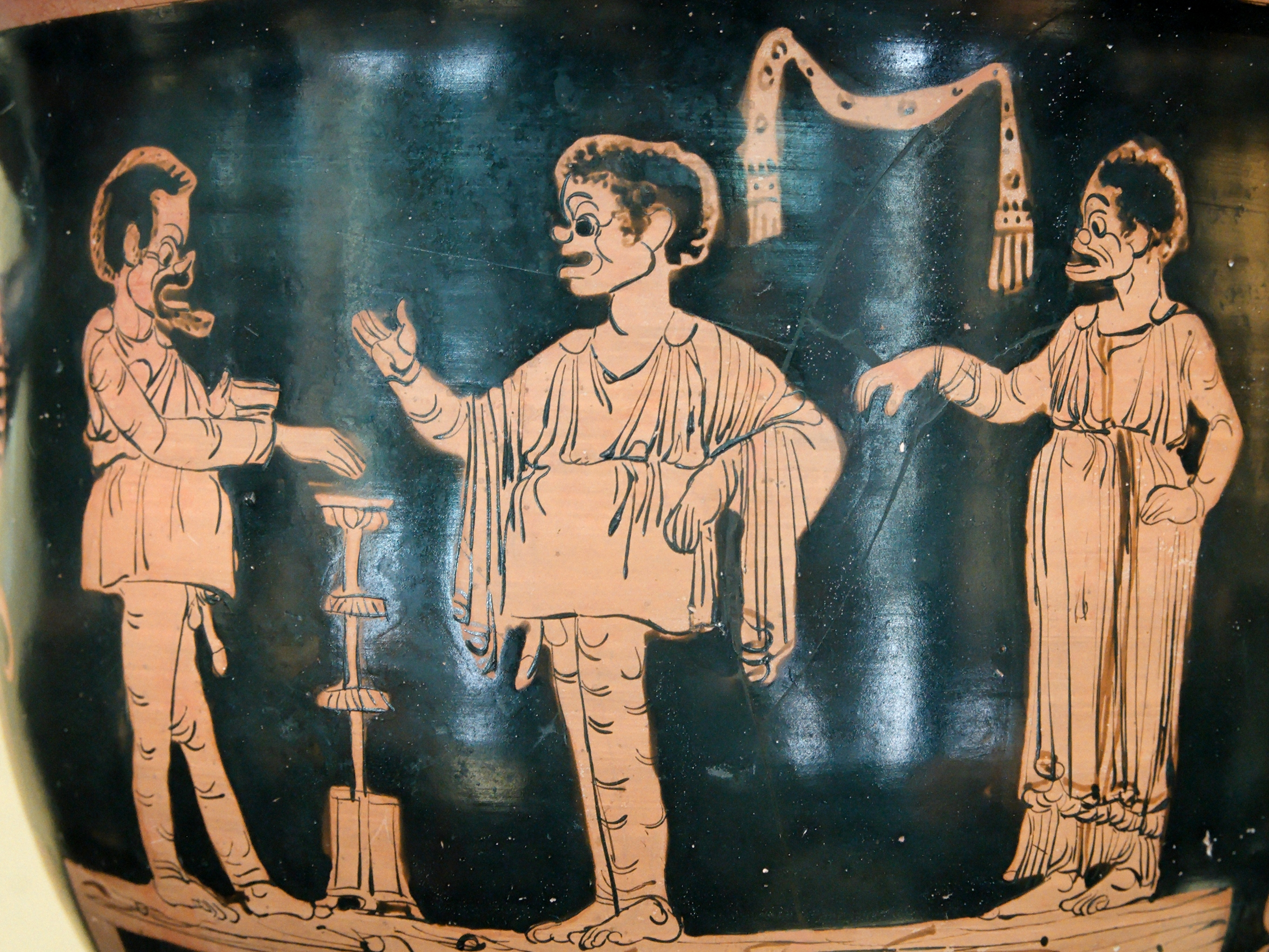
Actori

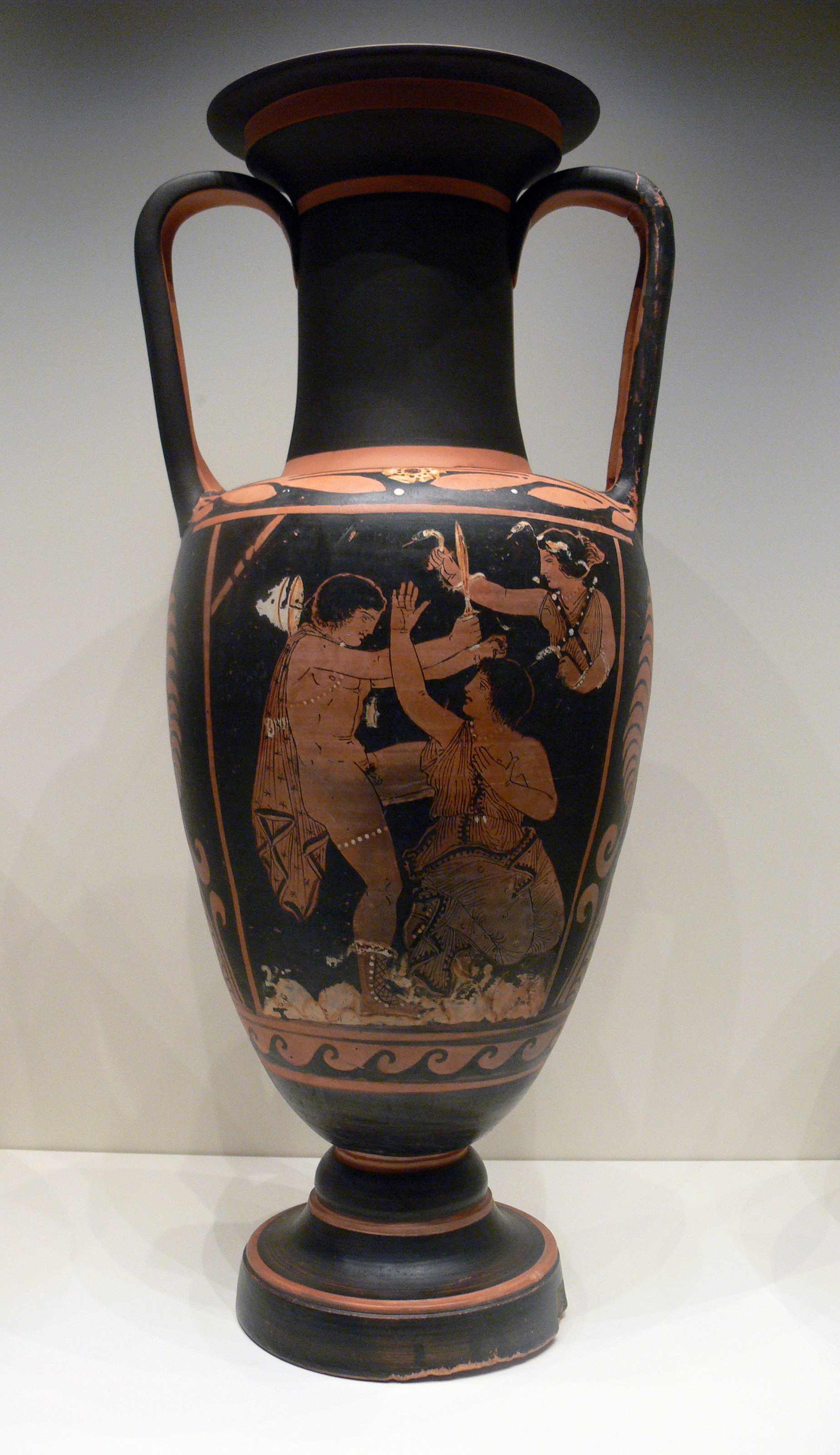
Orestia scrisa de Eschil, reprezentata pe o amfora

Serbările și ceremoniile religioase erau și ele un prilej de sociabilitate culturală, oferind  întreceri, mapadeforii-procesiuni nocturne cu torțe, cortegii, întreceri corale. Poveștile legate de zeii sau eroii celebrați în comun, recitări ale marilor opere epice, în decorul viu colorat și extrem de bogat al operelor de artă care împodobeau în exterior și înconjurau sanctuarele, întregeau cultură comună de care atenienii erau mândri. Calitatea artistică remarcabilă a ustensilelor vieții cotidiene începând cu ceramică, dovedesc că mediile populare cele mai largi participau în felul lor la o cultură artistică, vizuală și verbală, împărtășită de întreagă cetate. 
Dar piesă centrală a acestei culturi comune era teatrul. Teatrul, dincolo de substanță să cu totul ieșită din comun că originalitate și forță a expresiei ideatice și artistice, era o instituție fundamentală a cetății democratice. Spectacolele de tragedie, organizate în cadrul festivalelor dionisiace începând din vremea tiraniei lui Pisistrate, începeau să fie subvenționate sistematic de cetate în ultima parte a secolului VI i.en.  Câteva decenii mai târziu, se susțin spectacole de comedie.
Cetatea împărțea celor mai avuți dintre cetățeni obligația de a construi corăbii și a organiza pe propria cheltuiala, prin liturgia numită choregie, toate festivalurile de teatru și spectacolele publice elaborate care implicau utilizarea unui cor.
Organizate sub supravegherea arhontelui eponim, aceste festivaluri însoțeau celebrările cultului dionisiac, primăvară și toamna, la Dionisiile rurale, la Leneine și primăvară, la Marile Dionisii. Spectacolele se organizau că o competiție, poeții compuneau cicluri de piese tragice-trilogii încheiate cu o drama satirică sau comedii, și un juriu răspunzător în față adunării  decidea asupra primilor trei drame tragice și a cinci comedii , cărora le alocă câte un cor-asigurându-le reprezentarea pe cheltuiala proprie  câte unui choreg. În timpul festivalurilor dionisiace, fiecare zi de spectacole, din zori până la apus, era consacrată reprezentării publice câte o trilogie tragică și comediile selectate, iar la sfârșit juriul prezidat de arhonte decidea asupra ordinii celor trei poeți: primul era câștigătorul, premiat și răsplătit cu o cununa de iederă, iar cel de pe locul 3 era înfrânt. Erau încununați și choregii, precum și corurile care interpretaseră dithyrambii, spectacole corale în cinstea zeilor. A două zi după festival, o reuniune a ecclesiei dezbătea organizarea și rezultatele, onorând sau sancționând pe magistrații și choregii care contribuiau la desfășurarea sărbătorii.
La spectacole participau toți cetățenii, în frunte cu preoții și cei mai înalți funcționari publici, care aveau locuri rezervate în rândurile din față, tot acolo erau așezați oaspeții de vază, și străinii care obținuseră în schimbul bunăvoinței arătate atenienilor și cetății mult râvnitul privilegiu al proedriei, dreptul de a ocupă un loc rezervat la spectacole.  În secolul IV i.en.,  se distribuiau jetoane de participare la teatru, așa numitul theorikon,  o indemnizație care permitea și celor mai nevoiași să asiste la celebrări.  Alături de cetățeni, mulți străini veneau înadins la Aten pentru a asista la aceste serbări-delegații cetăților din Liga aduceau phorosul chiar în timpul marilor dionisii de primăvară. Și femeile erau printre spectatori.
Spectacolul, cu centrul în orchestra, aria unde se desfășurau evoluțiile corului, și în mijlocul căreia se află un altar dedicat lui Dionisos ce marca sacralitatea unei serbări ce debuta prin sacrificii și rugi adresate zeului, fiind prilejul celebrării faptelor remarcabile ale celor onorați prin decrete care se citeau în deschiderea ceremoniei. Dramele erau interpretate de doi actori, exclusiv bărbați, care jucau mai multe roluri, convenția cerând prezența concomitentă în scenă a maximum două-trei personaje.
Fiecare drama, fie ea tragică, satirică sau comică, era reprezentată doar o singură dată, când avea șansă de a câștigă locul I sau de a pierde. În secolul IV i.en., încep dramele celebre din secolul precedent să fie re-puse în scenă cu regularitate. Poeții își compuneau dramele în scris, dar spectacolul era mult mai complex, presupunând muzică, vocală cu acompaniament instrumental, cântată de actori sau de cor, dansuri, figuri complicate care stârneau uimirea admirativă a publicului. Poeții erau autori ai libretului, textele dramelor, compozitori, coregrafi, regizori și actori, interpretând rolul protagonistului. Acești creatori remarcabili au compus câteva zeci și 200 de asemenea opere, destinate unei unice reprezentații,  anual prezentându-se pentru a obține un cor.
Cel mai mare succes de public l-a avut Sofocle, autor al 123 de piese tragice, clasat pe locul 1 de 24 de ori, puțin apreciat, dar extrem de prețuit de posteritate, a fost Euripide căruia i se atribuie 92 de piese,, dar n-a reușit să se claseze de patru ori pe primul loc. Eschil, un geniu dramatic comparabil cu Shakespeare prin capacitatea să de invenție dramatică și regizorală, a compus 73 de drame, obținând 13 victorii în concursurile dramatice. Aristofan a pus în scenă 44 de comedii, dintre care 9 au obținut locul I.
Doar 7 drame ale lui Eschil, doar 7 drame ale lui Sofocle, doar 19 opere ale lui Euripide și doar 11 comedii ale lui Aristofan au supraviețuit până în ziua de azi. Relația dintre teatru, care dezbătea în cheie tragică sau comică probleme fundamentale ale cetății în relație cu zeii, cu violență sau discordia, și maturizarea instituțiilor democratice, teatrul fiind el însuși una dintre aceste instituții, este determinată pentru înțelegerea sensului acestor opere.  Teatrul tragic din secolul V i.en. nu surprindea prin subiect și acțiune, nu era centrat asupra personajelor și psihologiei lor, ci asupra interacțiunii dintre protagoniști,  cor și public, care răspunde acțiunii de pe scenă prin cunoașterea prealabilă a mitului care formează subiectul central al dramei.
Teatrul tragic poate fi luat că o proto-filosofie a politicului, și is pierde substanță în momentul în care conceptele filosofiei politice se instalează cu autoritate în dezbaterea publică. Tragedia  lui Oedip surprinde eroul care și-a ucis tatăl și s-a însurat cu propria mama, descoperind ceea ce publicul știa de la bun început, despre înțelegerea relației dintre om și zei.
În Orestia lui Eschil, interesul se focalizează asupra modului în care justiția cetății poate pune capăt unui șir de violente care se transmit din generație în generație. În Antigona lui Sofocle, eroia își asumă absolută îndatorire față de cei de un sânge, iar Creon poate fi citit că o proto-filosofie al politicului.
Teatrul comic era  un mod de afirmare a suveranității demosului asupra oricărui personaj al momentului, nici unul nu era cruțat de ironia și batjocură autorilor, nici măcar Pericle, ridiculizat în nenumărate comedii. Se utilizau diverse forme de limbaj comic, de la obscenitate la subtile parodii și jocuri ale spiritului, comedia afirmând dreptul fundamental al cetăți de a rade de cei puternici și bogați, de generalii victorioși sau de poeții și filosofii vestiți, într-o viziune critică  a universului politic în care opinia publică are întotdeauna ultimul cuvânt.

#### Arta

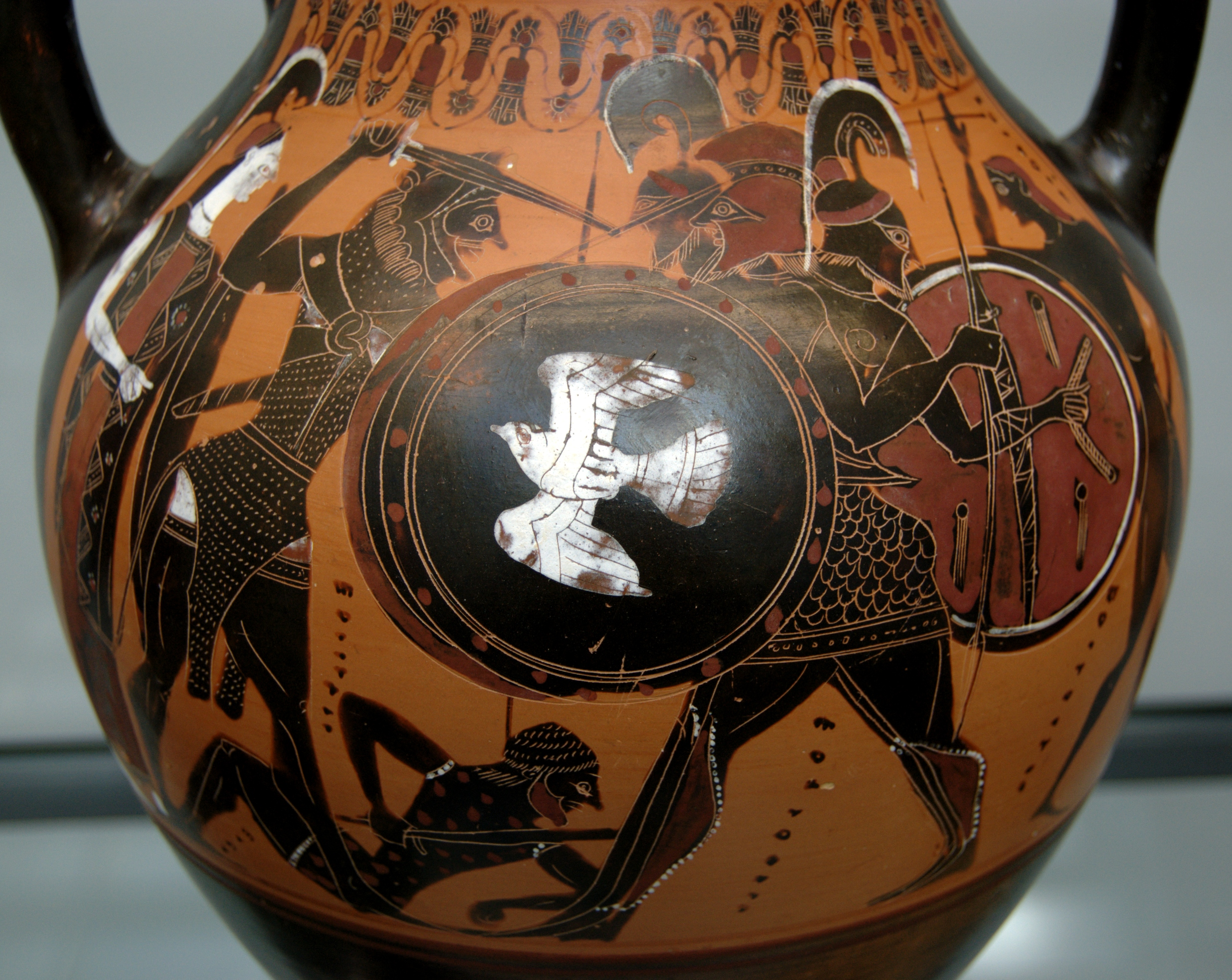
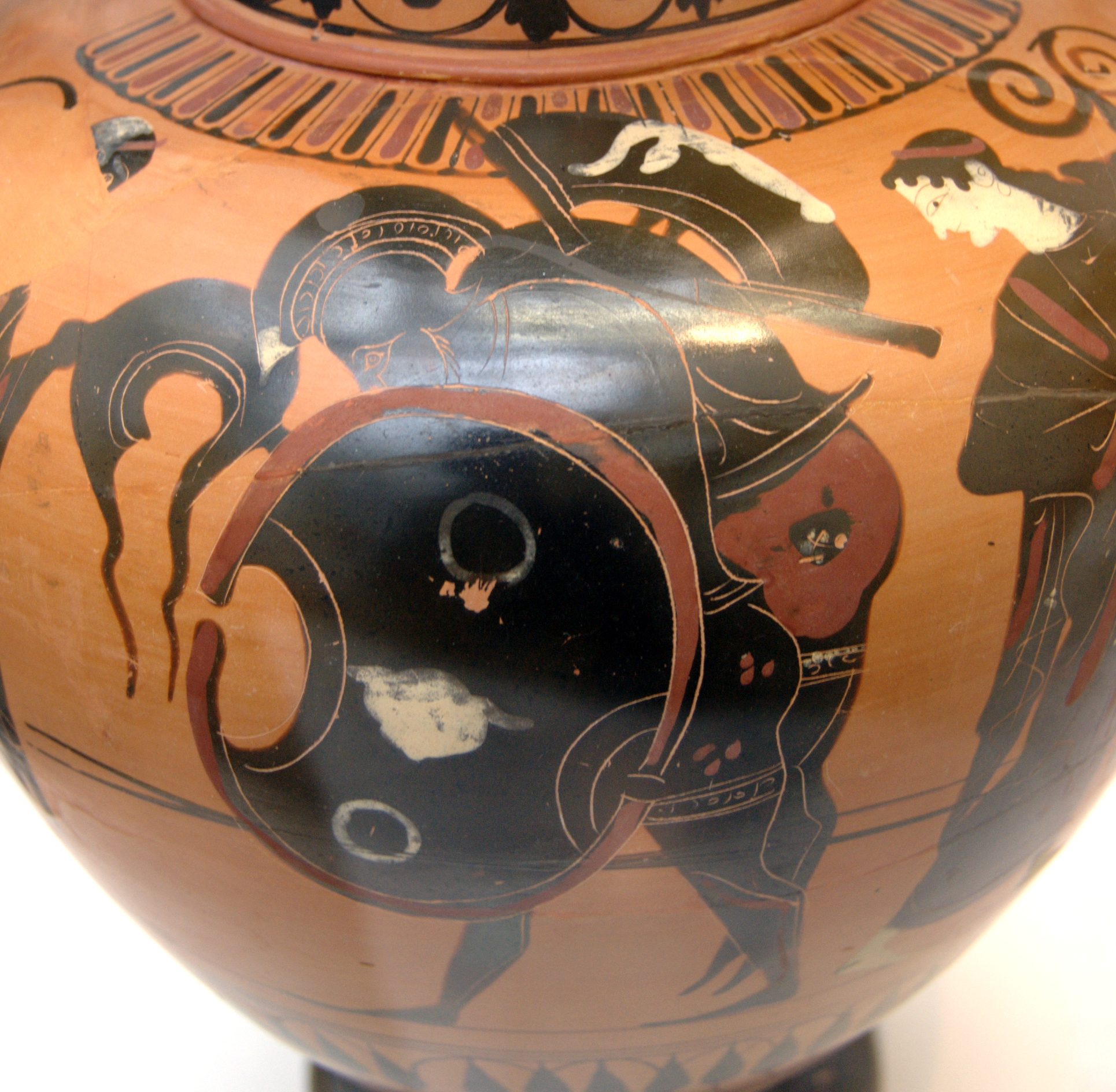
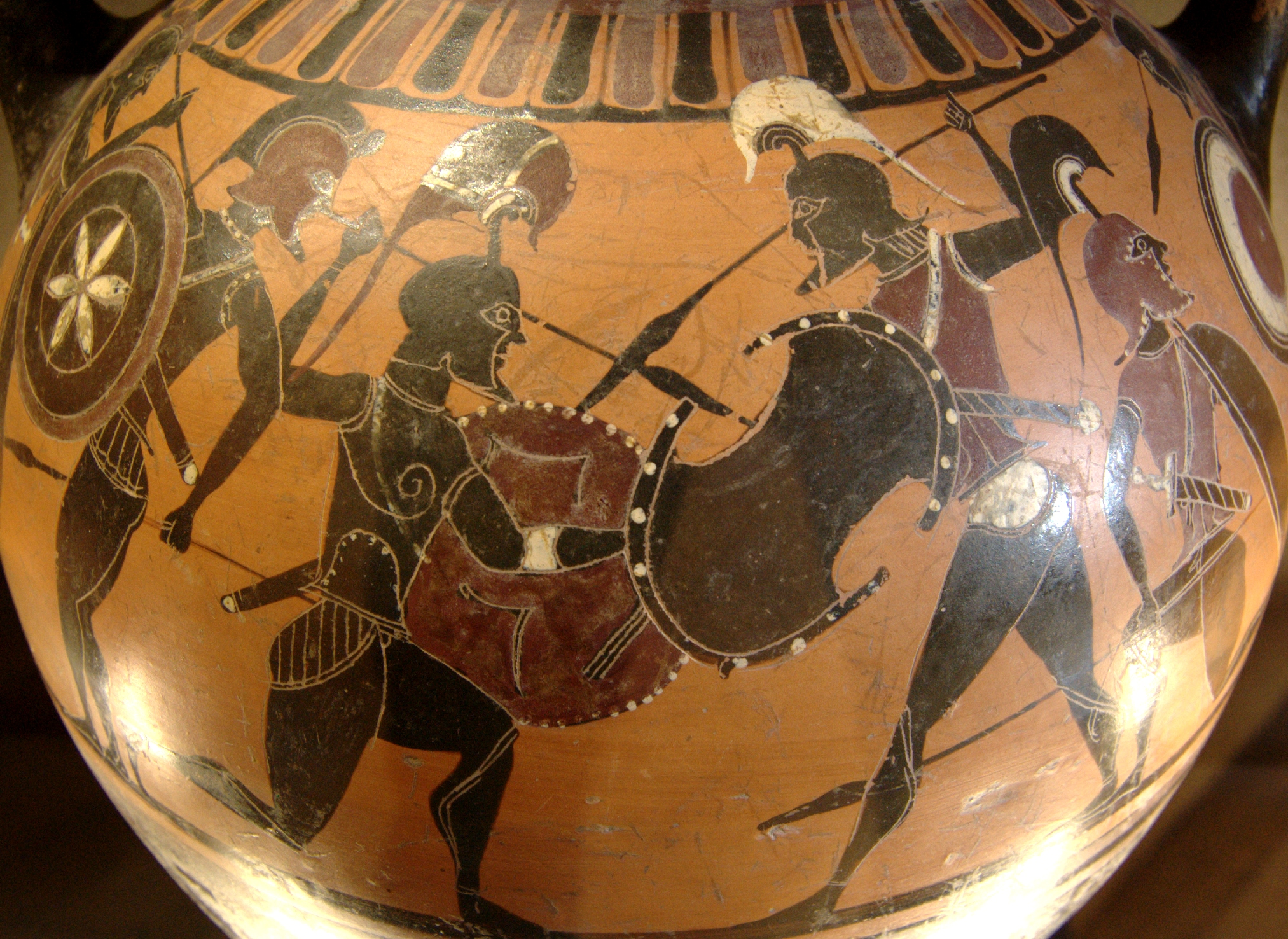
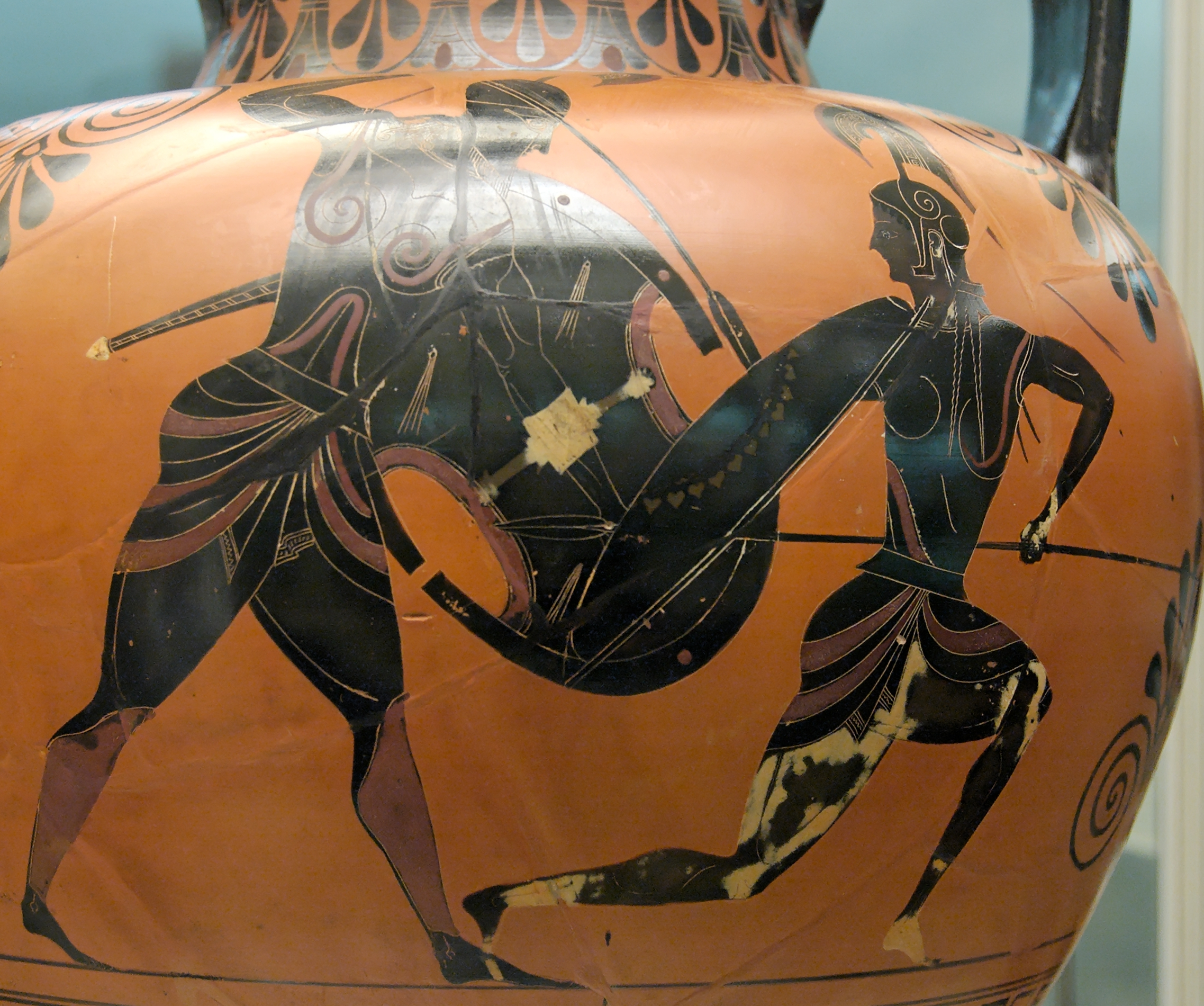
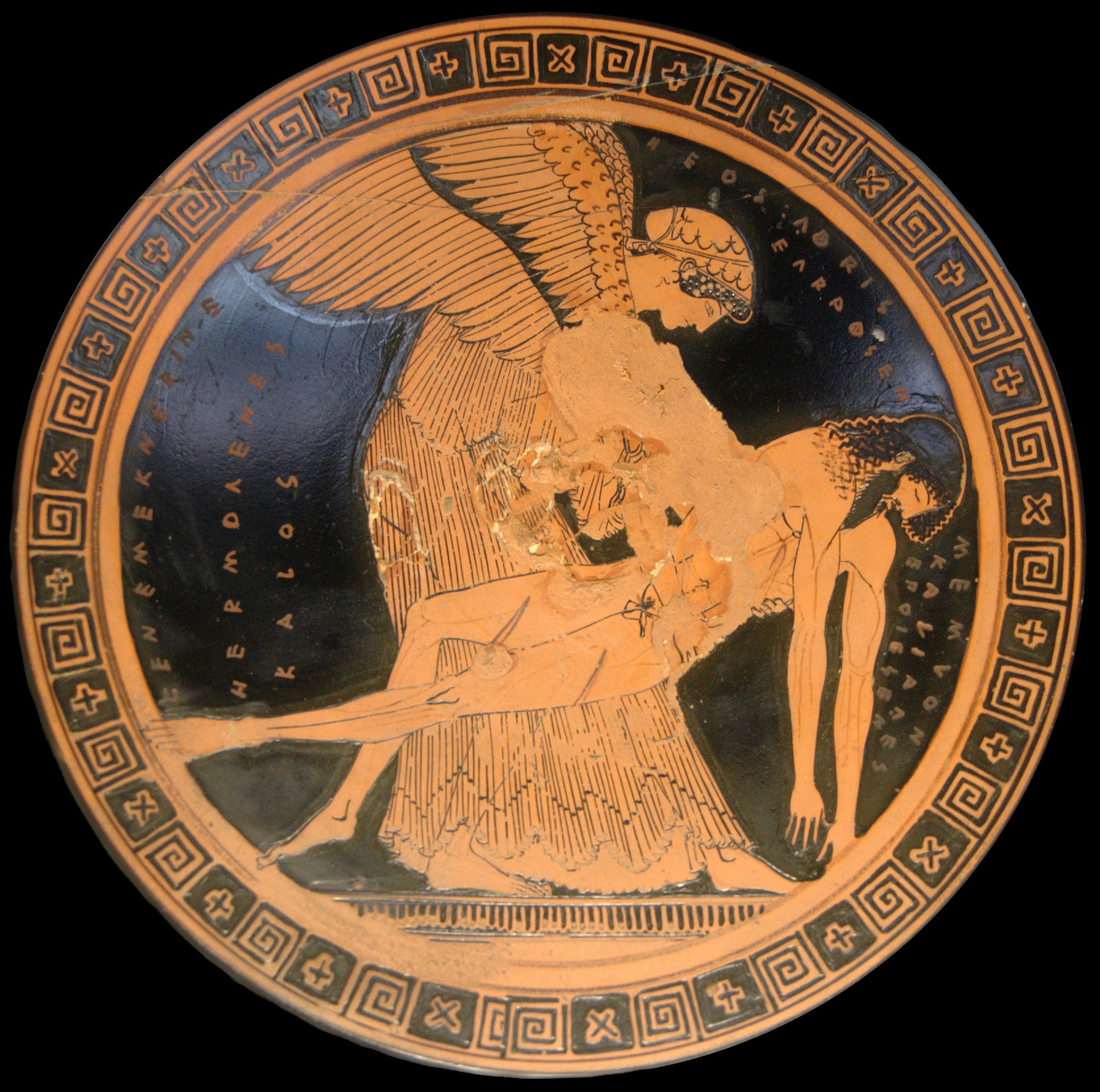
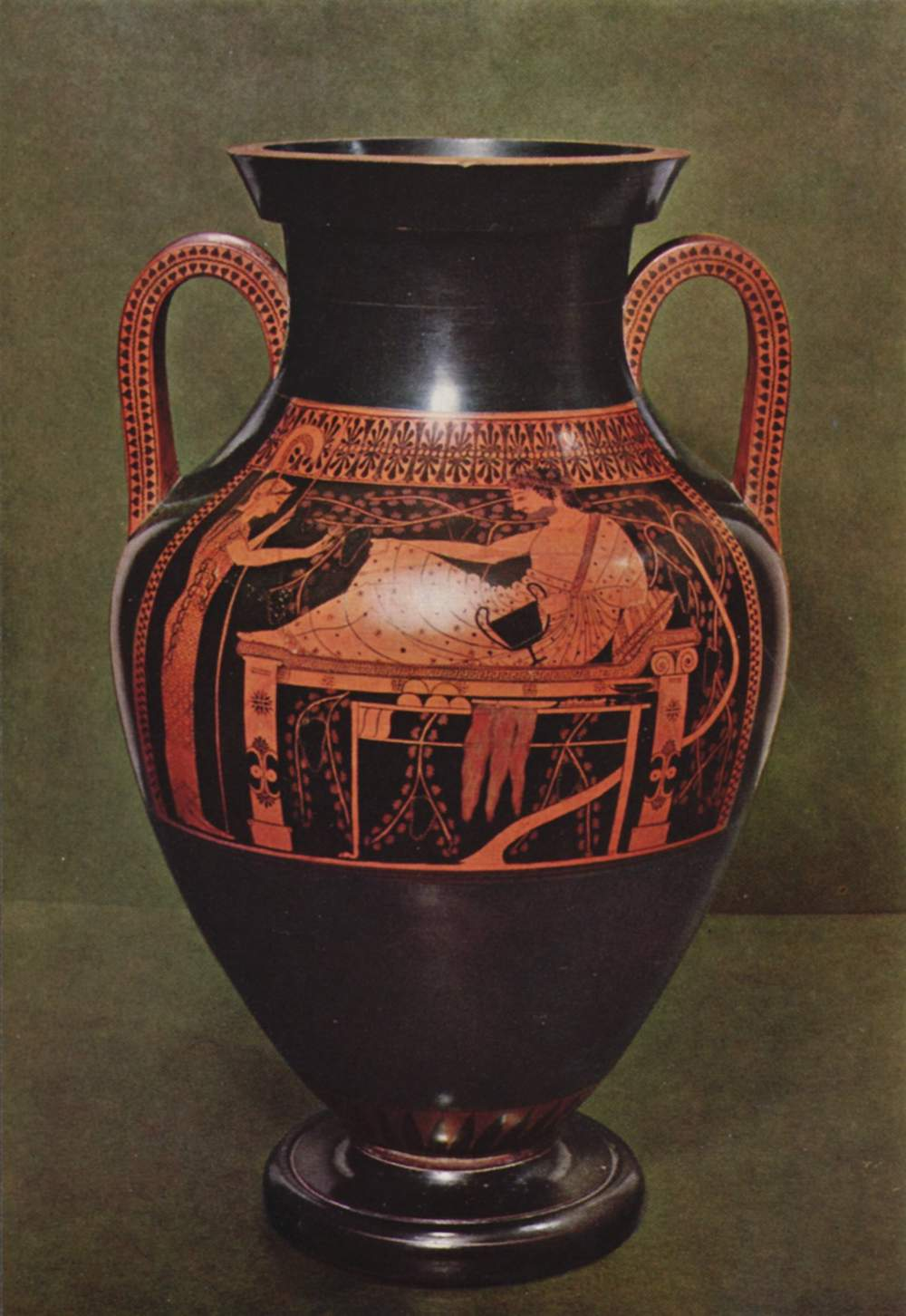
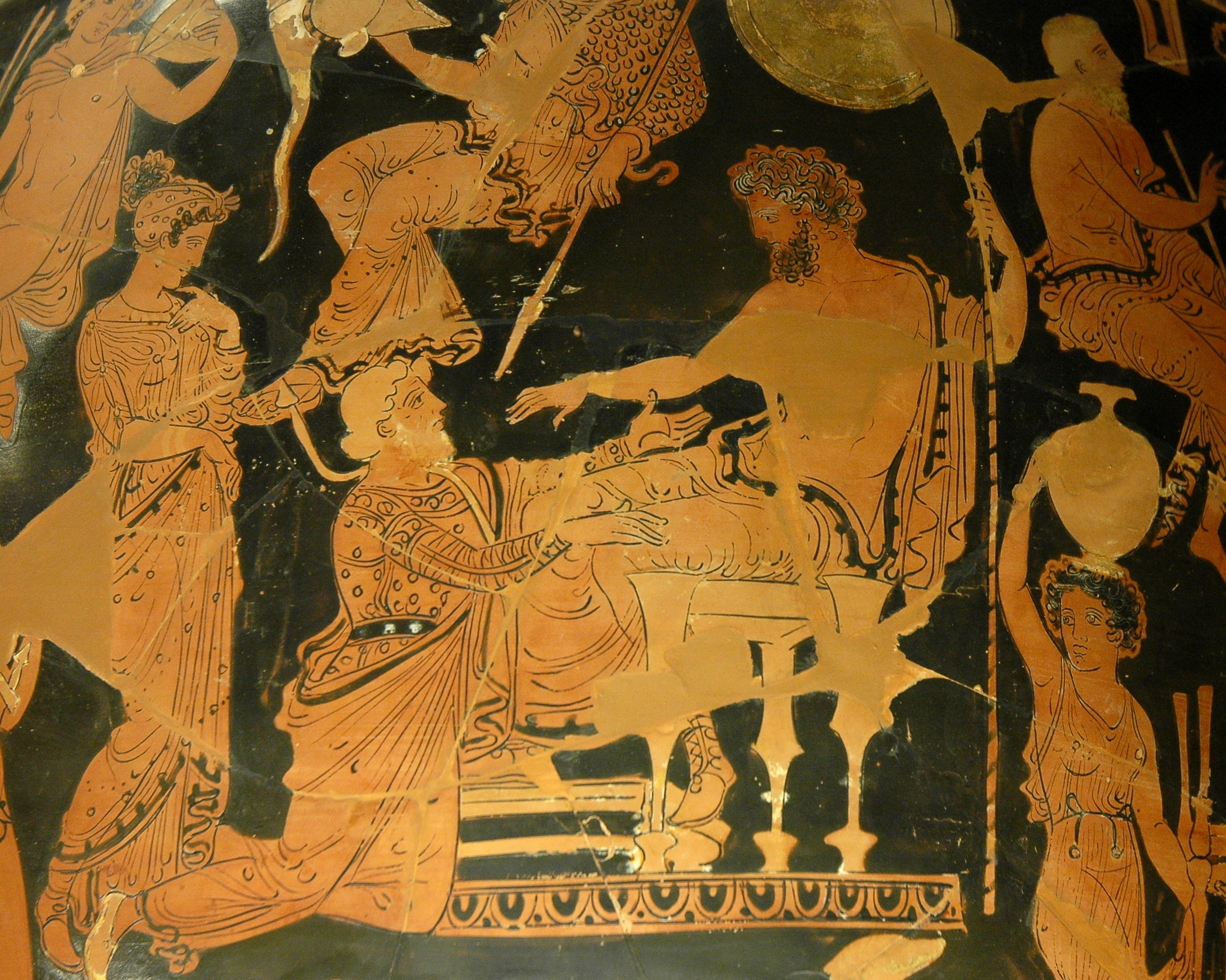
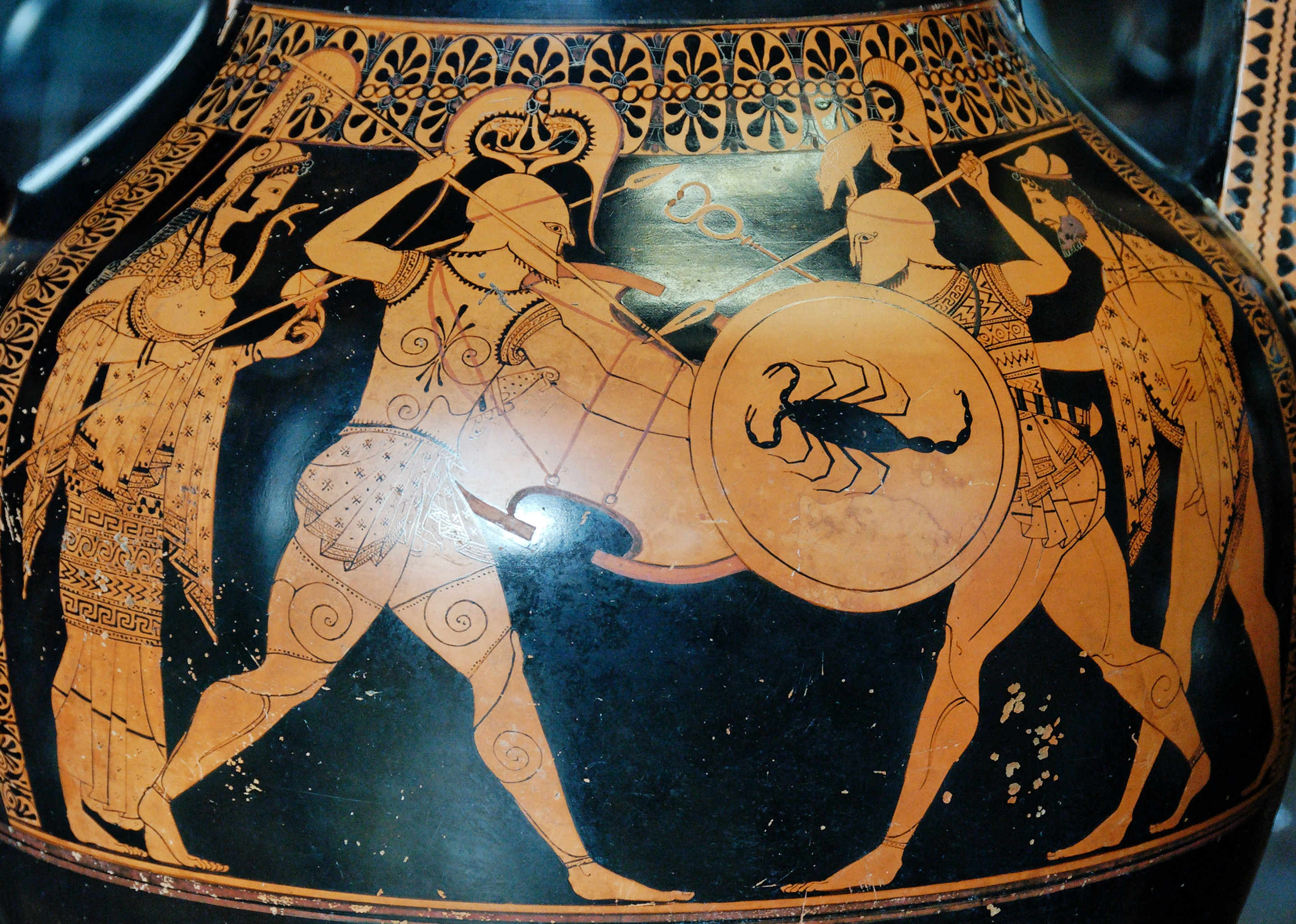
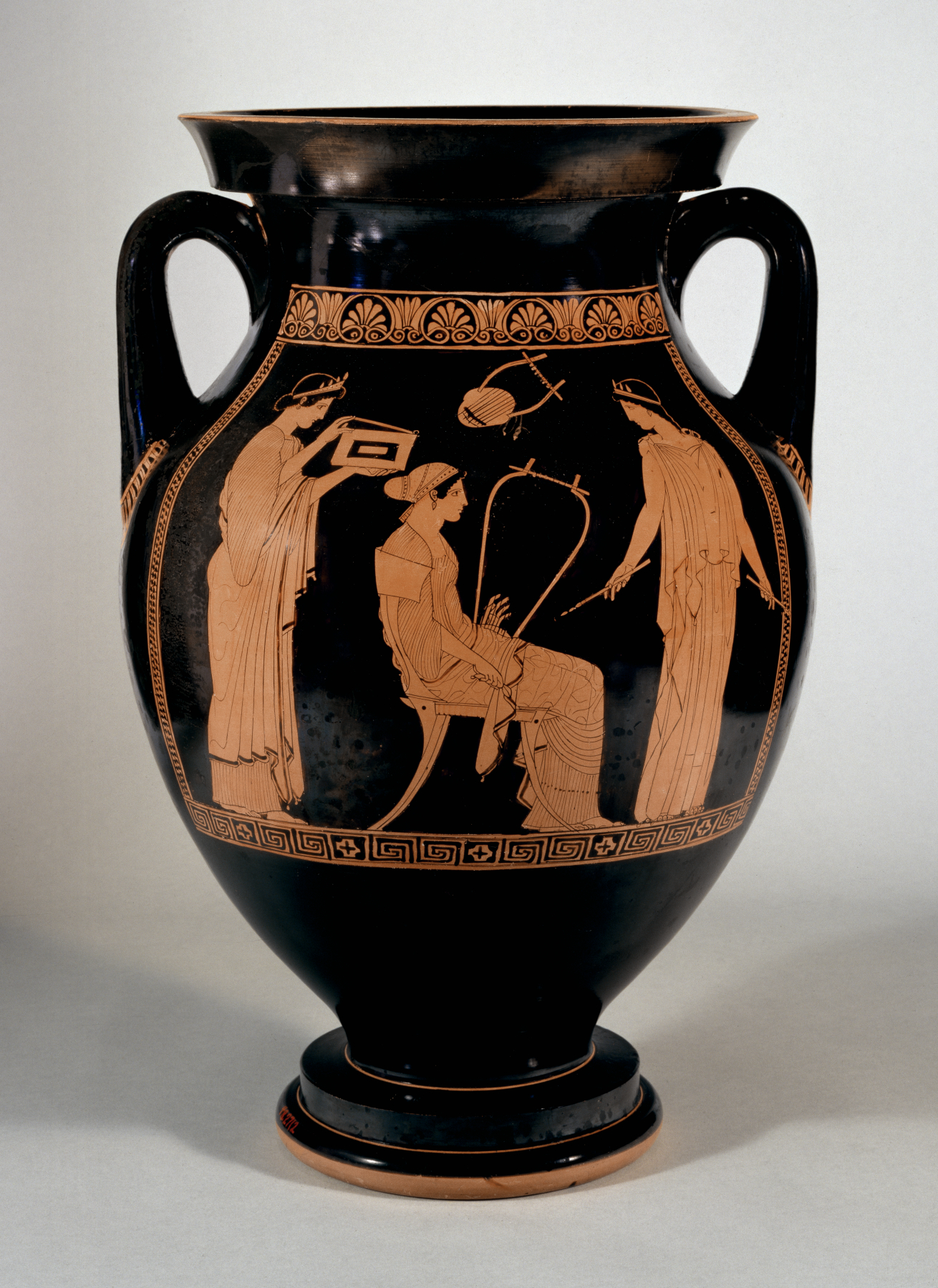

Vitalitatea artei este distinsă de trei  momente: stilul sever, stilul liber și înflorirea ceramicii.  
În domeniul ceramicii, dominația Atenei, manifestată încă de la jumătatea secolului VI este la fel de vădită, fie că este vorba de figura roșie, fie că este vorba de figura neagră care era pe cale de dispariție. Generația din 530 i.en. exploatase în chip admirabil posibilitățile figurii roșii introducând racursiul în desen, dezvoltând o extraordinară precizie anatomică și înnoind repertoriul.
În ceea de-a două generație de pictori, care corespunde cu stilul sever , se evocă reprezentarea foarte patetică a căderii Troiei de către pictorul Kleophrades, o cupa a pictorului din Brygos, a cărei margine exterioară este decorată cu un komos-cortegiu de petrecăreți, în timp ce în interior o femeie susține capul înclinat al unui tânăr pe care să vomite; contrastele dintre figurile feminine și cele masculine este accentuat pe o cupa de Duris, pe care Eos susținea trupul dezgolit al lui Memnon: postura aplecată a zeiței, în perfectă armonie cu formă medalionului central, trădează durerea mamei sale și contrastează cu rigoare geometrică a orizontalelor și a verticalelor care desenează jalnicul cadavru al fiului ei.  Apare suplețea în desen, pictorii consacrandu-și reprezentările masculine în scenele de viață cotidiană, manifestându-și predilecția pentru imaginea unui banchet și pentru palestre, ceea ce permitea punerea în valoare a frumuseții efebilor.
În stilul liber, s-au renunțat la ultimele convenții arhaice, în ce privește desenarea ochilor, remarcându-se în clasicism. Pictură pe frescă manifestată de Polygnotos din Tasos emite un simt al spațiului, care îngăduie etajarea personajelor și efortului de a reprezenta suferință prin gest sau privire.  Pictorii s-au bucurat de corelația între fondul negru și figurile roșii și între reprezentare și cadrul sau.  Pe un crater sub formă de clopot al pictorului Pan, figureaa de o parte Dionisos și o menadă și de cealaltă un komos. Pe cupa pictorului Penthesileei, unde Ahile ucide o regina amazoanelor, figurile roșii ocupă tot spațiul, care nici măcar nu ajunge pentru a le cuprinde în întregime, în timp ce fondul negru nu servește decât la decuparea personajelor strâns unite prin conjuctia privirilor.  Craterul sub formă de caliciu al pictorului Niobizilor, care îl reprezintă pe una din fete pe Heracles în mijlocul unei adunări de eroi, iar pe cealaltă parte reprezintă masacrul Niobizilor, echilibrând fondul negru și figurile.
În perioada apogeului clasic, pictorii de vase se lasă influențați în artă plastică și își dovedesc măiestria în desenul rafinat al lekythos-ilor funerari pe fond alb. Pictorul lui Ahile figurează pe față unei amfore, că figura centrală, un Ahile zvelt, cu o  aliungire a părții de jos a picioarelor în raport cu bustul și a bustului în raport cu capul , ceea ce îl face mai mare. Lekythosii  pe fond alb erau de asemenea foarte admirați, care prin gravitatea senină a chipurilor feminine,  nu sunt lipsite de asemănare cu frizele Parthenonului. Această influență a lui Fidias se regăsește la Polygnotos sau la pictorul lui Cleophon.
Pictorul din Eretria asigura trecerea la stilul înflorit. Pe un epinetron el a desenat cu precizia unui miniaturist un întreg grup de personaje feminine, zeițe sau muritoare, care au poziții diferite ce le pun în valoare grația și suplețea.  Meidias, pe un vas de argilă arsă în formă de pară răsturnată și cu trei toarte, a figurat în două registre suprapuse, de jos în sus, grădina Hesperidelor și răpirea Leucippidelor.
Stilul arhaic  al sculpturii   dispare , cedând locul stilului sever care se dezvoltă într-un stil clasic, dominat de personalitatea lui Fidias.  
La începutul secolului V i.en., stilul arhaic își pierde respirația: frontoanele templului Aphaia, în Egina , chiar și frontonul occidental cu al sau Heracles arcaș, vădesc o perfecțiune tehnică destul de rece.
Stilul sever se caracterizează printr-o înclinație spre austeritate sau sobrietate: un nas și par care o scurtează, față se lățește și rămâne impasibilă, în timp ce se renunță la ochii îngustați și la surâsul caracteristic capului arhaic; pliurile veșmintelor sunt tratate fără nici un fel de manierism, în timp ce trupul este reprezentat cu precizie anatomică, fără a caută efectul decorativ, deosebindu-se piciorul de joc de piciorul de sprijin, permițând o ușoară legănare a soldurilor, care evota orice rigiditate.

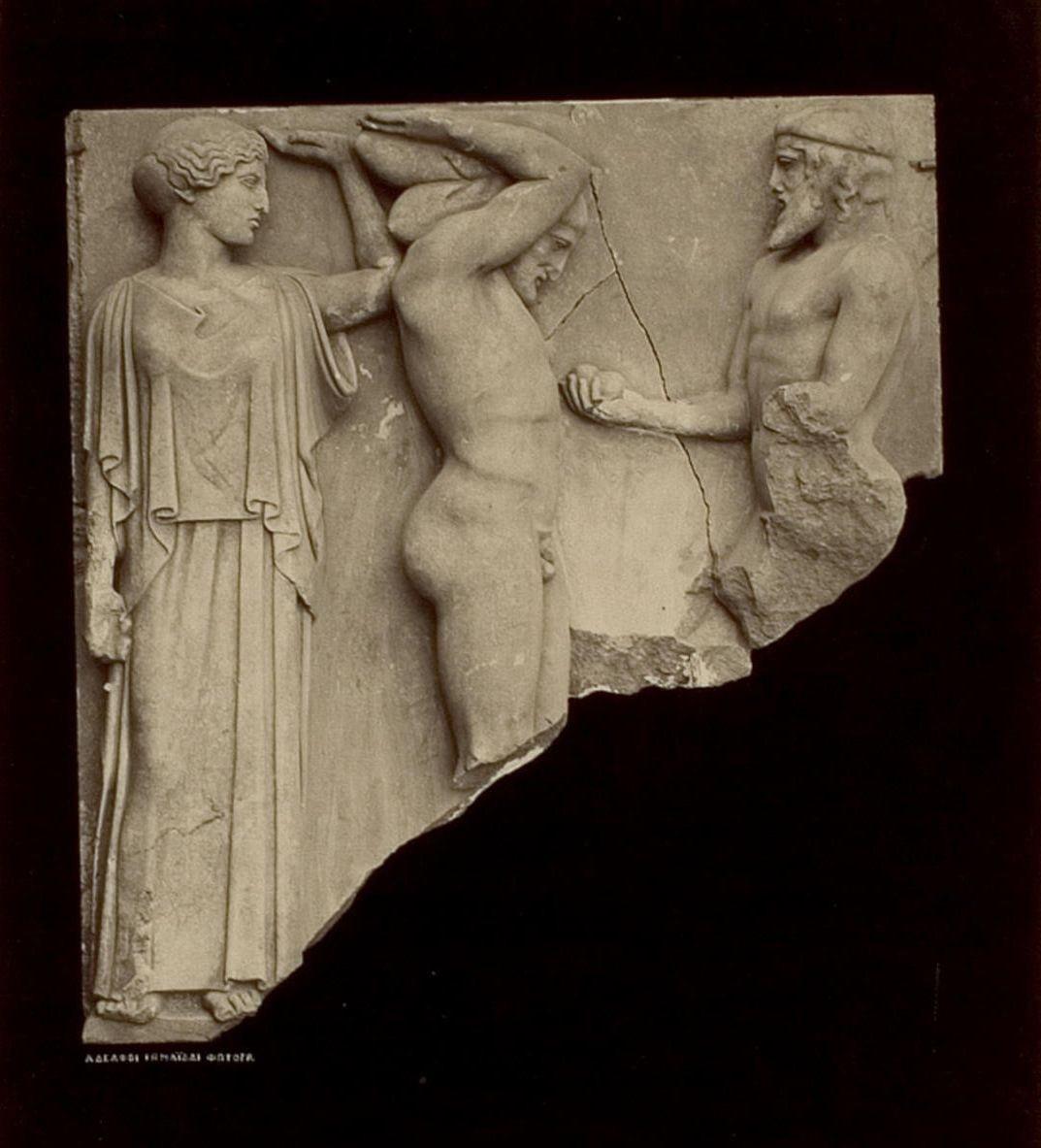
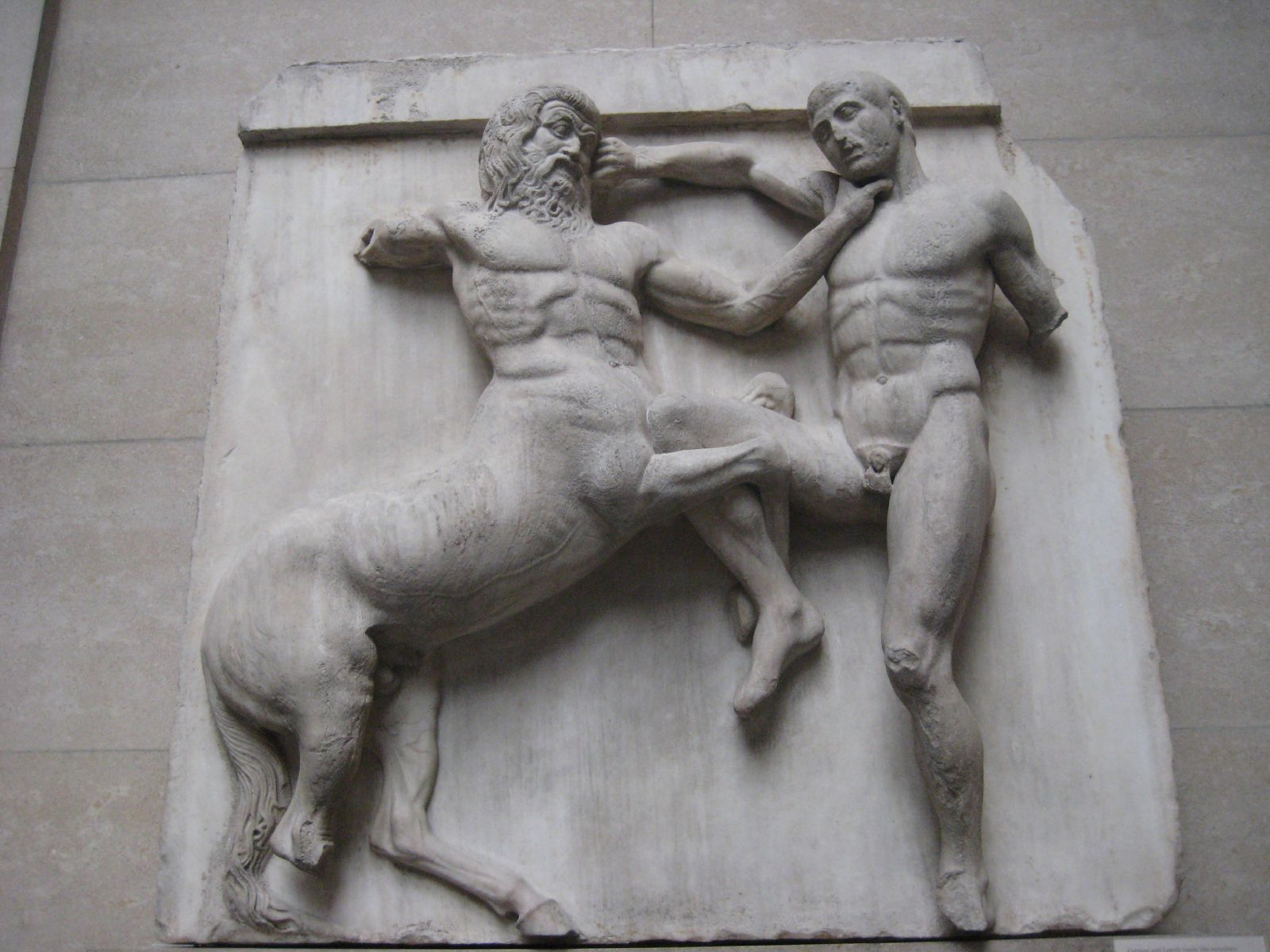
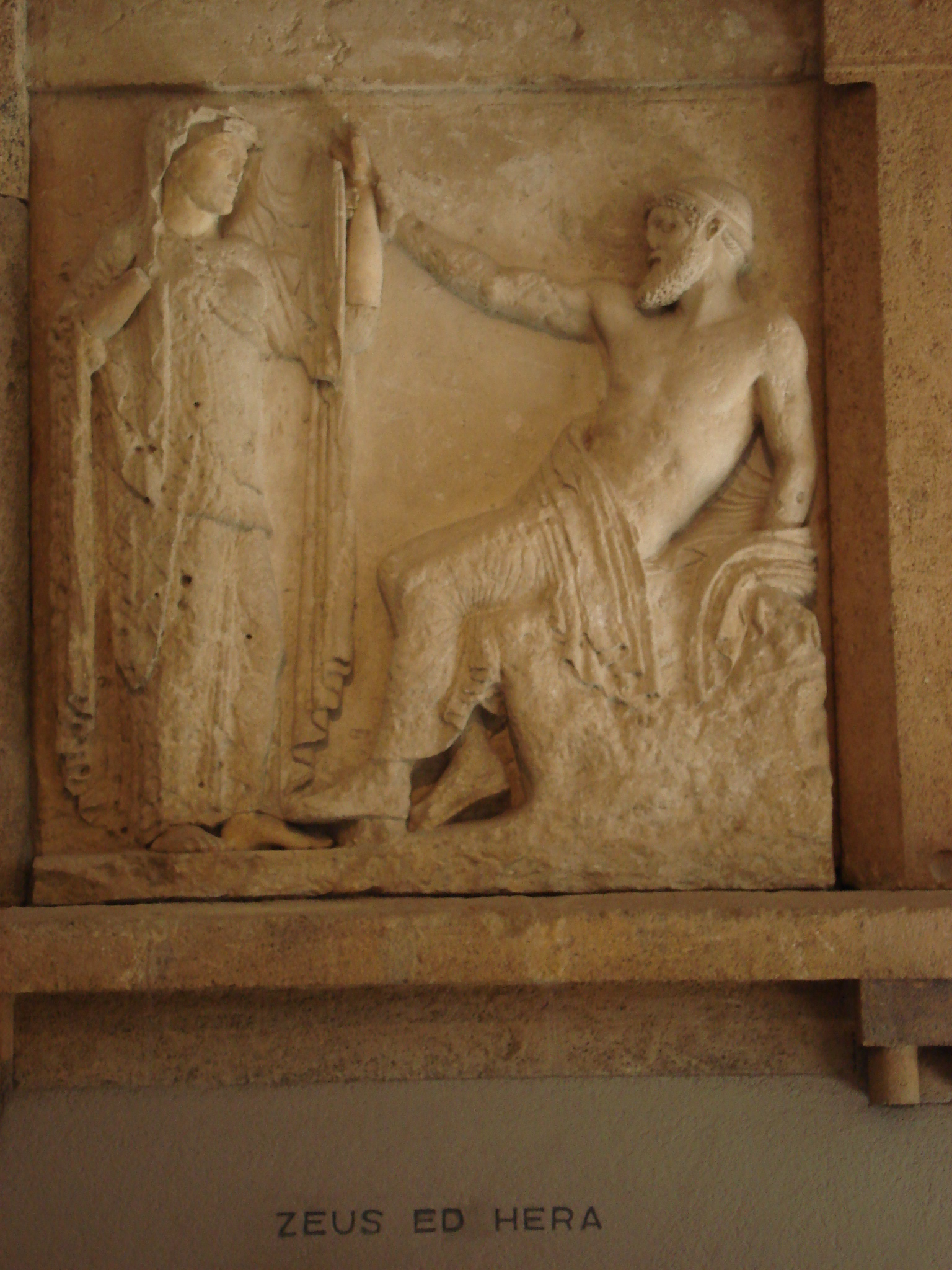
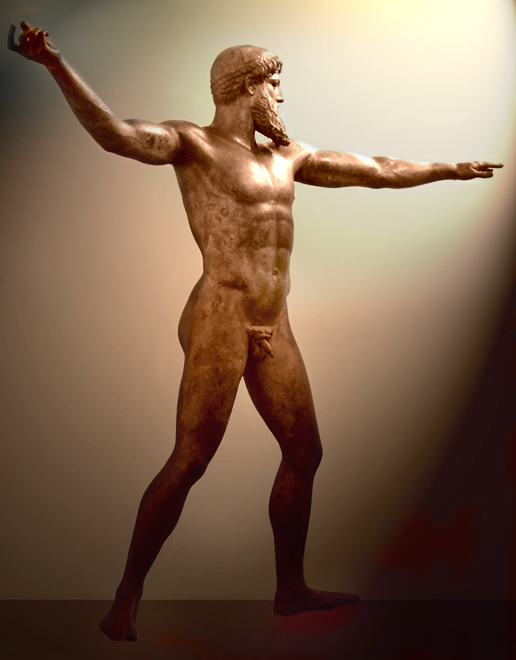
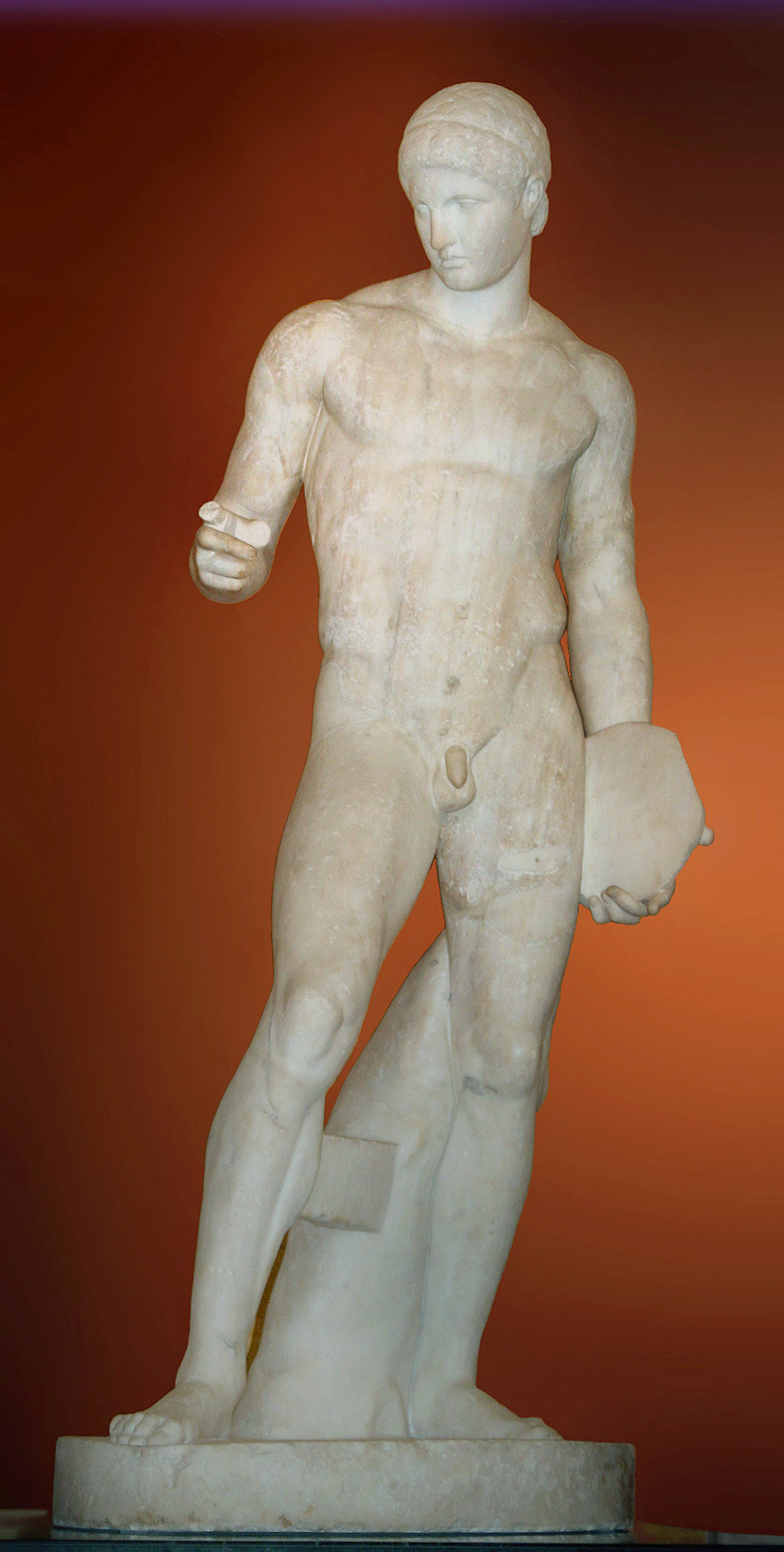
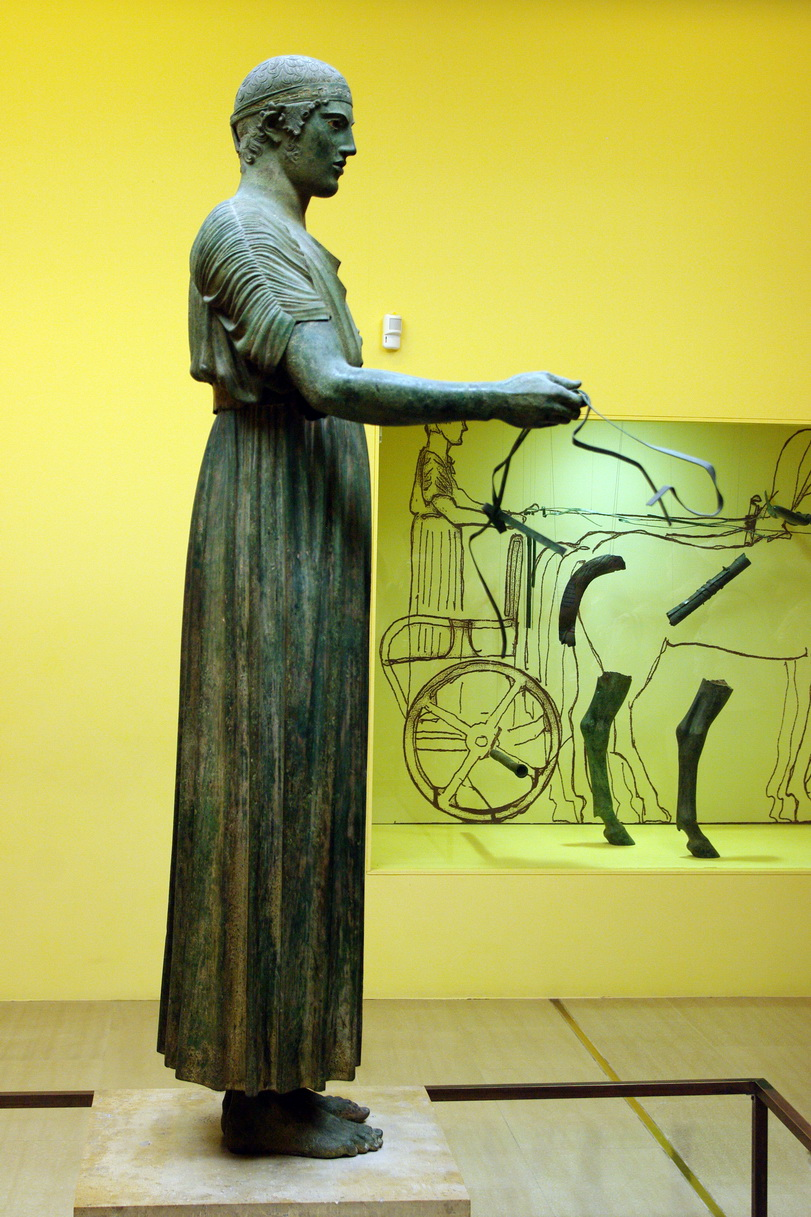
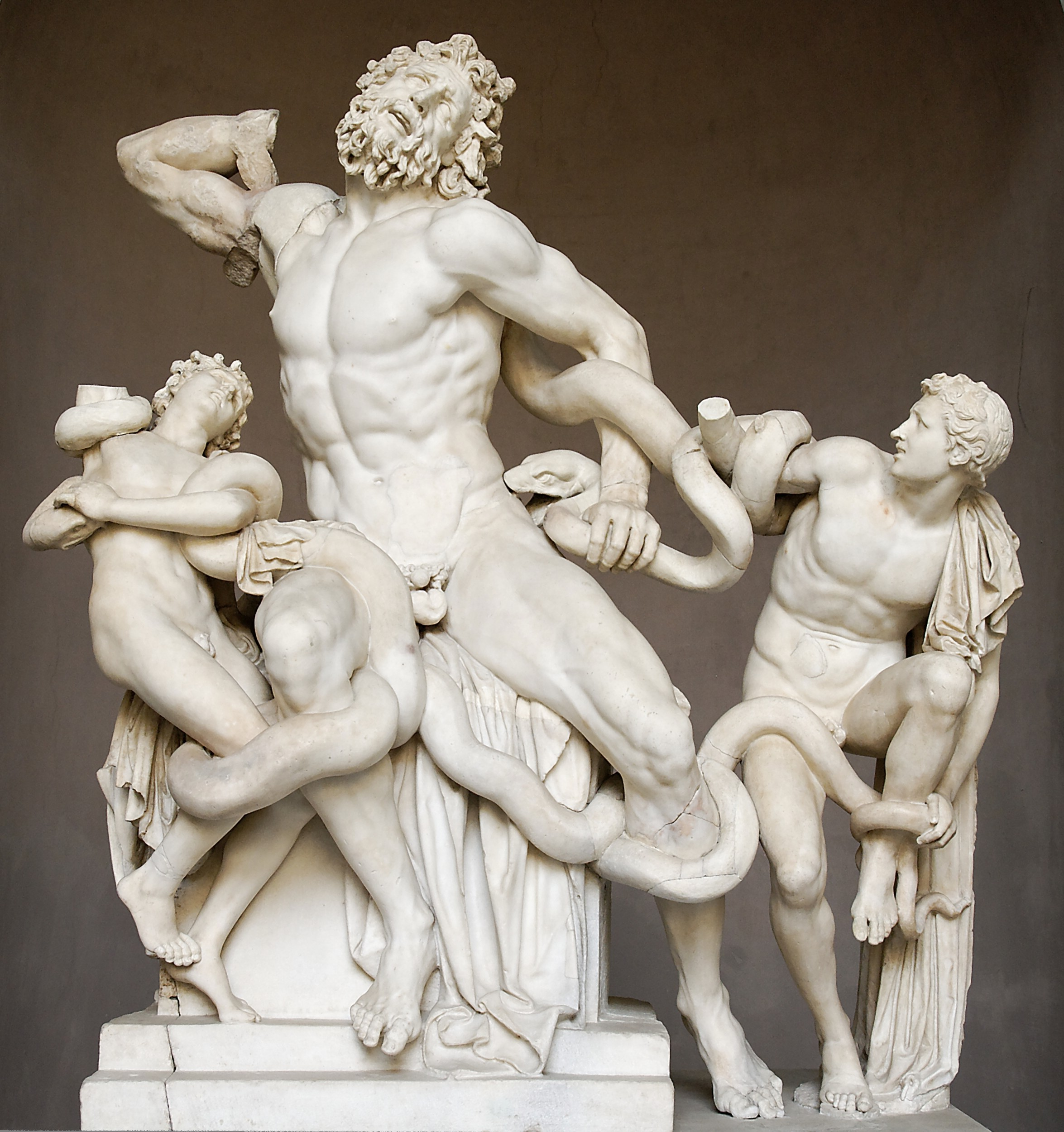
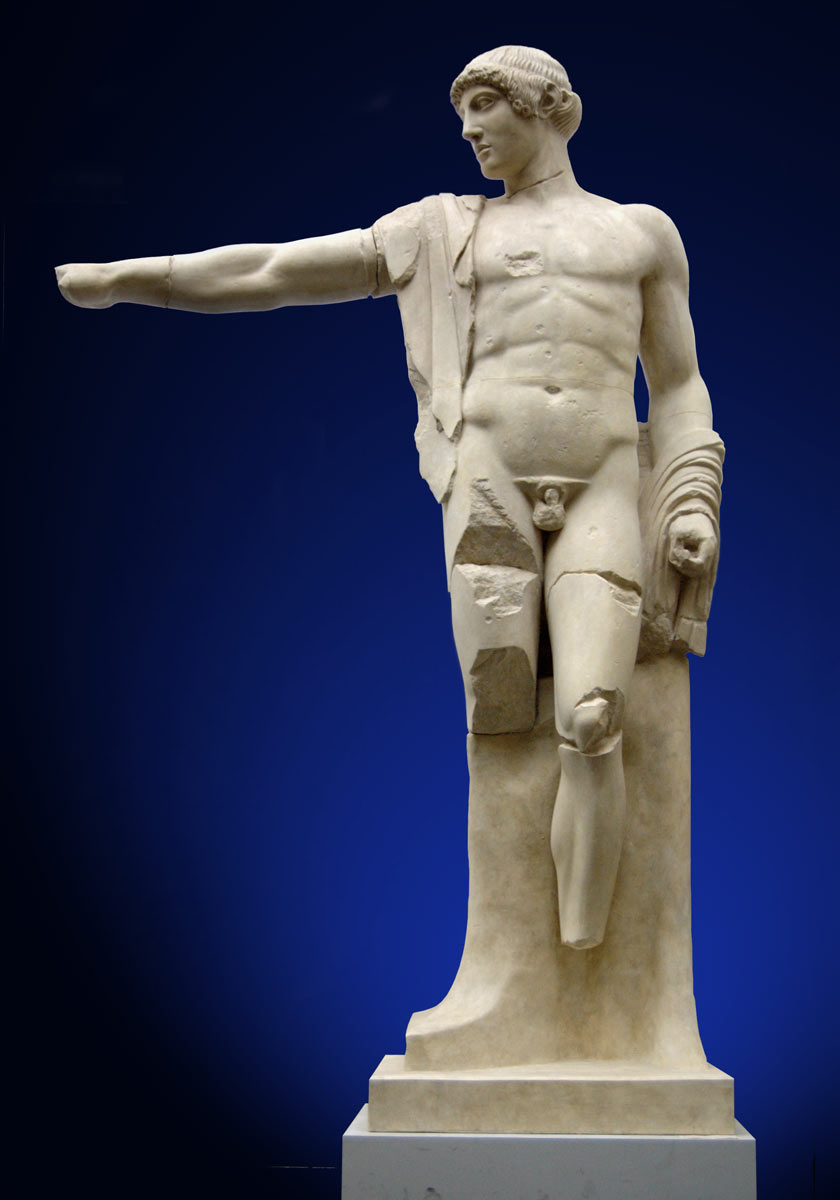
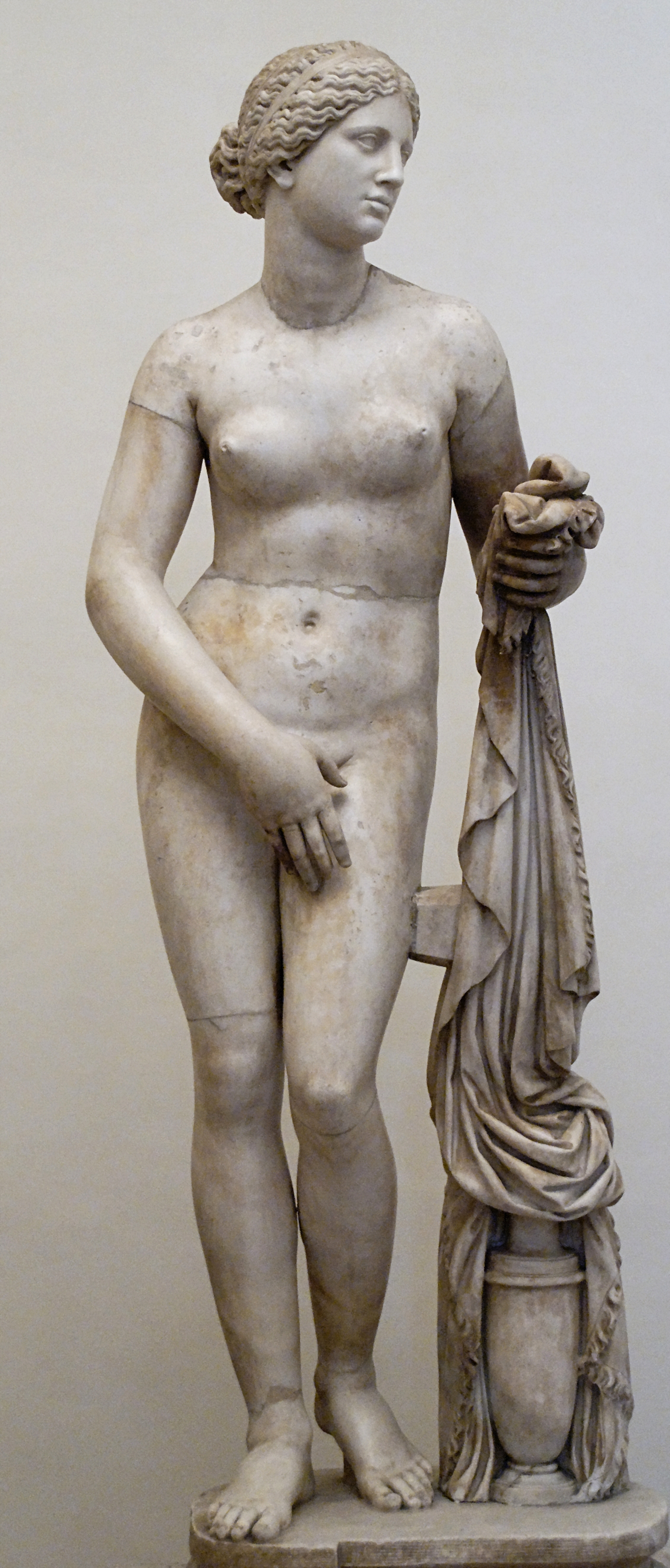
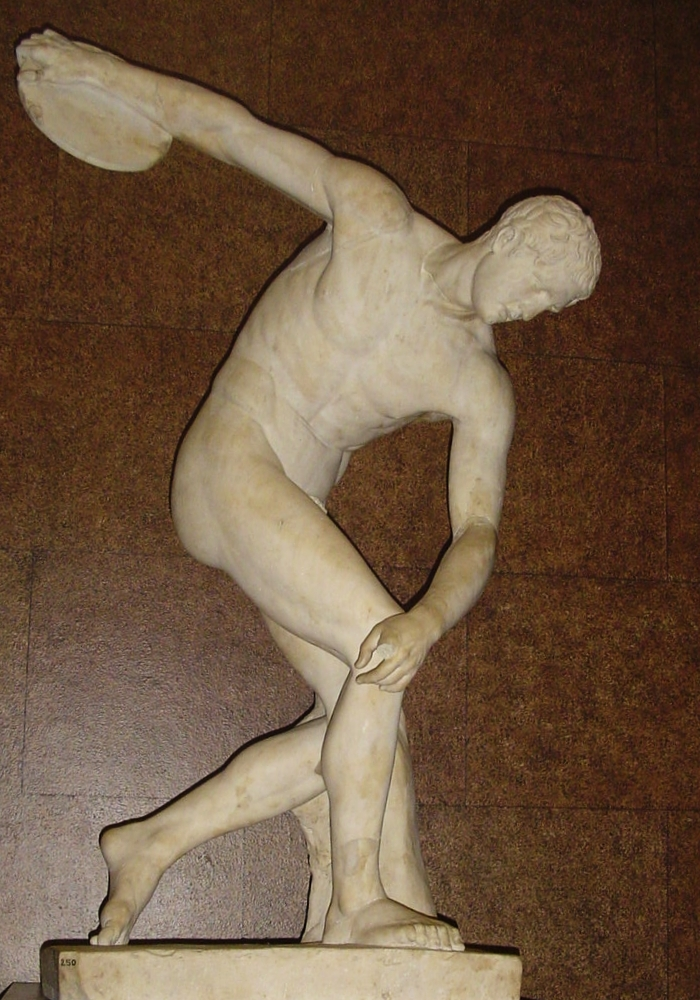
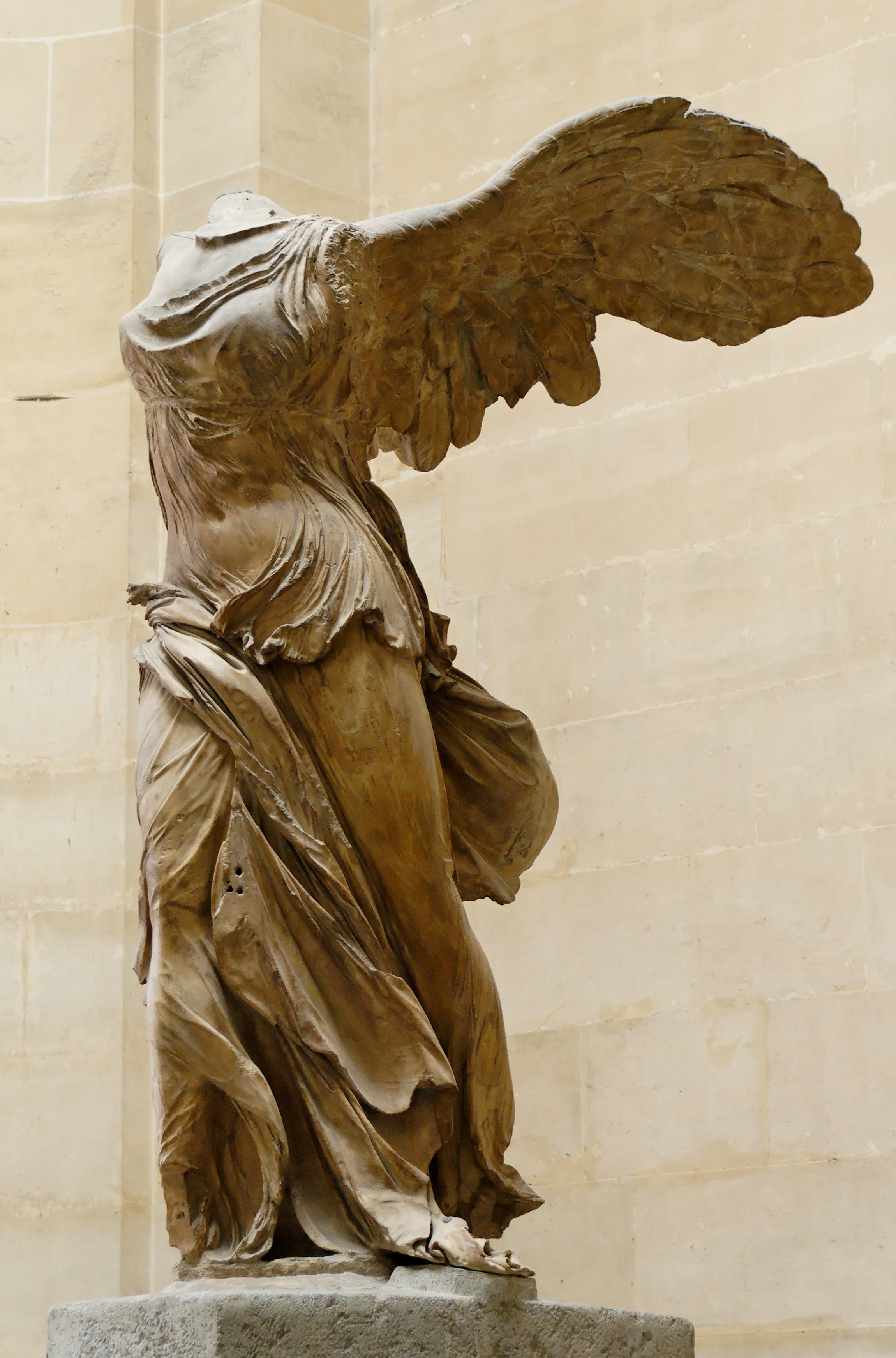

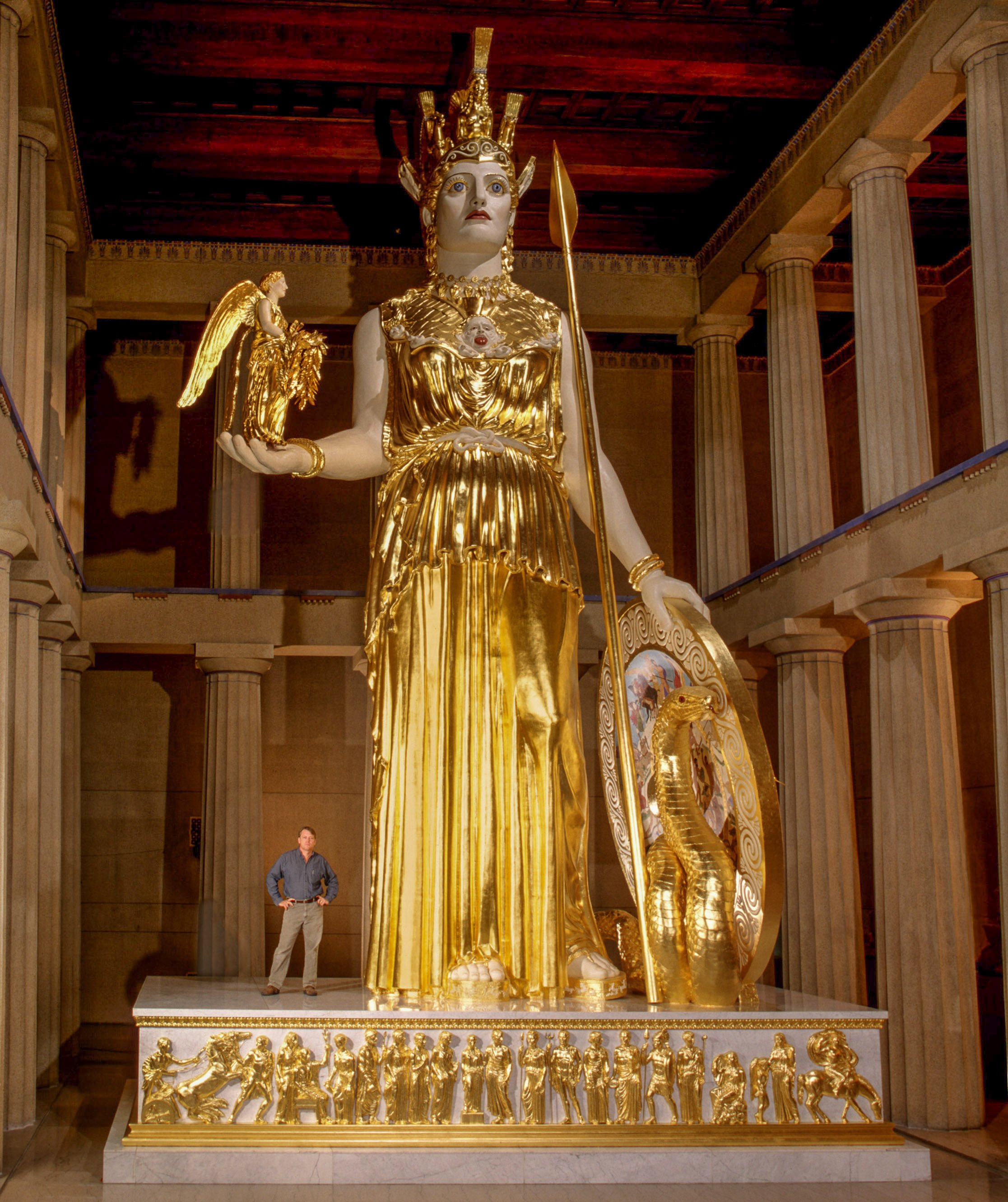
Athena Parthenos-reconstituire

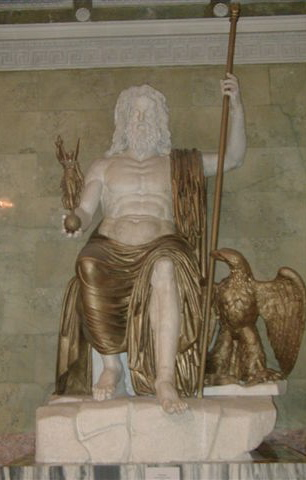
Statui lui Zeus din Olimpia-reconstituire

Metopele templului lui Zeus din Olimpia înfățișează muncile lui Hercule, remarcându-se prin soliditatea aproape arhotecturala a figurilor, chiar și statice, că cele trei verticale , a Atenei, a lui Atlas și a lui Heracle sau atunci când se lupta cu taurul din Cretă, unde liniile oblige sugerează o întreagă geometrie de forțe care se echilibrează, lupta crâncenă dintre Centauri și Lapiți, în contrast cu severitatea lui Apolo care domină scenă.
Statuia lui Poseidon/Zeus de la Artemision, ale cărui picioare depărtate, pe care greutatea corpului cade inegal, și brațele larg deschise sugerează rotația diniante de avarlirea tridentului sau fulgerului, deși la fel de solidă, pare mai mult liberă în mișcări decât solemnul Apollo de pe friza din Olimpia.
Conducătorul de car de la Delfi era rodul unei arte conștiente.  Partea de jos a corpului este alungită din grijă pentru corecția optică și mizează în permanentă efectele de contrast: grelele pliuri verticale ale chitonului, asemenea unei coloane ornate cu caneluri, pun în evidență pliurile fine de pe umeri, iar rotunjirea treptată fără aplatizări a chipului pune în valoare relieful accentuat al buzelor, în timp ce grafismul șuvițelor cizelate, lipite de cap, contrastează deopotrivă cu formă reliefată a chipului și cu tratarea plastică a buclelor laterale.
Sculptură este dusă la perfecțiune în Discobolul lui Myron din Eleutherai, care îmbină atitudini succesive ntr-un instantaneu al mișcării, ajungându-se la un realism superior.
Polyclet din Argos stabilește canonul statuii virile în Doryforul, o statuie virilă în picioare, goală, a unui purtător de lance, imobilă fără a fi țeapănă, constituind un punct de echilibru în istoria sculpturii grecești: piciorul din spate, îndoit, care abia se sprijină pe sol, sugerând o oprire în mișcare, în tmp ce ușoarele disimetrii în ce privește direcția capului, umerilor și soldurilor marchează ritmic sculptură.  O altă capodoperă o reprezintă statuia Nike Inarpitata, din păcate, capul s-a pierdut.
Opera cea mai marcantă  a secolului V i.en. o constituie sculpturile Parthenonului, al căror maestru a fost Fidias. Nu s-a păstrat nici Atena Promachos din bronz, înalta de 9 metri, nici statuile din aur și fildeș, a Atenei Parthenos și a lui Zeus din Olimpia, înalta de 12 metri, dar decorul din marmură Parthenonului ne îngăduie să apreciem capodoperele clasicismului grec-cele două frontoane, cele 92 de metope și cei 160 metri ai frizei.

#### Arhitectura

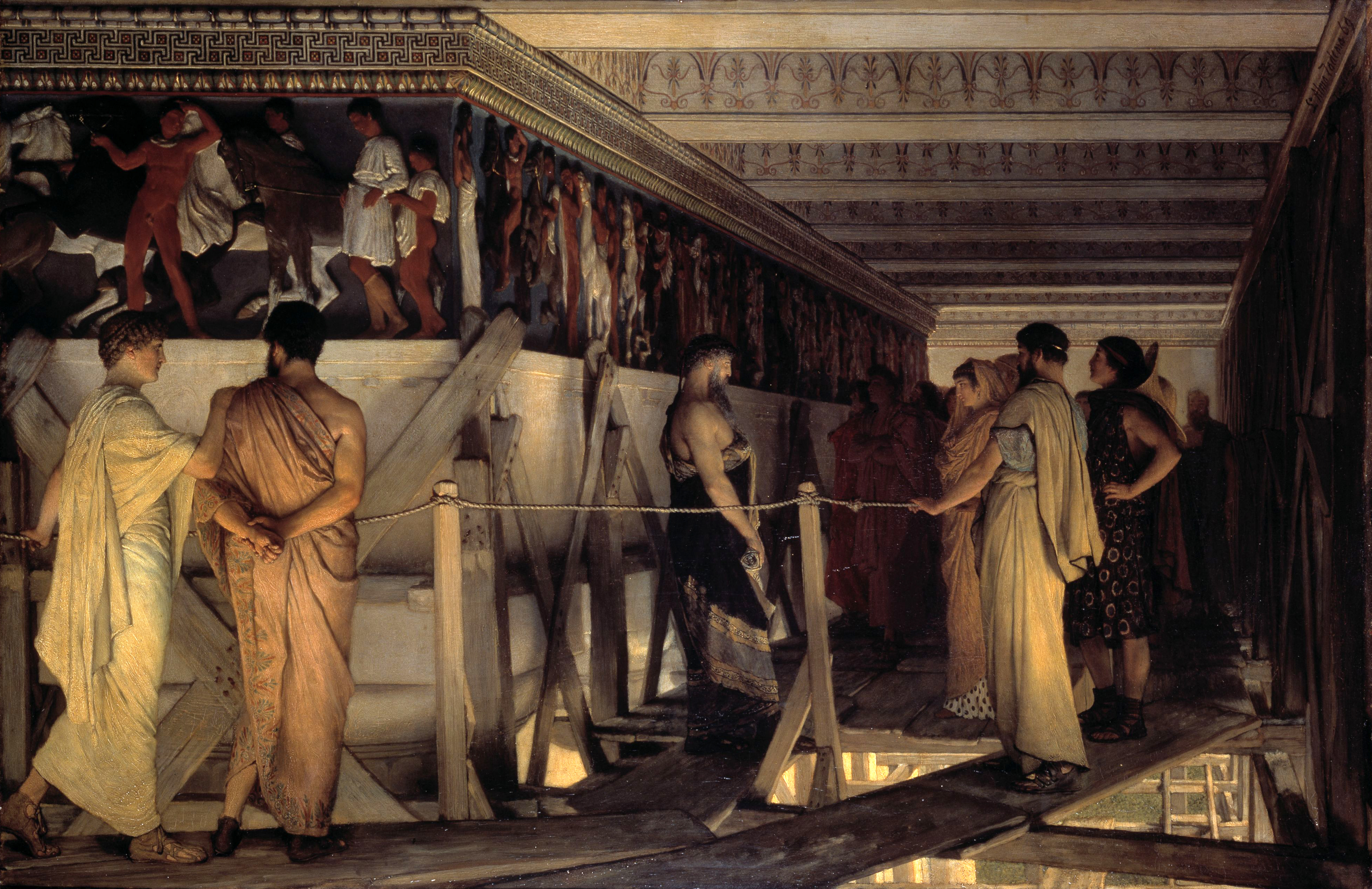
Fidias

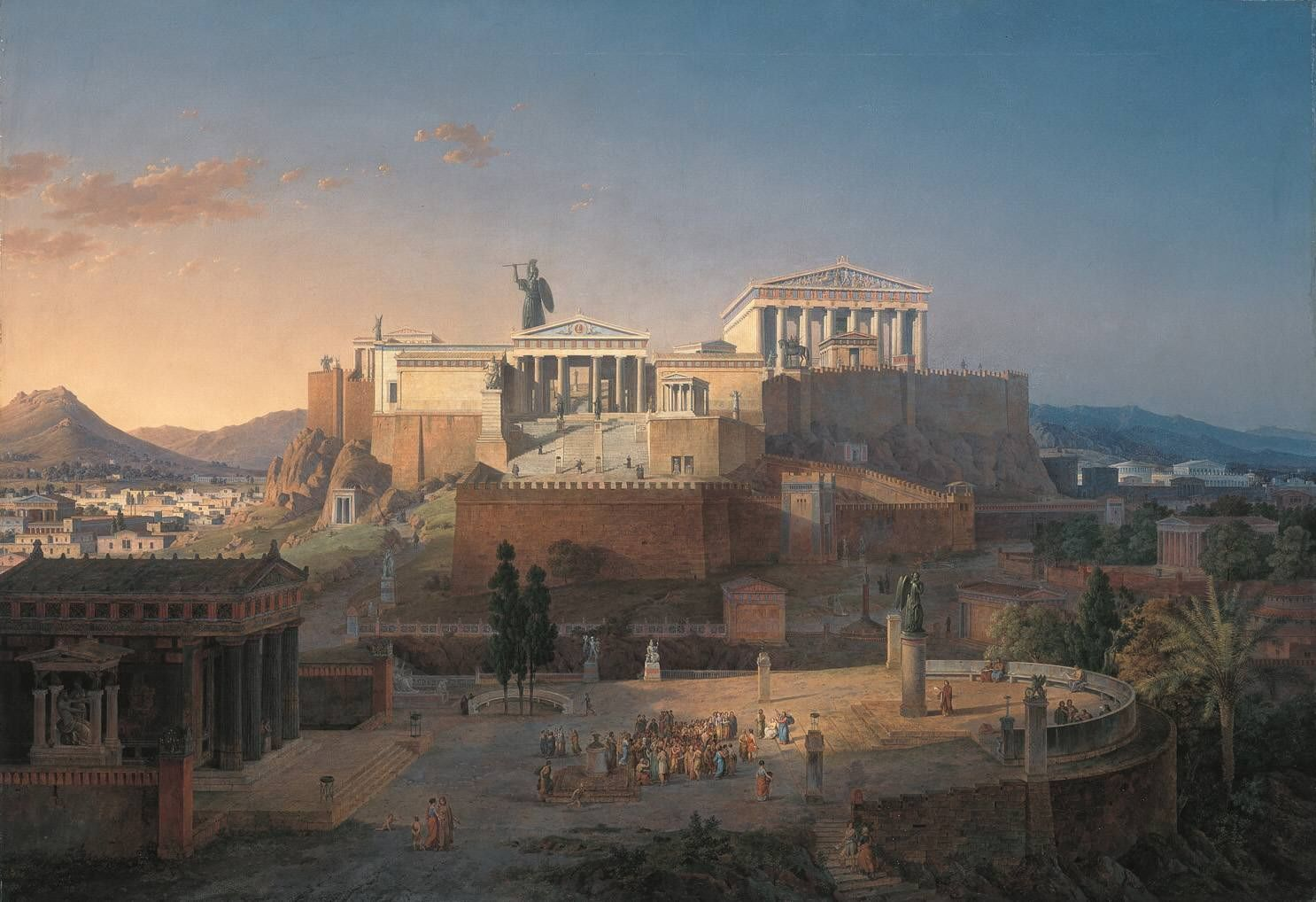
Akropolis

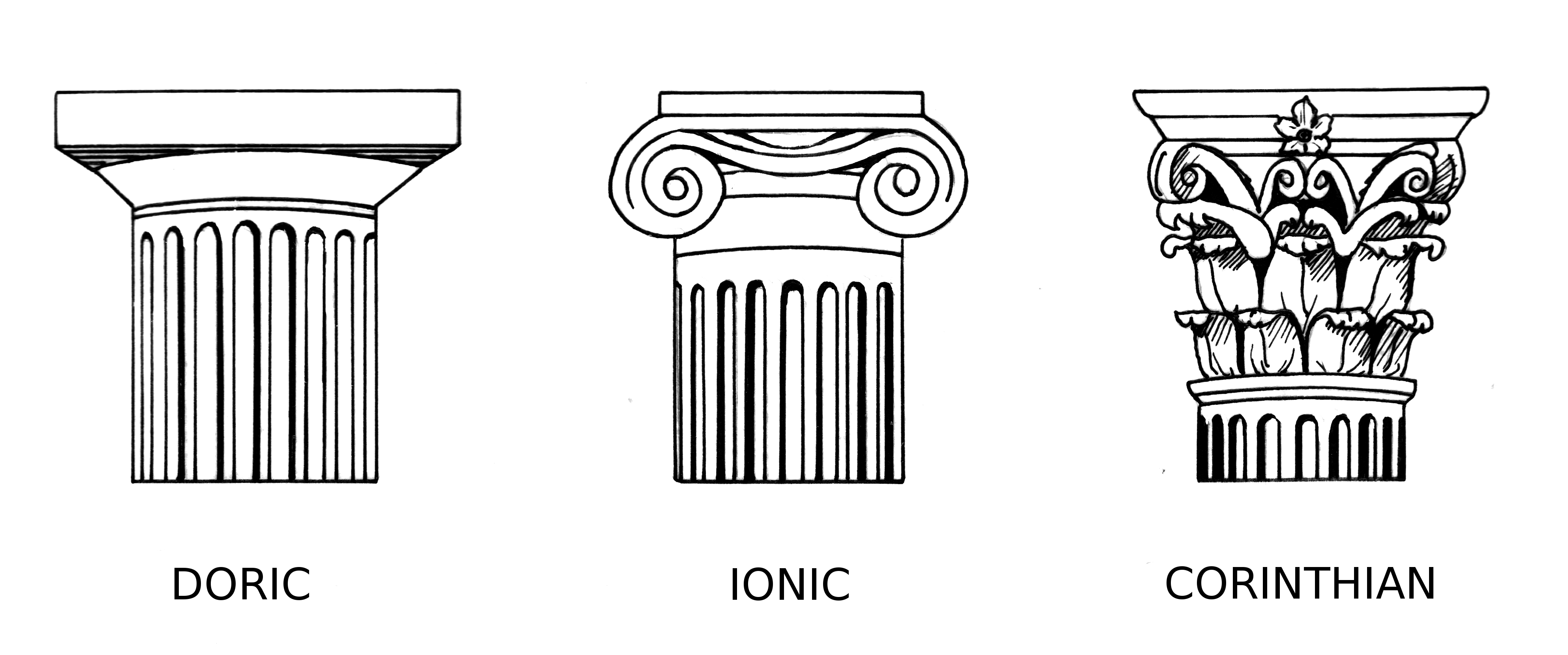
Ordine

Dintre toate stilurile arhitecturale antice, stilul de arhitectură greacă s-a dovedit a fi cel mai de durata. Arhitectură greacă este mai mult decât impresionantă, este atemporală. Nu trebuie să săpăm printre  ruine pentru a găsi arhitectură greacă , este peste tot în jurul nostru : structurile civice , primăriile, teatrele, băncile, bibliotecile, un muzeele, eficicii administrative precum Congresul Statelor Unite ale Americii din Washington DC, Memorialul Lincoln, Jefferson Memorial etc. Multe dintre aceste edificii cuprind  coloane grecești .Coloane grecești sunt împărțite  în trei stiluri : doric , ionic și corintic.Toate cele trei împărtășesc aceeași coloana cutată. Ce diferă este partea de sus , ceea ce se numește capitelul  coloanei . Soclul (fundația) este alcătuit din: stereobat (baza), krepis (treptele). Solul pe care se întinde fundația are o parte vizibilă, numită euthynerie. Treaptă superioară se numește stylobat și reprezintă fundamentul pe care stau coloanele.
•	doric, elaborat în perioada arhaică, se carcterizeaza prin robustețe forme puternice și decorații sobre. 
•	ionic, elaborat în aceeași perioada, este mai bogat decorat și are proporții mai zvelte și elegante.
•	corintic, apărut mai târziu, la sfârșitul perioadei clasice, este asemănător cu ionicul, dar are capitelul mai bogat decorat.
Grecii au construit temple impresionante , precum și trezorerii , stadioane și teatre .Templele și teatrele grecești reprezentau clădiri mărețe ale Greciei antice. Templele erau construite pe piloni, fiind alcătuite din structuri rectangulare închise, cu acoperișuri joase, ce se sprijineau pe coloane. Teatrele erau prevăzute cu locuri pentru șezut (gradene), amplasate circular și pe niveluri diferite (trepte). Arhitectură grecească a moștenit numeroase elemente din culturi și timpuri diferite.
Coloana dorică a apărut pentru prima dată pe teritoriul Greciei antice îmbinând capitelul micenian cu o coloana verticală de formă conică, în stilul arhitectural al egiptenilor, cu care grecii au avut legături strânse încă din sec. VII i.Hr.
Coloana dorică a fost apoi înlocuită cu coloana ionică, originară din Asia Mică. 
Prima coloana corintică se află în templul lui Apollo Epicurius din Bassae. Ea pornește de la stilul ionic, însă reprezintă un capitel floral elaborat. Acest stil a devenit popular odată cu dezvoltarea civilizației române.Arhitectură Greciei antice ilustrează interesul grecilor pentru organizarea orașelor-state, realizarea de construcții funcționale pentru necesitățile lor materiale și spirituale și stabilirea unor principii estetice.
Poate cel mai faimos templu grec este Partenonul. Atenienii au început să-l construiască  la Atena în 447 i.en. și l-au  finalizat   15 ani mai târziu . Că toate orașele- state grecești , atenienii construiau  templele lor cele mai impresionante în vârful celui mai înalt punct din oraș , numit acropola ( literalmente " oraș mare " ).
Partenonul a avut toate elementele unui templu grecesc : coloanele și antablament , frontonul plin de sculpturi . A  avut chiar și caracteristici suplimentare : metope înfățișând o lupta între centauri și Lapiți , al doilea rând de coloane cu friza lor  reprezentând o procesiune civică de atenieni în detaliu rafinat, și în naos,  statuia Atenei , cu coloane ionice delicate pe interior .
Trezoreriile și stadioane pan- elenice  importante cum ar fi Delphi și Olympia , erau  locuri în care toți grecii  veneau să se închine , să întâlnească și să concureze . Stadioane erau locul pentru a viziona concursurile, concurentele și jocurile olimpice . 
Cu toate acestea,  elementul cel mai evident al arhitecturii grecești  este teatrul . Teatrul a fost atât religioas  și competitiv  ,  organizându-se evenimente sportive de teatru și concursuri de muzică .
Teatrele grecești sunt o minune a ingineriei grecești: erau suficient de încăpătoare  pentru a găzdui mii de  spectatori, având acustitate crescută  .  
În teatrul de la Epidaur,  chiar și cea mai mică șoaptă rezonează Grecii ne-a lăsat că moștenire arhitectură.

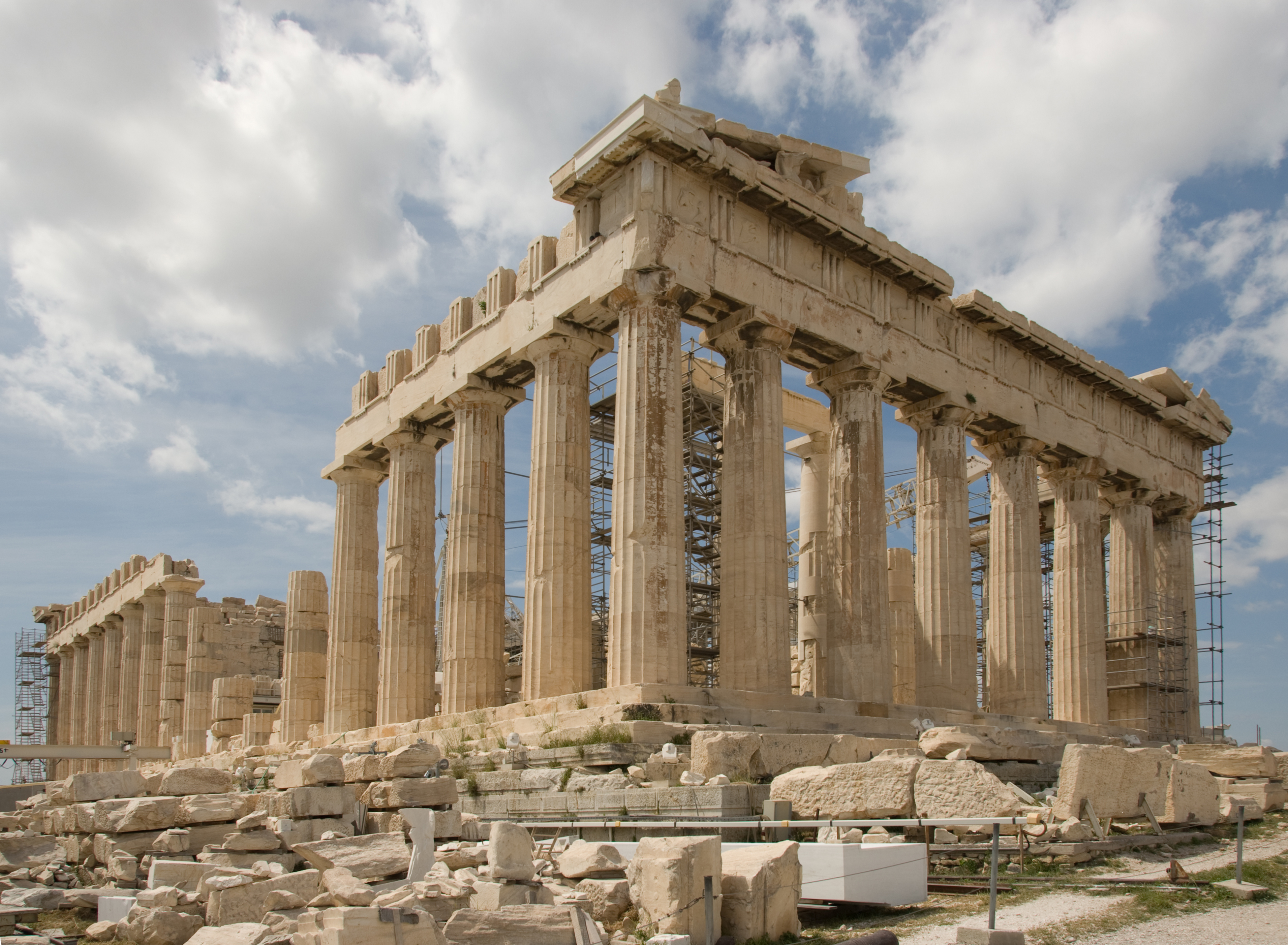
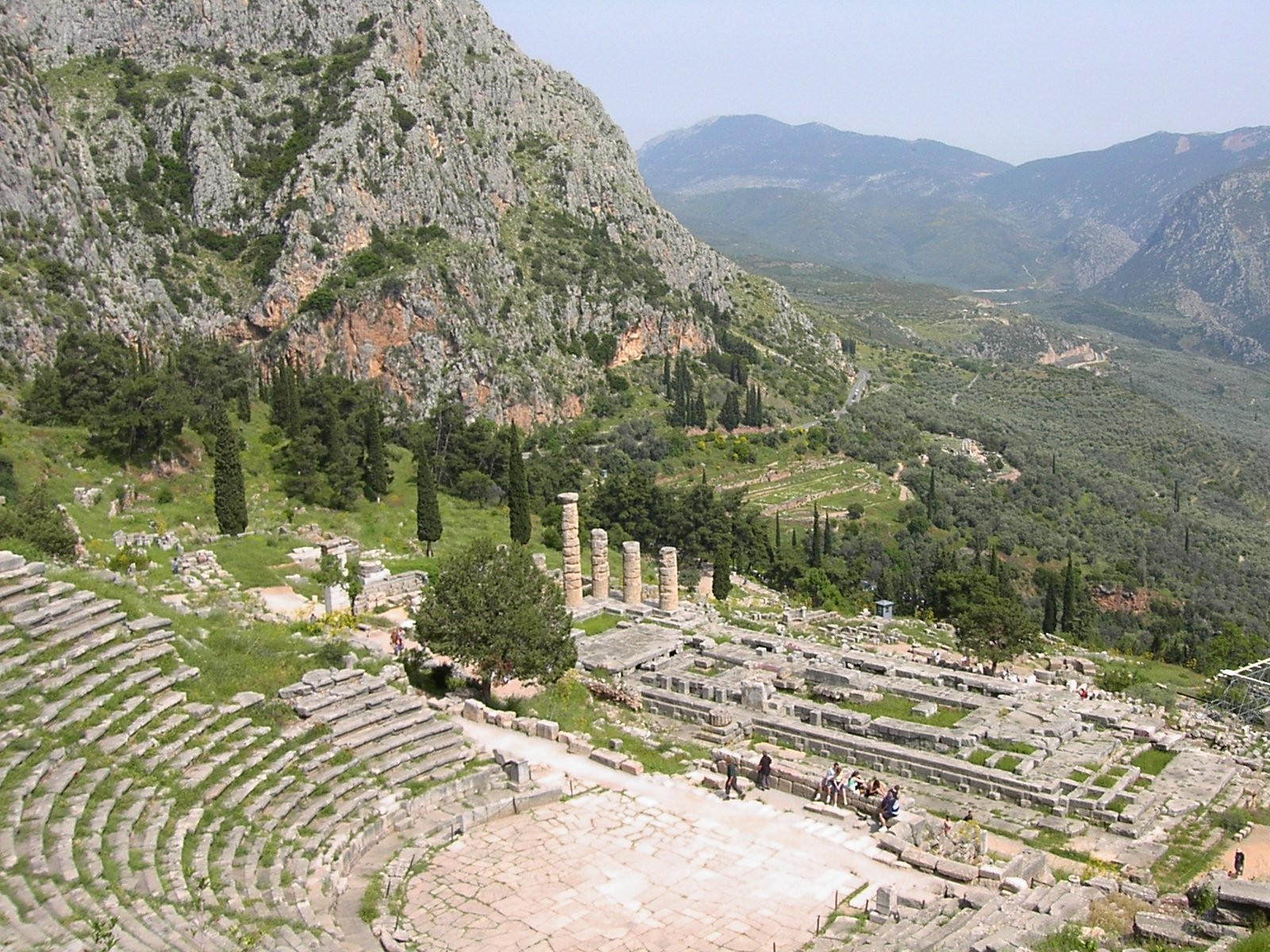
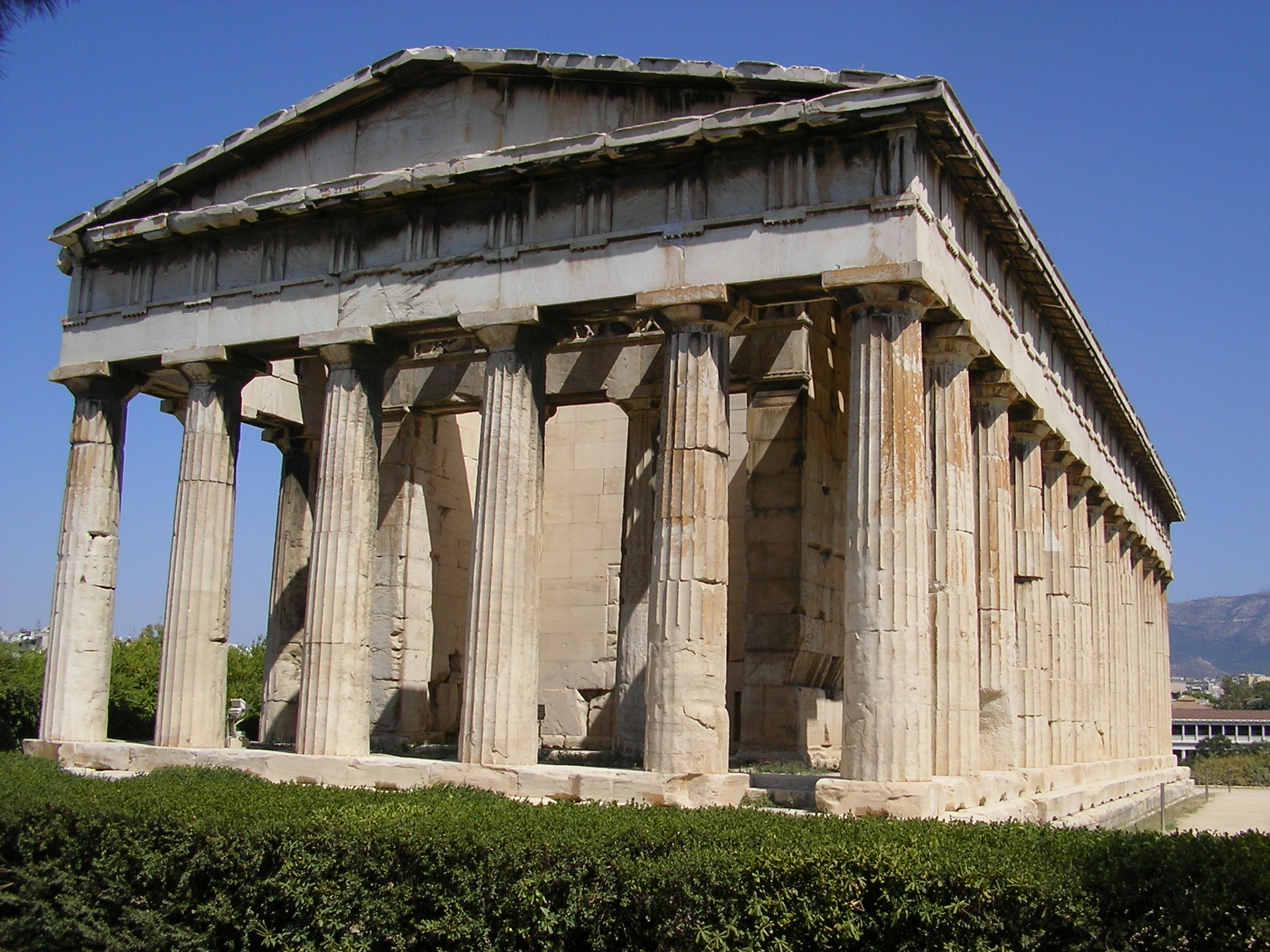
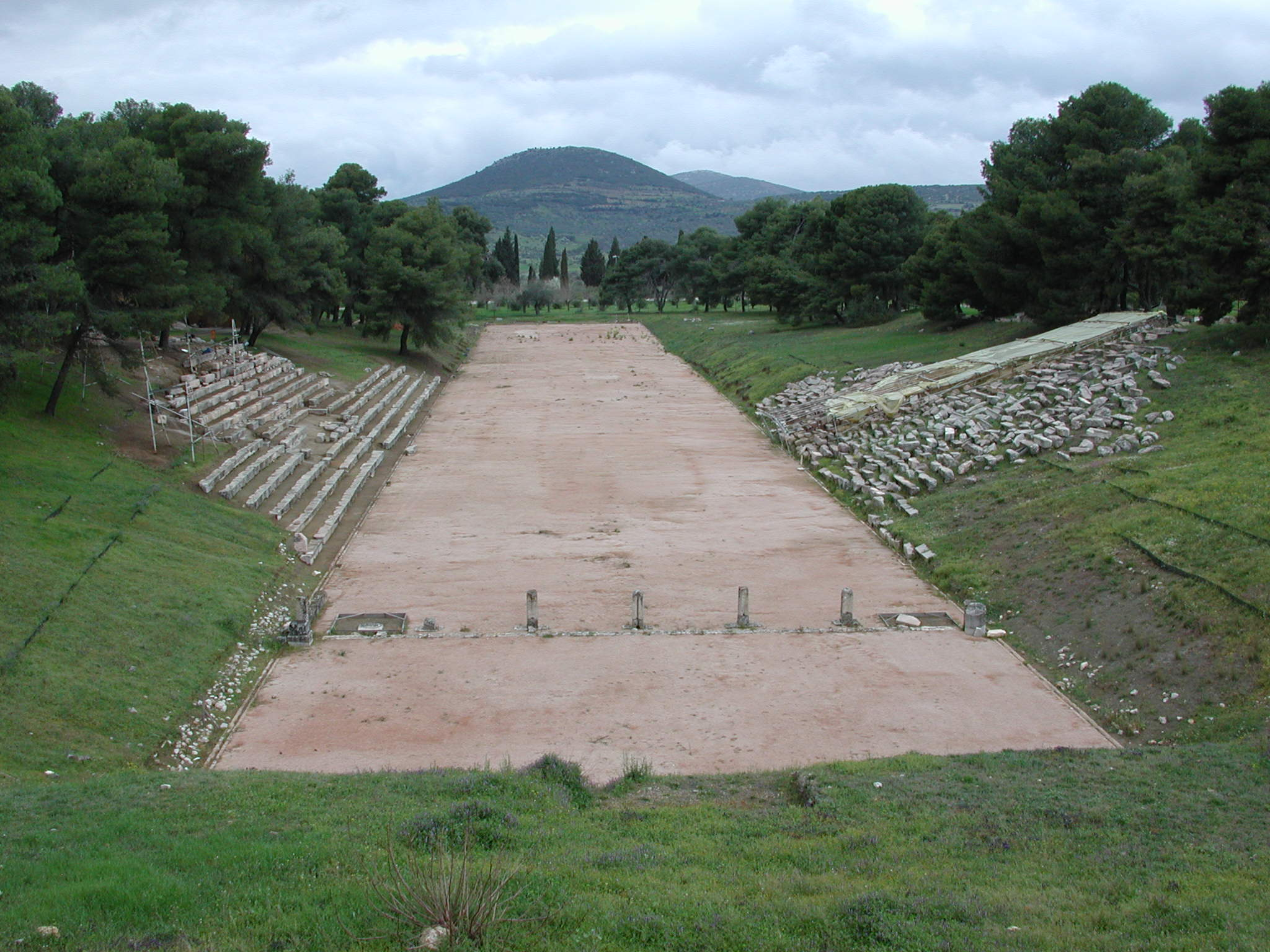
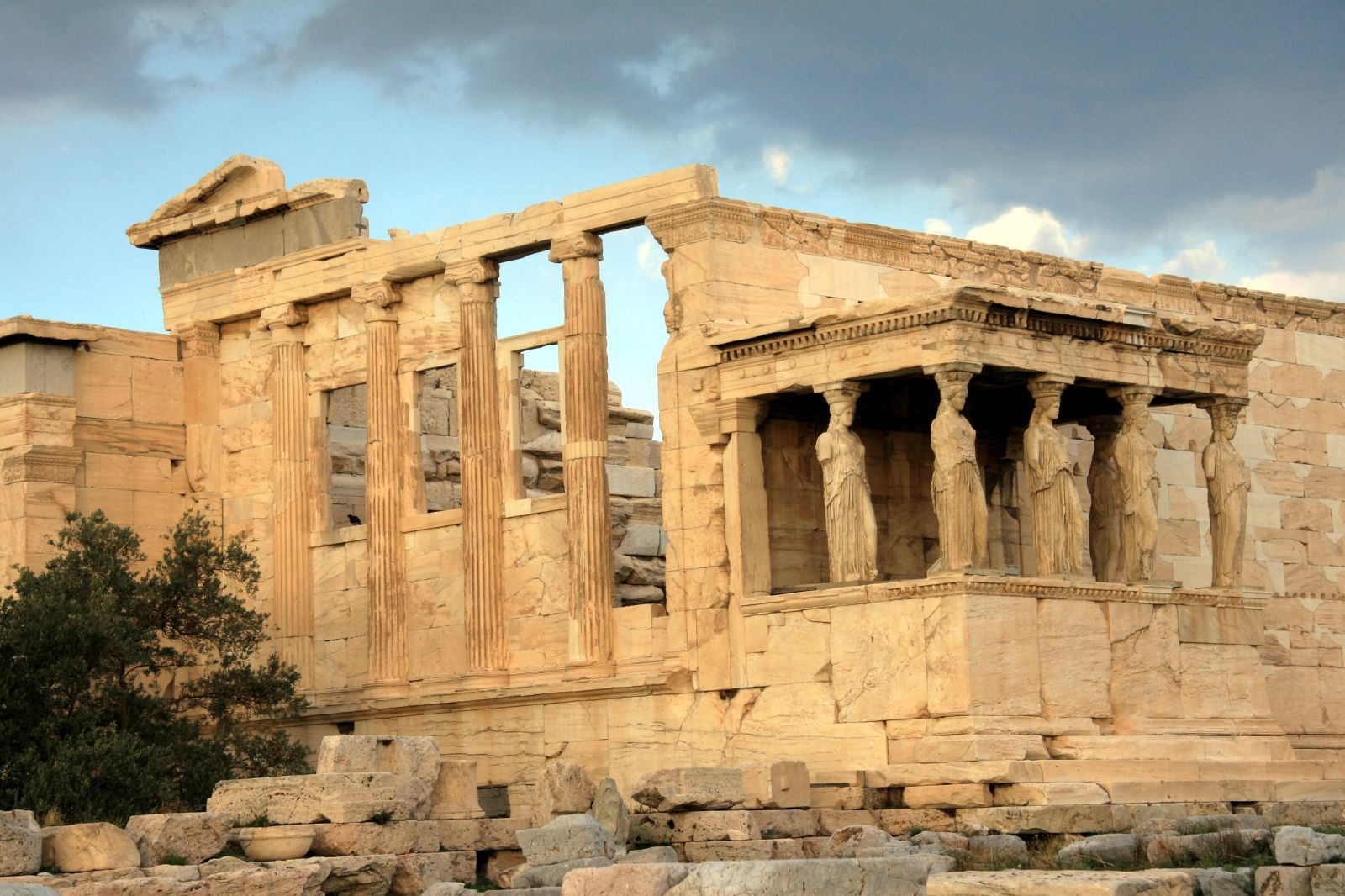
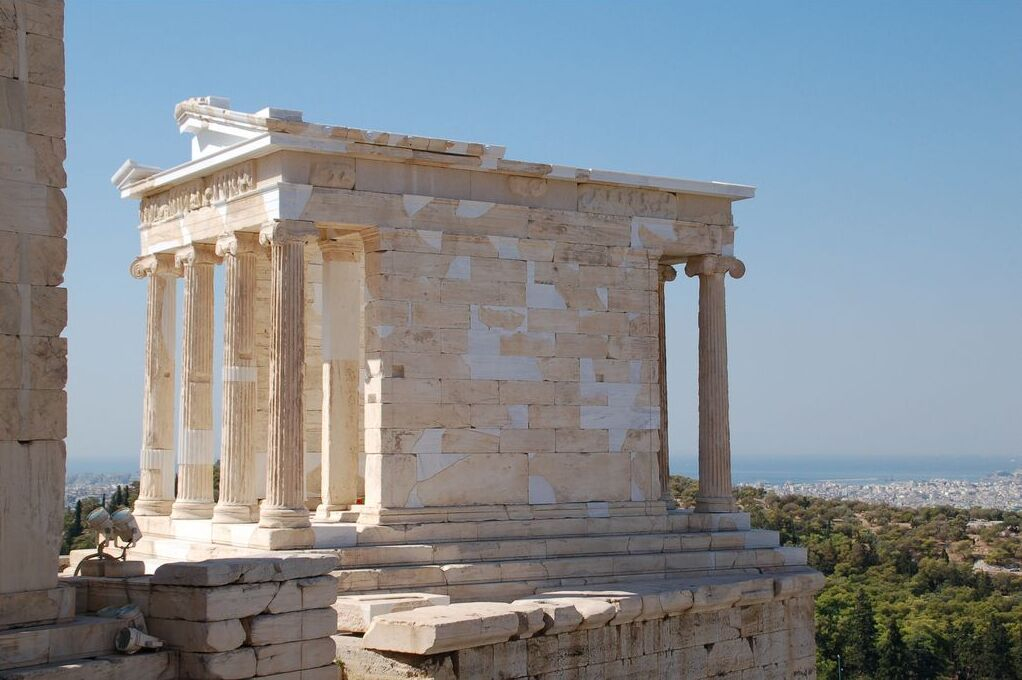
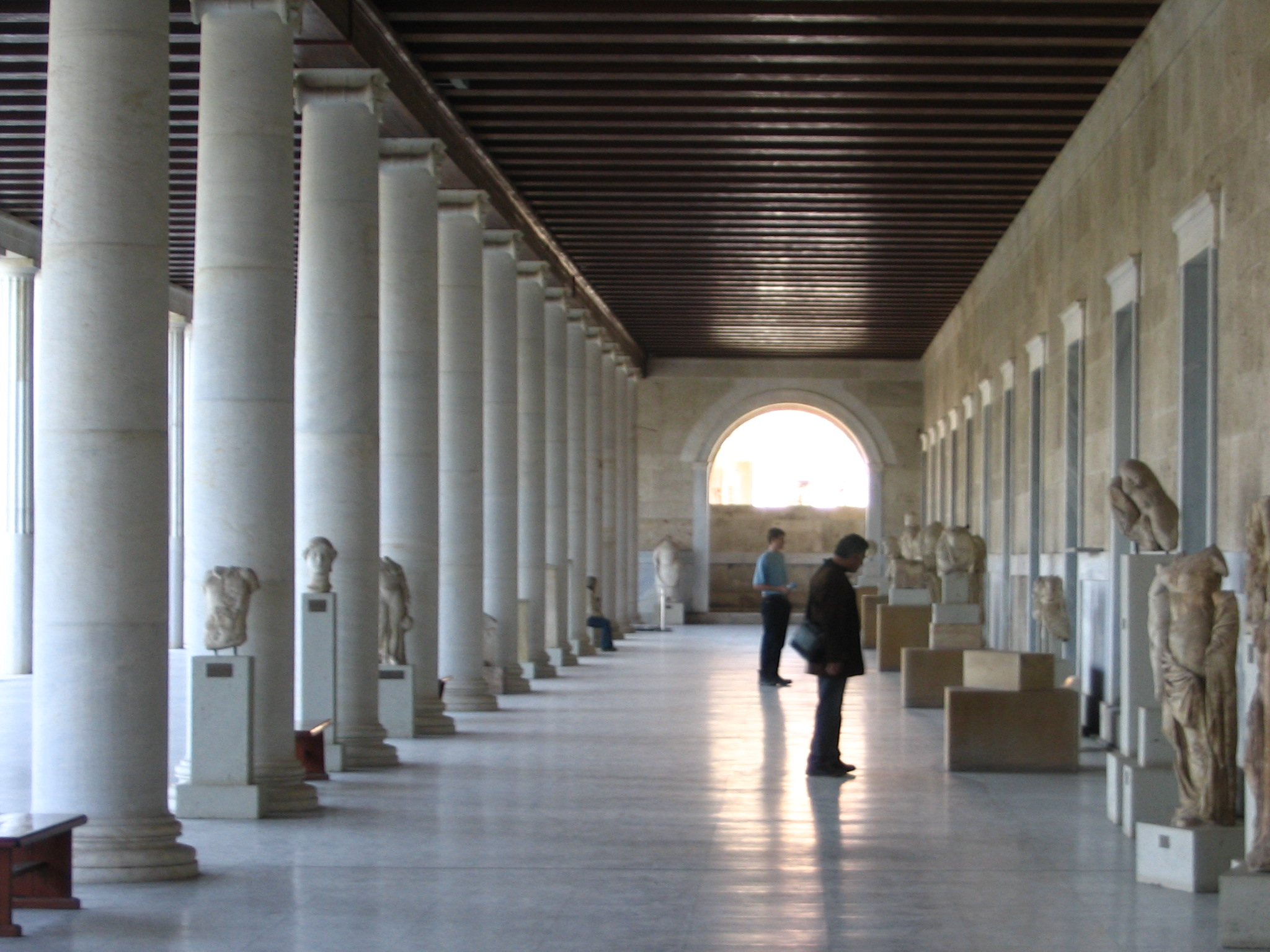
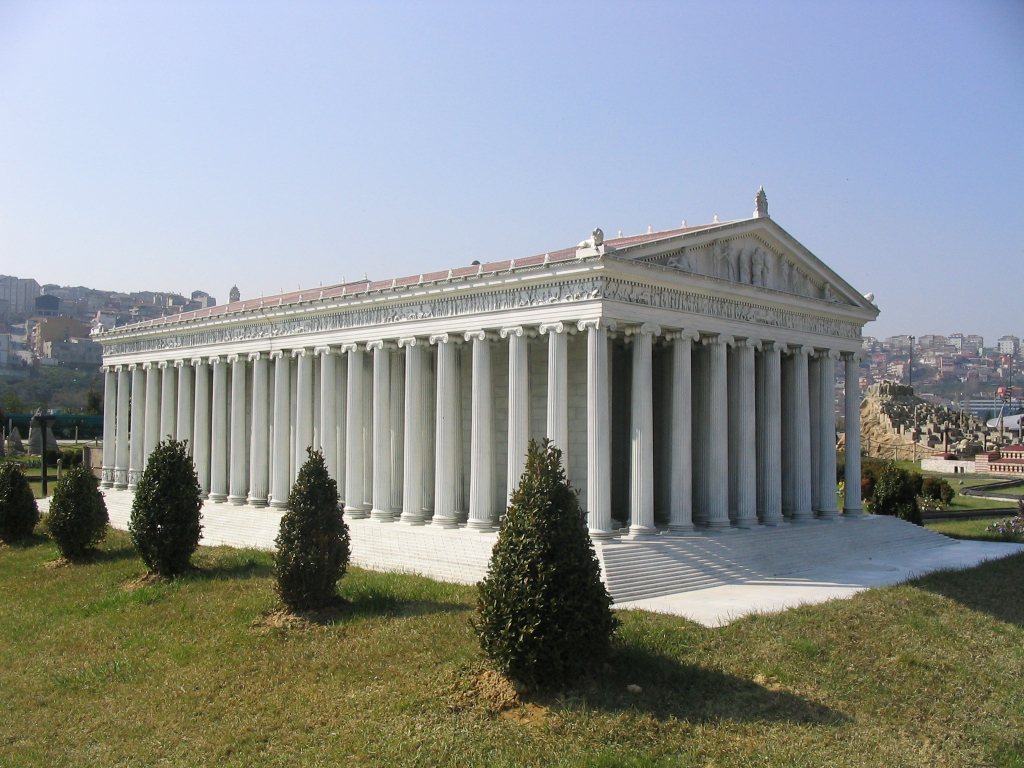
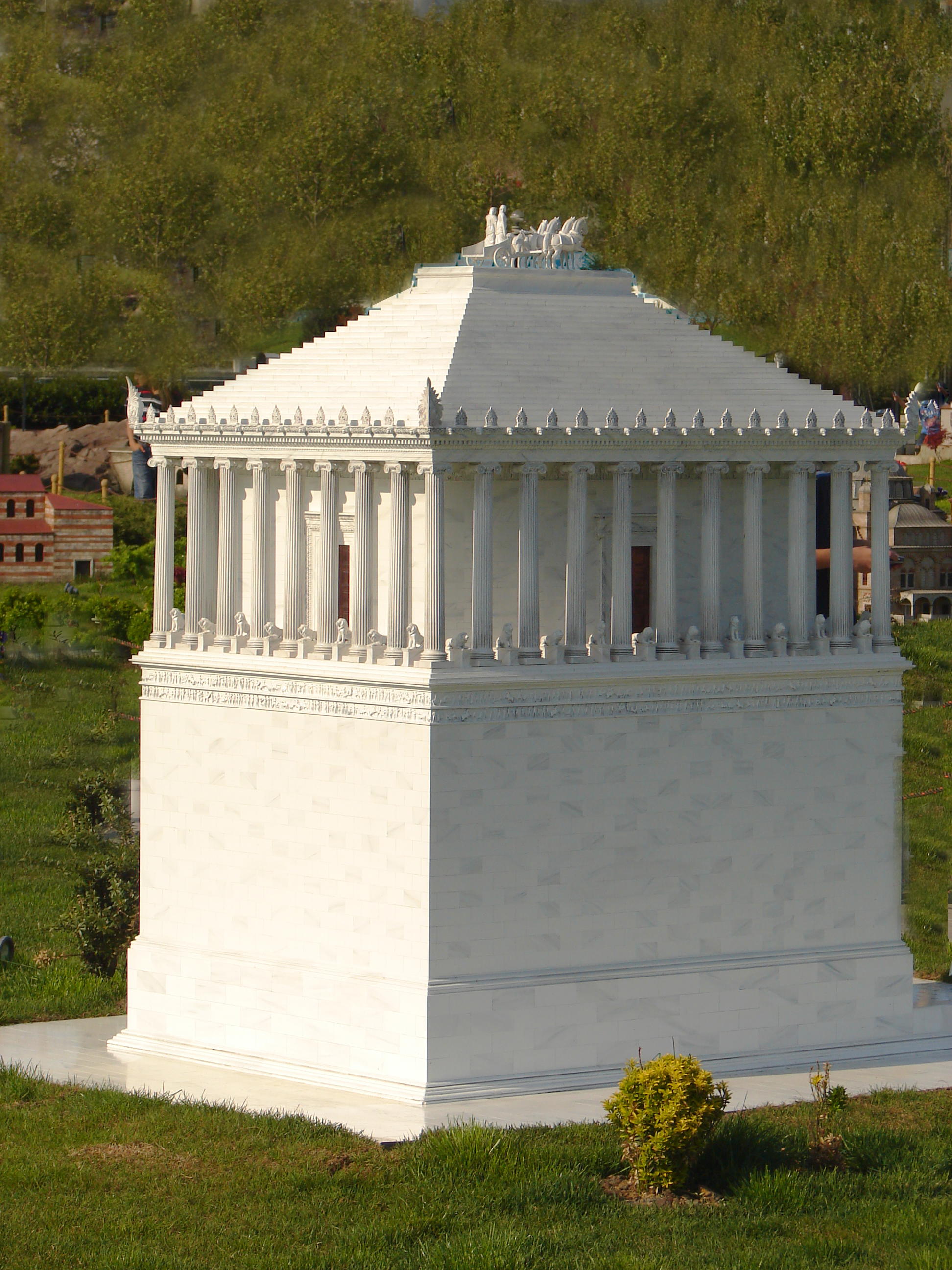

În 3000 ani nici un alt stil  nu se potrivea cu echilibrul grec la  elegantă și putere , har și gravitație . Sigur , arcadele române sunt destul de utile , și cupole lor sfidează gravitația . Castele medievale poate sunt grandioase , și catedralele gotice îți iau   respirația  . Cu toate acestea, arhitectură română a fost  întotdeauna mult mai practică decât artistică . Castelele sunt relicve frumoase . Și nu se mai construiesc    catedrale gotice în prezent.  Nici  vastitatea de zgârie-nori  din oțel și sticlă  nu se pretează la o experiență umană .   Grecii și-au sugerat grandoarea  doar cu curbe și unghiuri, coloane și metope, frize și frontiane.
Arhitectură greacă ,  croită de  percepția umană , într-un fel  născocește o  măreție monumentală ce depășește și cel mai înalt zgârie-nori din prezent.

### Filosofia

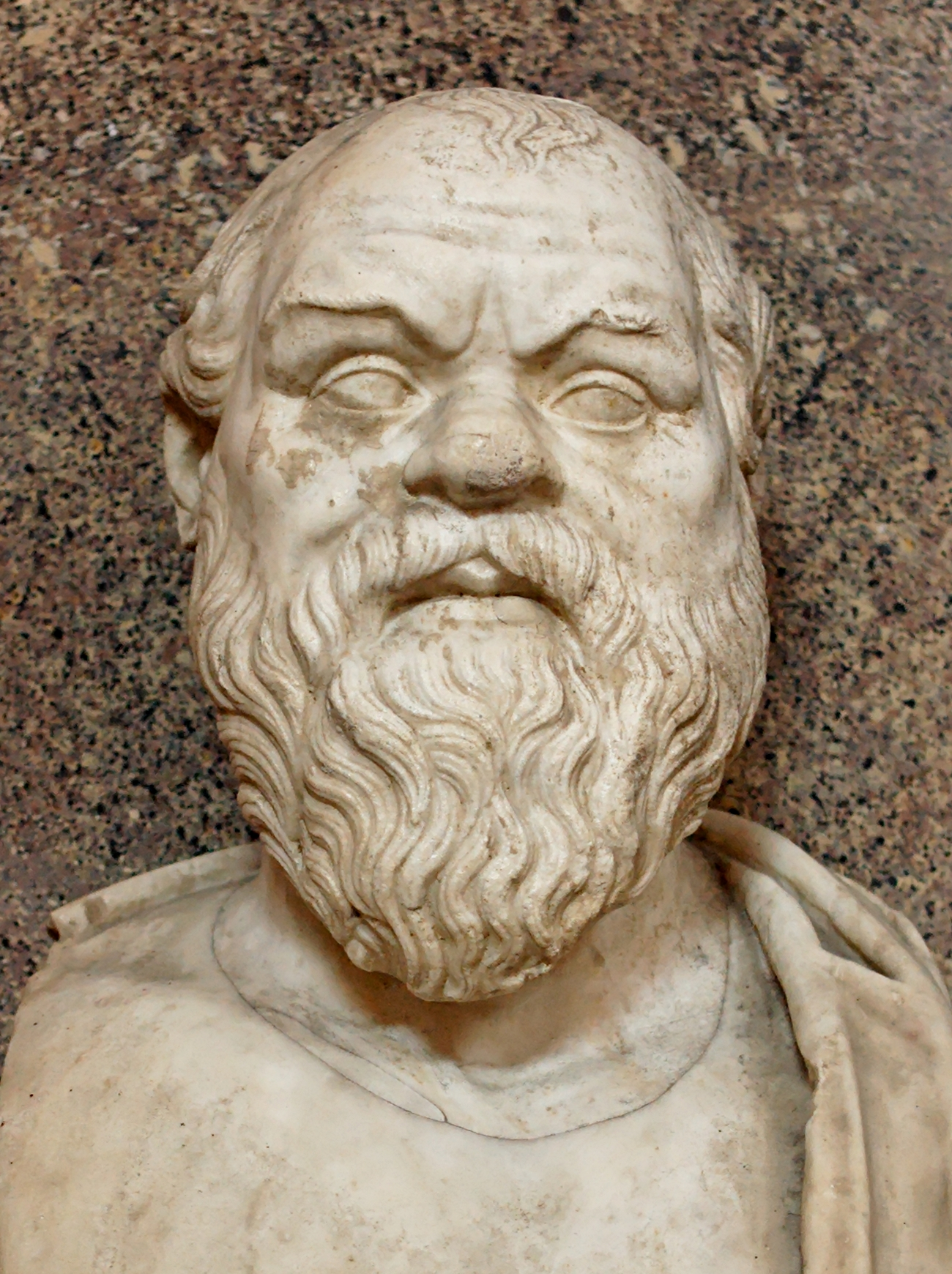
Socrate

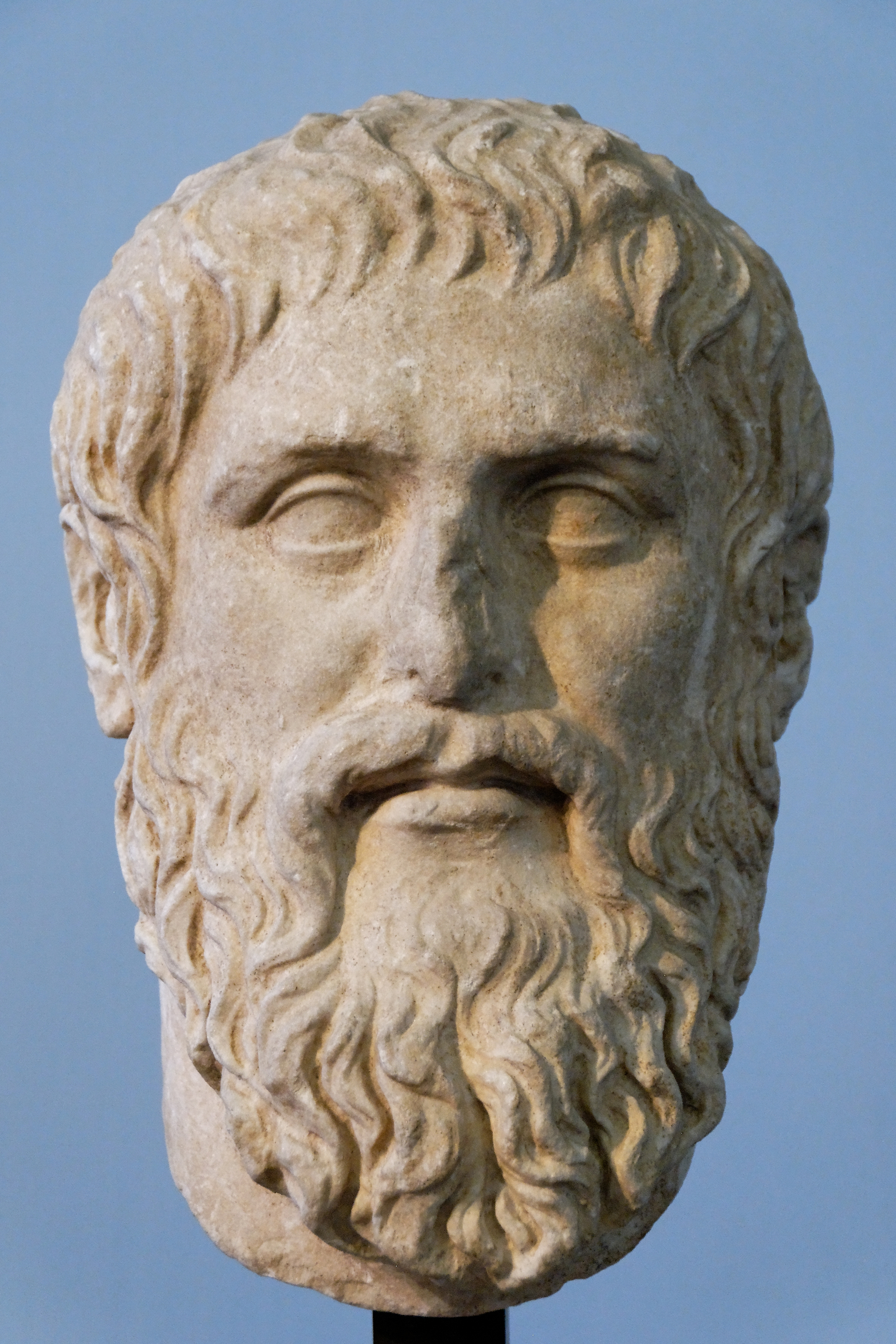
Plato

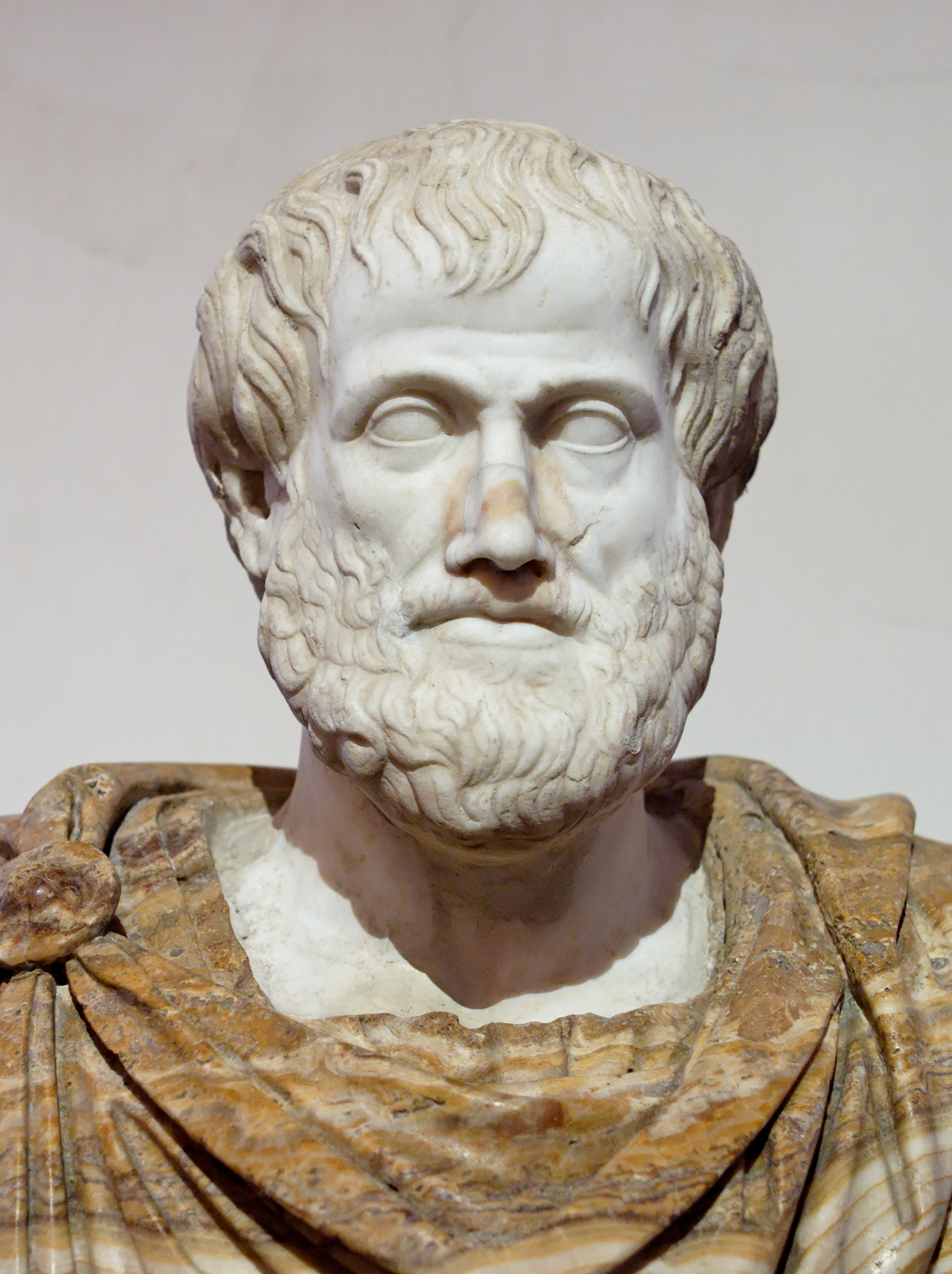
Aristotel

Filosofia își are originea în orașele-state grecești, la începutul secolului VI i.en.. Predecesorii lui Socrate poartă numele de presocraticii. Presocraticii au căutat noi modalități de a explică lumea, fără a recurge la mitologie ori la divinitate. Au apărut doi matematicieni de excepție: Tales din Milet și Pitagora din Samos. După ce au făcut descoperiri cruciale în domeniul matematicii, ei au stabilit paralele cu natură lucrurilor.
Alți filosofi au cugetat asupra materiei originare sau a primului principiu-arche, ce stă la baza existenței lumii.  Tales susținea că apă este substanță primară, iar Empedocle identifica arche-ul cu patru elemente: apă, focul, aerul și pământul, iar Anaximandru consideră că ar fi infinitul, presupunând existența unui intelect nous ce înconjura lumea. Parmenide a făcut diferența între lumea empirică, inaccesibilă rațiunii, și lumea intelectului i ncare se regăsește adevărul existenței. Spre deosebire de ei, Heraclit vedea lumea că pe o realitate în permanentă schimbare. Empedocle susținea că patru elemente erau puse în mișcare de forțele iubirii și urii, aflate în opoziție. Atomiștii Democrit și Leucip, au încercat să arminizeze aceste teorii contradictorii. 
Sofiștii precum Protagoras, Gorgias și Cratylos au evitat aceste discuții în contradictoriu. Erau angajați să predea artă oratorică studenților ce optau pentru o carieră în avocatură sau politică. Sofiștii și-au orientat gândirea și acțiunile către viață de zi de zi, văzută din perspectiva individului, și nu din cea generală. Convențiile sociale urmau să fie respectate numai dacă satisfăceau interesul personal. Sofiștii se îndoiau că omul ar fi capabil să descopere adevărul suprem.
Secolul V a reprezentat o perioada de punere sub semnul întrebării,  într-un fel, distrugerea valorilor tradiționale, distrugere care a netezit calea reconstructiilor platiniciene și aristotelice.
Distrugerea  era în primul rând opera sofiștilor. Erau profesori itineranți plătiți să răspândească învățătură superioară. Nu toți erau atenieni, dar veneau cu plăcere la Atena, unde aveau mai mult succes datorită condiților favorabile democratice care le oferea libertatea de a-și expune ideile. 
De la mijlocul secolului V i.en., s-a remarcat Protagoras, apoi Hippias în secolul IV i.en. Protagoras ar fi părintele lui Socrate, al lui Hippias și Prodicos. Gorgias ar fi fost contemporanul tuturor sofiștilor care a trăit până la 109 ani. 
Inspirația  sofiștilor a variat în funcție de epoca și fiecare dintre ei au originalitate proprie. Apar nu că revoluționari periculoși, ci că oameni respectabili, însărcinați cu redactarea legilor, precum Protagoras la Thuroi, sau trimiși că ambasadori, precum Gorgias sau Hippias. 
În tratatul sau "Despre neființă", Gorgias pune ontologia lui Parmenide în contradicție cu ea însăși arătând că Ființă nu există. Protagoras vedea în senzație că întâia sursă a oricărei cunoașteri și refuză să facă cea mai neînsemnată judecată asupra existenței sau naturii zeilor: Omul este măsură tuturor lucrurilor. Moralismul sau, care vede în apariția rostului dreptății un miracol care a îngăduit cetăților să se mențină, va fi uitat, în vreme ce se va reține ideea că elocință îngăduie izbândă oricărei cauze.
Deși scrierile luo Socrate n-au ajuns până la noi, Platon, cel mai important discipol al acestuia, a păstrat o parte din tezele didactice  acestuia. Spre deosebire de filosofii naturaliști de dinaintea să, Socrate nu a studiat natură, ci viață umană și condițiile în care se desfășurau. A argumentat împotriva poziției sofiștilor, că omul în calitate de iubitor de înțelepciune nu posedă înțelepciunea absolută-sophia, ci poate să tindă spre ea. De aceea, la baza raționamentului critic al lui Platon, stă dictonul-Știu că nu știu nimic. 
Socrate credea că scopul suprem al tuturor acțiunilor umane îl reprezenta binele și dreptatea. Omul va practică binele de îndată ce va ști ce este acesta. Cunosterea trebuia extinsă. Nu va fi transmisă direct omului, ci trebuia căutată în sine însăși. Socrate nu ținea prelegeri celor care le ascultai, ci le puneau întrebări. 
În numeroasele sale dialoguri, Platon îl reprezintă pe Socrate că pe un partener de discuție care nu privește de sus la interlocutor, ci mai degrabă îl ajută să-și recunoască erorile cugetând. Artă moșirii avea că scop  acceptarea ideilor într-o discuție. Platon însuși a practicat această artă în școală să. În 399 i.en., spiritul critic al lui Socrate a nemulțumit autoritățile ateniene, fiind acuzat de impietate și de coruperea tinerilor. Refuzând evadarea, a acceptat pedeapsa cu moartea, și după ce a petrecut noaptea în celulă cu prietenii săi, discutând despre natură vieții de apoi și nemurirea sufletului omenesc, a băut cucuta.
În filosofia lui Platon, ideile formau un tărâm al adevărului la care omenirea nu avea acces direct. Că și în peștera alegorică, realitatea îi învăluie pe oameni în reflecțiile imperfecte ale ideilor. Oamenii nu pot ajunge la esență lucrurilor prin simțul comun, pentru că nu văd decât refectii incomplete ale unor lucruri proiectate în întunericul cunoașterii. Că într-o peștera, ei sunt prizonieri, înlănțuiți de propriile superstiții și de ignoranța lor. Pentru a se elibera, ei trebuie să rupă aceste lanțuri și să iasă, la lumina soarelui. Vor fi la început orbiți de lumina, dar pe măsură ce se obișnuiesc, vor înțelege repede care este adevărată realitate și vor începe să înțeleagă esență. 
Omul trebuie să se elibereze de ignoranța și să părăsească peștera pentru a ajunge la lumina cunoașterii. 
În ciuda acestor stări, putem accede la adevăruri absolute pentru că sufletele au primit cunoașterea ideilor înainte de naștere. Cu ajutorul rațiunii, putem recupera din inconștientul nostru cunoașterea înnăscută, dar uitată. În acest sens, cunoașterea este rememorarea. 
Platon examinează natură iubirii în dialogul sau, Symposion. El a prezentat concepția conform căreia iubirea era scopul nemuririi. Drept dovadă stă instinctul nostru reproducător. Platon afirmă că a da naștere ideilor spirituale  era mult mai bine decât a da naștere trupească urmașilor. Omul atinge nemurirea prin idei, care sunt fructul relațiilor filosofice. Iubirea fizică, deși importantă, era numai preludiul adevăratei și crucialei iubiri față de frumos. Iubirea se detașează apoi de persoană iubita, devenind iubirea față de ideea de frumos. Idealul stă la baza iubirii platonice, chintesența iubirii spiritualizate.  
În lucrarea să-Republica, Platon a schițat un stat  ideal, în care filosofii ar trebui să conducă , că apărătorii virturii, războinicii să apere statul, meșteșugarii și agricultorii să-i întrețină pe toți. Apartenența la clasa nu se decide prin naștere, ci prin abilități și educație. Chiar și așa, consideră că societatea ar trebui să se bazeze pe sclavagism.
Aristotel, că discipol al școlii platonice de filosofie, în afară de etică și politică, a studiat logică, estetică, filosofia științei și epistemologia. A considerat că cea mai importantă disciplină filosofică este metafizică-ceea ce este dincolo de natură. Metafizică examina principile de baza, cauzele și structurile existenței în general. Aristotel vedea omul că pe o ființă politică, o entitate socială capabilă să-și găsească fericirea numai în cadrul comunității. În general, toți avem capacitatea de a ne realiza pe plan personal, dacă nu suntem împiedicați de mediul înconjurător. În lucrările sale Etică nimoahica și Politică, Aristotel a cercetat modul ideal de a viețui în comunitate, condițiile structurale ce fac posibilă fericirea individului și idealurile pe care omenirea ar trebui să le urmeze. Omul alege să acționeze corect când rațiunea să este bine antrenată. Spre deosebire de animale, omul are o minte rațională și învață cum să și-o folosească corect cu ajutorul logicii-analitică. A postulat că întregul act al gândirii se face prin intermediul conceptelor, care se leagă între ele formând propoziții, din care se trag concluzii. A elaborat bagajul de cunostiinte al epocii sale și a stabilit un sistem de gândire. Printre numeroasele sale procese logice se numără raționamentul inductiv și deductiv. Rezultatele sale în domeniu au rămas valide până în Evul mediu, având o influență în formarea marilor religii monoteiste. Aristotel și-a întemeiat filosofia pe teoria că percepția lumii de către om e obiectivă și nu este doar o reflectare a acesteia.  Avea încredere în abilitatea simțurilor noastre de a ne informa corect despre mediul înconjurător. După părerea să, lucrurile potențiale constau la început într-o materie informa-cărămidă. Apo se creează o formă specifică, care nu este intrisecta materiei, ci îl definește esență că un lucru particular-casă.
Diogene din Sinope a căutat fericirea în autarhia-izolare de toate convențiile și nevoile, sfiidand bună cuviință și era poreclit kyon-câine, de către concetățenii atenieni. Școală fondată de el a fost denumită că fiind "cinică". Diogene și-a arătat spiritul mușcător, când un atenian l-a întrebat dacă omul e o creatură care merge pe două picioare și nu are pene, iar el , în loc să-i răspundă , a jumulit un pui și i-a aruncat atenianului la picioare. Discipolii lui Diogene, cinicii, erau asceți pribegi care trăiau din pomeni, distantandu-se de societate, care în concepția lor, lua multe decizii greșite și fugea de valorile acesteia pentru a dobândi fericirea  în armonie cu natură și cu ei însăși. 
Epicur a fondat o școală în 306 i.en., scopul lui fiind să îi ofere individului un maximum de fericire pe parcursul vieții. Credea că rațiunea controla poftele și îi oferea omului să descopere liniștea sufletească-ataraxia, eliminând spaima de zei, preoți și moarte. Satsifacerea moderată a dorințelor individului și evitarea prudență a disensiunilor, făcea posibilă o viață fericită, fără conflicte. 
Pentru a-i combate învățăturile, Zenon din Kition a fondat stoicismul în 300 i.en., ținând prelegeri în Stoa Poikile. Stocii considerau rațiunea un mijloc prin care se accede la fericire, iar pasiunea drept contrariul ei absolut. Scopul suprem era eliberarea de orice suferință provocată de pasiune-apatheia. 
Omul trebuia să se elibereze de dorința de a acumula bunuri materiale. Stocii nu au cread doar o dogmă, ci și un sistem de gândire rafinat în timp și elucidat prin adăugarea reflecțiilor pe teme de fizică, metafizică și logică.

## Războiul Peloponesiac

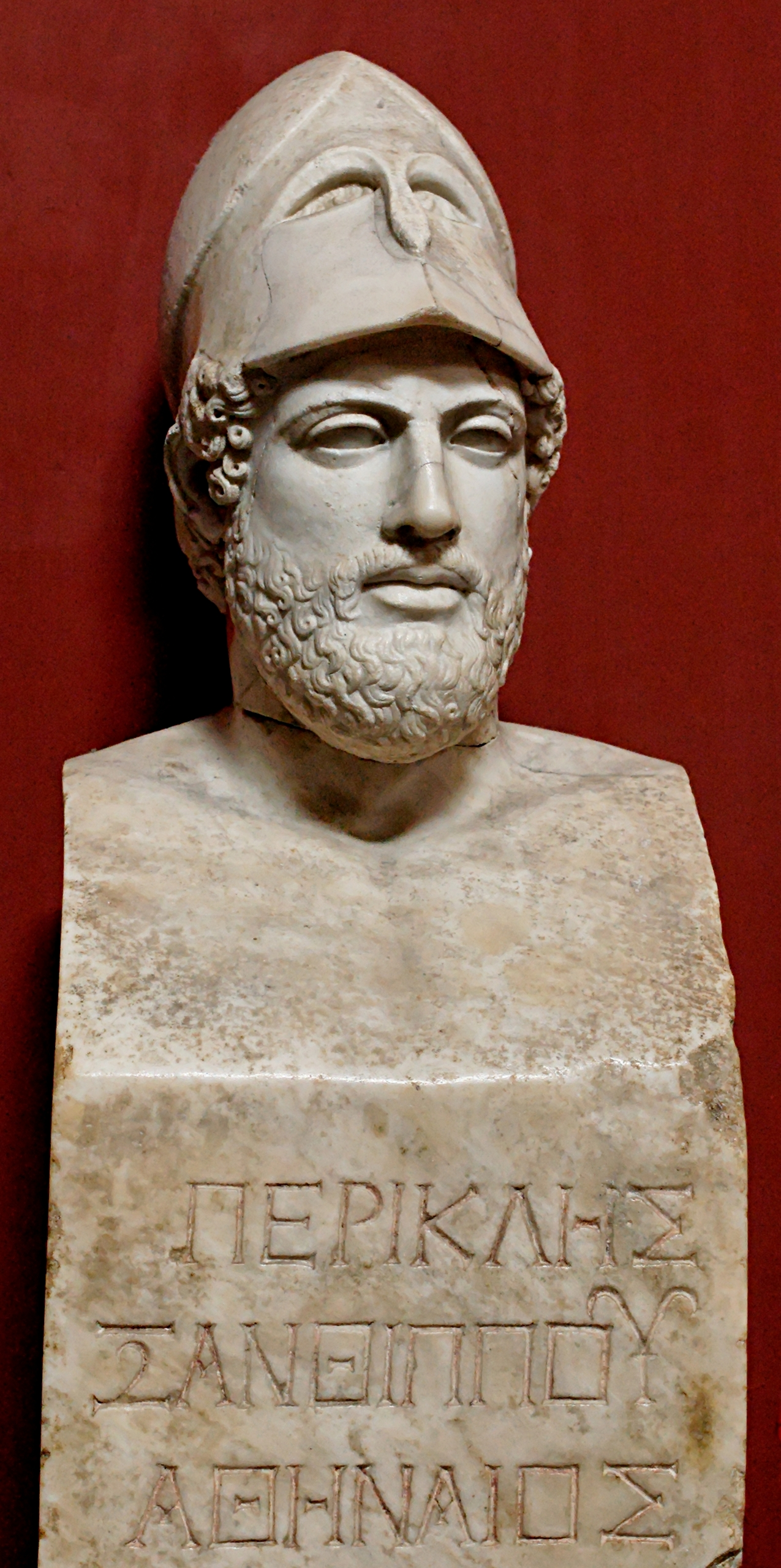
Pericles

Opera istorică a lui Tucidide e consacrată războiului cu care istoricul contemporan, și care, între 431 și 404, a însumat nenumărate confruntări dintre Liga de la Delos, și pe de-o parte, Liga Peloponesiaca. Tucidide, strateg al Atenei într-un moment dificil al acestui război, a descris și evaluat, într-o scriere fără egal în istoriografia greacă prin forță, viziune și capacitate analitică, înlănțuirea de evenimente a celor 25 de ani care au dus Atena la dezastru.
Istoria lui Tucidide începe cu o secțiune sintetic, reconstituind începuturile istoriei grecești și relatează evenimentele celor 50 de ani-pentekontaeia-care despart războaiele medice de izbucnirea oficială a conflictului dintre cele două ligi în 431. Aceste 5 decenii au marcat pentru Atena apogeul puterii sale că hegemon al Ligii maritime și apogeul construcției instituționale definind democrația ateniană. Nu a fost însă nici pe departe o perioada calmă și pacifică.
În Grecia metropolitană și în cea colonială, mai ales în Italia de sud și Sicilia, conflictele și războaiele locale s-au succedat aproape fără încetare. Sparta s-a confruntat cu războiul pentru controlul Arcadiei, în bătăliile de la Tegei și Dipaia (469-468), și cu o mare răscoala a hiloților, izbucnită în 464, culminând cu un mare cutremur. Răscoala a fost înăbușită după 5 ani. Cimon a încercat să le ofere sprijin spartanilor, dar oferta a fost refuzată, iar el a fost ostracizat în 462. Ephialtes inițiază reforme radicale, marcând sfârșitul colaborării dintre cele două cetăți. Jigniți de spartani, atenienii denunță tratatul din vremea războiului cu Xerxes, și se aliază cu cetățile inamice Spartei-Argos, Megara. Acțiunile repetate ale atenienilor în zonele de influență ale aliaților maritimi ai Spartei-Corint, Epidaur și Sicyone, creează o stare perpetuă de tensiune, chiar dacă Spartă nu intervine direct. Nu intervin nici atunci când atenienii, după un asediu de 2 ani, distrug cetatea Egina în 476.

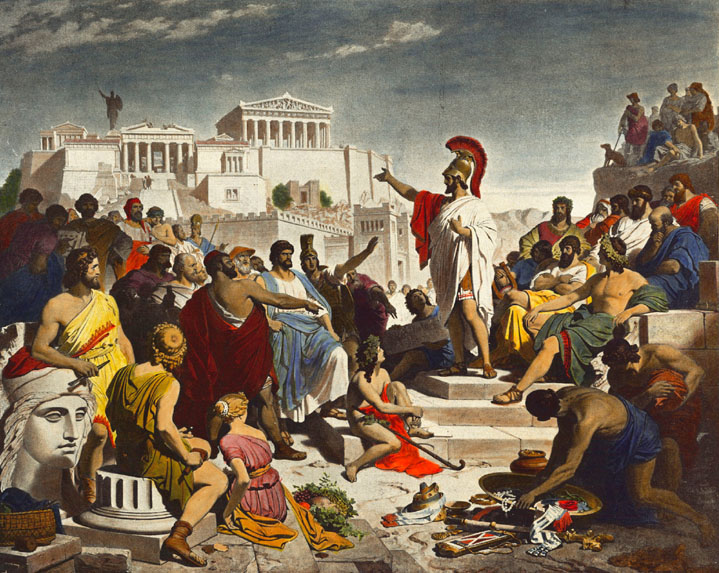
Discursul lui Pericle

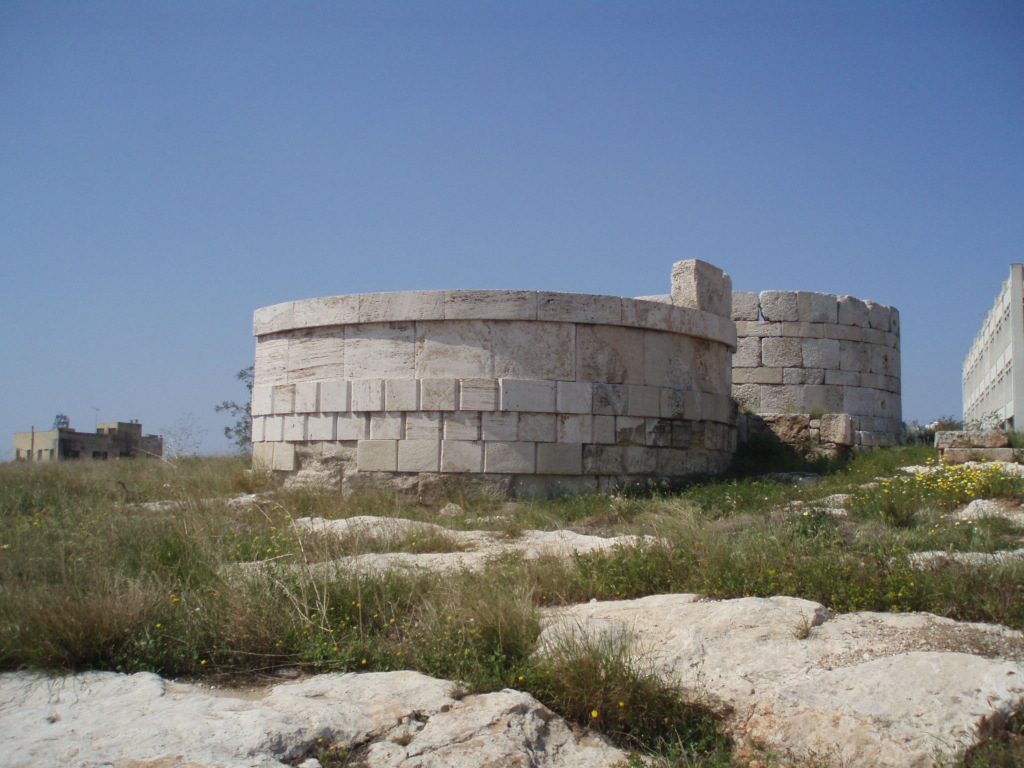
Poarta Eetioneia din Pireus

În 457, atenienii îi atacă direct la Tanagră, în Beotia, unde spartanii îi înfruntă și îi înving. Atenienii îi înfrâng pe beoțieni la Oinophyta, deschizând calea spre Focida. 
Au finalizat construcția marelui zid care lega Atena de portul Pireu, ceea ce le permitea să hărțuiască de pe mare, cetățile din Pelepones și Laconia, Sicyone și centre din Arcadia.
După un armistitu de 5 ani, spartanii care susțineau regimurile oligarhice anti-ateniene din Beotia îi înving pe atenieni în bătălia de la Coroneia din 447, dar în anul următor, atenienii obțin o victorie la Pelepones. Cele două cetăți au încheiat în 445 o pace de 30 de ani, urmând o perioada liniștită. 
Atenienii și-au îndreptat atenia spre Italia de sud, unde în 446 întemeiează cetatea Thuroi.
În 433, cetatea Coryrei, situată pe drumul maritim dintre Sicilia și sudul Greciei, ajunge în conflict deschis cu vechea metropolă, Corint, pentru controlul asupra coloniei corcireene de la Epidamnos, pe țărmul Adriaticei. Corcireeni îi conving pe atenieni să le dea ajutor. Corintienii îi acuză că au încălcat pacea din 445. Totodată, Atena și Corint se înfruntau și în sudul Traciei pentru cetatea Poteidaia, o colonie corintiană care era membră a ligii maritime ateniene., dar refuză recalcularea tributului. 
Atena asediază Poteidaia, care cere sprijin de la Corint. În toamna, atenienii au votat un decret prin care corăbiile Megarei (cetatea din Pelepones al cărei tratat cu atenienii expirase, Megara revenind în alianță cu Sparta) nu mai puteau intră în niciun port ce aparținea Ligii de la Delos, ceea ce reprezenta o catastrofă economică pentru megarieni.

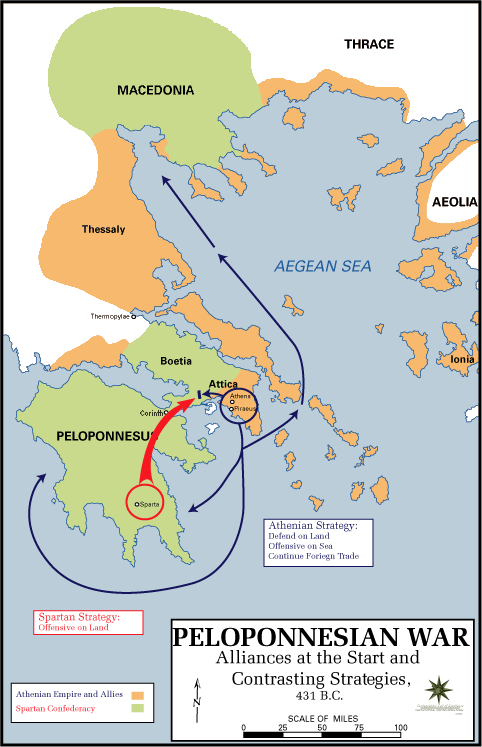
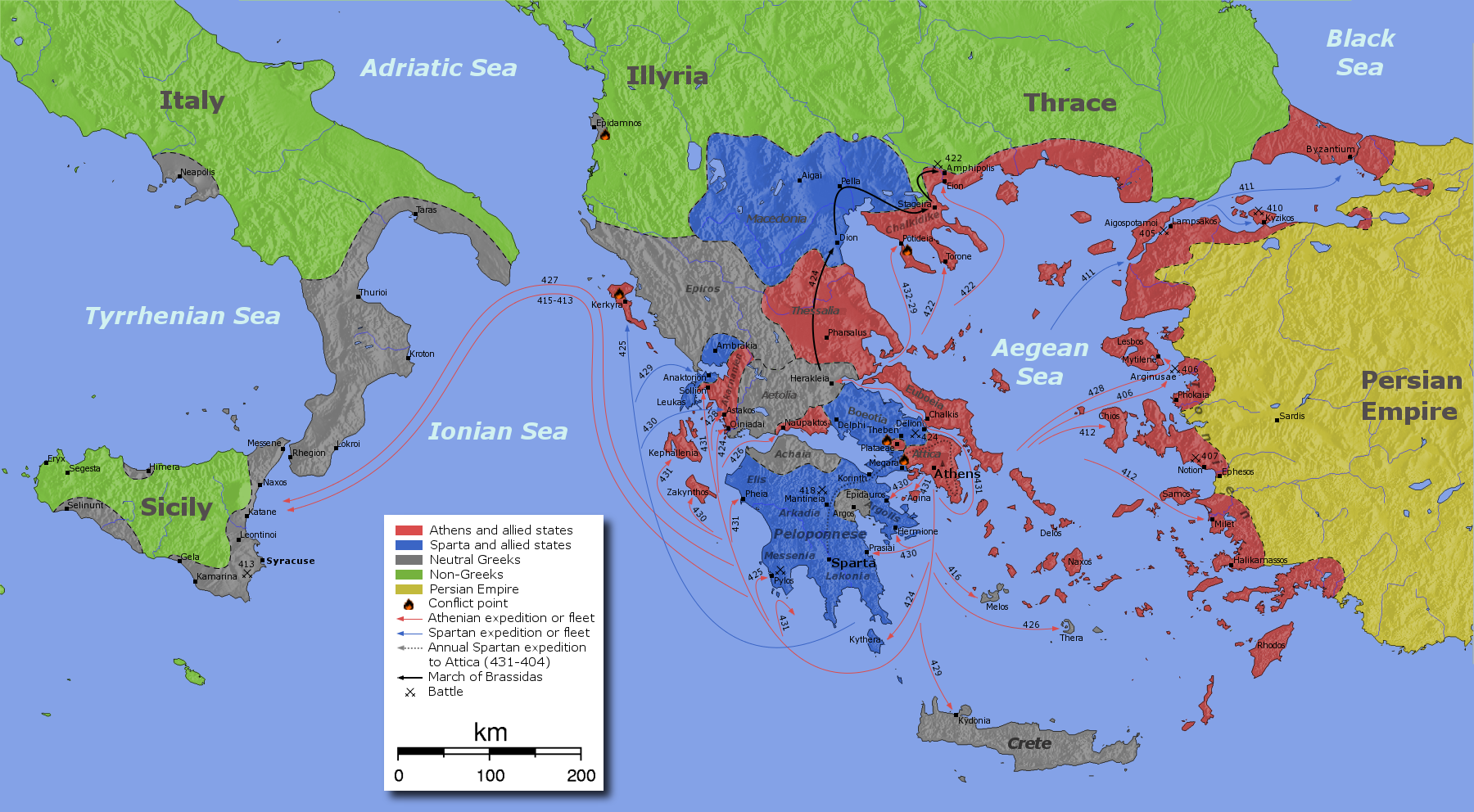
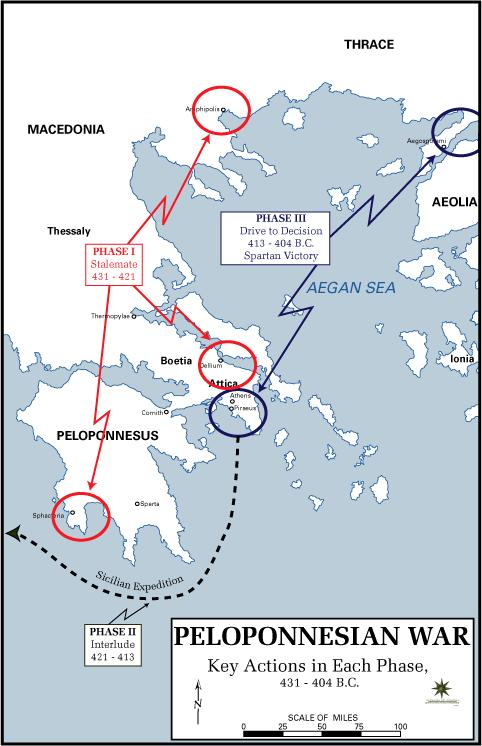

Timp de 2 ani, spartanii au refuzat să le acorde sprijin corintienilor și megarienilor pentru a porni un război împotriva Atenei. La Atena, Pericle a convins adunarea cetățenilor că o confruntare cu lacedemonienii era inevitabilă, și că momentul era favorabil Atenei.
În 432, spartanii le-au trimis atenienilor un ultimatum prin care cereau să ridice asediul Potideei și să anuleze decretul contra Megarei, să redea autonomie completă cetăților din Liga și să-l alunge pe Pericle din cetate. Atenienii au refuzat.
În primăvara lui 431, spartanii, la comandă regelui Archidamos, au invadat Atica
Războiul Peloponesiac începuse.
Strategia propusă de Pericle și acceptată de atenieni a prevăzut refugierea tuturor locuitorilor Aticii în interiorul Zidurilor Lungi , ignorarea invadatorilor și atacarea Peloponesului de pe mare. Spațiul maritim devenea astfel esentian și definitoriu, strategia riguros logică și rațional invincibilă a atenienilor s-a confruntat cu un șir de împrejurări care au transformat-o într-un dezastru. În ciuda victoriilor ateniene de la Pelopones, importante, dar nu decisive, și a cuceririi în 430 a Poteidaiei, asediul teban de la Plateea, încheiat, după numeroase episoade extrem de sângeroase, cu cucerirea și distrugerea fidelei aliate a Atenei în 428, și mai cu seama neprevăzută epidemie care răvășește și demoralizează Atena între 430 și 429, și căreia însuși Pericle îi cade victima, s-a schimbat radical situația.
Violența cu care adunarea reacționează față de răscoala cetății Mytilene din Lesbos a vădit tensiunea în care trăiau atenienii. Pe acest fond, insistențele unui lider care se afirmă în acești ani , Cleon, partizan al celor mai radicale acțiuni, i-a nemulțumit și pe cei moderați, chiar dacă le-a adus atenienilor o victorie în 425, când un important detașament de peste 700 de cetățeni spartani este înconjurat în insula Sphacteria, lângă Pylos în Messenia, și capturat de atenienii comandați de strategul Demostene și de Cleon însuși.
Atenienii însă nu se pot bucură de victorie. Sunt învinși la Delion, unde 1000 de hopliți atenieni cad în luptă, și datorită acțiunilor spartane, sub comanda generalului Brasidas, în nordul Greciei, acolo unde trebuiau să treacă corăbiile care aduceau la Atena grâu din nordul Mării Negre. Asediul cetății Amphipolis, unde flota lui Tucidide ajunge prea târziu, drept pentru care este exilat 20 de ani, se retrage la posesiunile familiei sale din Tracia și își scrie opera. După victoria lui Brasidas, în 423, cele două cetăți, ambele cu resurse, mai ales umane, sleite, încheie un armistiu de un an. Un ultim efort atenian se încheie în sudul Traciei în 422 cu o nouă victorie a lui Brasidas, care moare însă în luptă, alături de adversarul sau, Cleon.
În 421, negocierile dintre generalul atenian Nicias și regele spartan Pleistoanax duc la încheierea unei păci pentru 50 de ani, cunoscută că "Pacea lui Nicias". 
Șansele acestei păci care restabilea situația dinaintea războilui erau însă minime. Corintul, Megara, cetățile Beotiei și cele din Eleia au refuzat-o, Spartă și-a încălcat promisiunea de a restitui Amphipolis, iar atenienii nu s-au retras din Megara.
În 418, ostilitățile reîncep. Atenienii, sub îndemnul tânărului și ambițiosului Alcibiades, se confruntă cu Spartă. O nouă liga, constituită la Argos, Mantineia și Eleia , a fost sprijinită de Atena, dar spartanii o înving în bătălia de la Mantineia. Atenienii au găsit un nou teren de confruntare în Sicilia, unde în iarnă 416-415, Segestia a cerut ajutor Siracuzei. În ecclesia, confruntări vehemente îi opun pe partizanii lui Alcibiades și ai implicării masive în război și pe Nicias, susținut de cei care preferau că Atena să refuze ajutorul cerut. Se declanșează o adevărată psihoza datorită făgăduielilor de victorie și prosperitate ale lui Alcibiades, și atenienii decis, în ultima instanța, să trimită în Sicilia o expediție. Pentru a echilibra lucrurile, decid însă să pună în fruntea flotei de 120 de trireme, nu lui Alcibiades, ci lui Nicias și Lamachos, ambii ostili expediției și conservatori.
Înainte de plecare, la Atena a izbucnit un scandal datorită mutilării statuilor închinate lui Hermes care străjuiau orice răscruce de drumuri. Autorii sacrilegiului au fost identificați că tinerii unei nobile familii, ostili și batjocoritori față de puterea demosului, dar anchetă se extinde și îl găsește drept vinovat și pe Alcibiades de fapte similare, în speță de parodierea tainică și nocturnă a riturilor sacre de la Eleusis. În ciuda eforturilor lui Alcibiades de a grăbi judecarea procesului, acesta întârzie, și expediția pornește spre Catania în Sicilia.
Pe drum, flota e ajunsă din urmă de o corabie, care anunță că procesul a fost judecat și toți acuzații, inclusiv Alcibiades, găsiți vinovați pentru sacrilegiu, au fost condamnați la moarte, veneau să-l aresteze și să-l ducă înapoi la Atena pe tânărul general. Peste noapte, Alcibiades a reușit să fugă cu o corabie și se refugiază direct în Sparta, unde destanuie toate planurile ateniene, care i se datorau lui însuși , reușind să-i convingă pe spartani că nu trebuie să ignore expediția din Sicilia, ci să intervină în sprijinul Siracuzei.

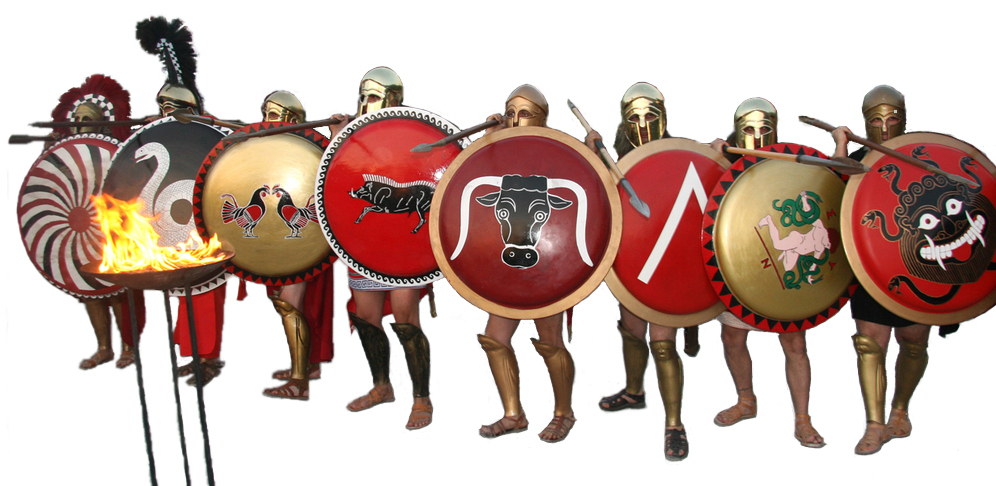
Hopliti

În primăvară lui 414, flota ateniană a părăsit Catania și a încercuit Siracuza, dar spartanii și corintienii o încercuiesc la rândul lor flota ligii. În primăvară următoare, sunt trimise de la Atena alte 73 de corăbii comandate de Demostene, dar cucerirea Siracuzei se dovedește imposibilă. Nicias întârzie retragerea din cauza unei eclipse, și siracusanii distrug întreagă flotă. Cei 40 000 de ostași au încercat să se retragă pe uscat, dar sunt înfrânți în 413, mulți au fost luați prizonieri și duși la carierele de piatră lângă Siracuza, unde mor deshidratați, flămânzi și bolnavi. Nicias și Demostene au fost executați.
Înfrângerea catastrofală a fost provocată de un lanț de eșecuri chiar în Atica, unde spartanii au asediat și cucerit Dekeleia, blocând accesul spre minele de argint de la Laurion, în vreme ce corăbiile spartane, construite pentru prima dată în istoria Spartei, cu bani de la regii persani, ocupă sau atrag contra Atenei cetăți importante din liga. În 411, nemulțumirea duce la o lovitură de stat oligarhică, care înlocuiește sfatul clistenian cu un sfat de 400 de membri, aleși prin cooptare. Au pregătit o lista de 5000 de cetățeni cu drepturi depline. Atenienii din flota care se află la Samos se îndreaptă spre Atena, ajutați de Alcibiades pentru a restabili instituțiile democratice. Susținut de Therasmenes din interior, demosul destituie pe 400, și în 410, sunt restaurate instuțiile democratice.
Victoria de la Kynosoura a ridicat moralul atenian, și în 410, Thasos, Bizantion și Perinthos au fost recucerite. Alcibiades, care a contribuit cu succes la recucerirea acestora, a fost rechemat la Atena. În 406 însă, după o victorie năvală lângă insulele Arginousai, o furtună a împiedicat strângerea de pe mare a trupurilor celor morți în lupta, și întorși la Atena, cei șase strategi învingători sunt judecați și condamnați la moarte, unul dintre ei fiind și Pericle cel Tânăr, fiul lui Pericle. În 405, după o bătălie incertă pe mare, la Aigos Potamos, o altă furtună a distrus complet flota Atenei.
În 404, în urma unui eșec suferit în luptele cu perșii, Alcibiades este înlăturat de la comanda oștirii, se refugiază în Frigia și este ucis din ordinul satrapului Fanabazos.
Lipsită de cei mai importanți aliați și sărăcită de război, Atena nu mai putea reface flota, și este asediată de spartani întreagă iarnă, este impusă blocada, iar cetatea e înfometată. Atena se preda, și Theramenes pleacă în Spartă pentru a negocia condițiile de pace. Corintienii cereau distrugerea completă a Atenei, dar spartanii aleg să impună o pace extrem de dura: atenienii sunt obligați să distrugă Zidurile Lungi, au primit interdicita de a formă alianțe, și-au rechemat toți exilații, se vor limita la o flota de 12 corăbii.
Ecclesia acceptă aceste condiții, și o garnizoană spartană se instalează în cetate pentru a se asigura de respectarea lor.  
O propunere formulată de Dracontides din Aphinia este acceptată, și ecclesia votează o comisie de 30 de cetățeni-cei mai nobili și oligarhi , în frunte cu Critias, sunt însărcinați să redacteze o nouă constituție. Cei 30 redactează o lista de 3000 de cetățeni și preiau puterea la Atena, executând democrații, atenienii și metecii bogați, ale căror averi sunt confiscate și le însușesc. În medie, aveau loc 500 de execuții capitale pe lunǎ.

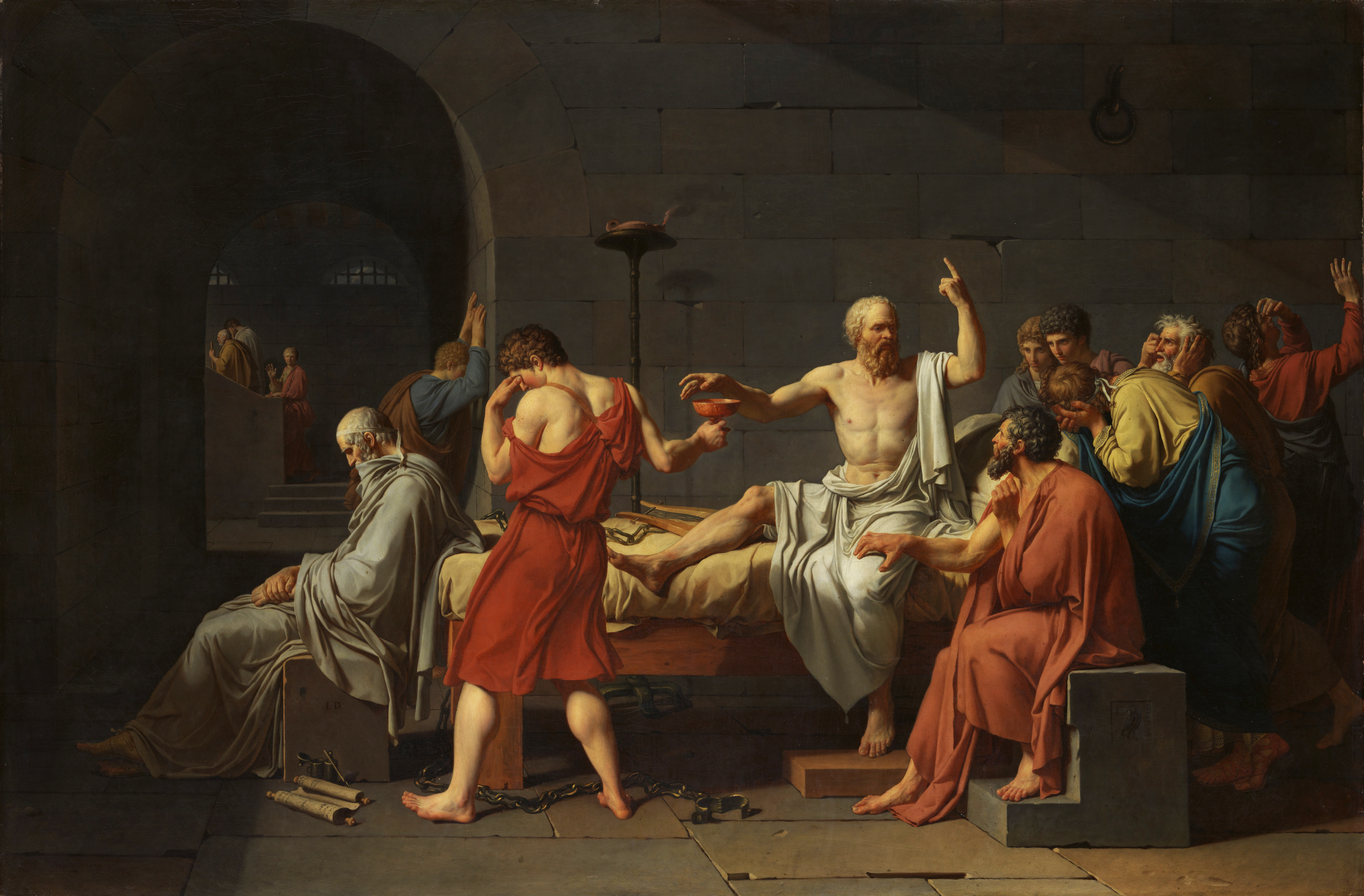
Moartea lui Socrates

Teroarea și ilegalitatea i-a speriat și pe cei mai moderați dintre tirani, și Theramenes a încercat să restabilească un minimum de legalitate, dar și el însuși e condamnat la moarte și executat. O parte dintre atenieni au fugit sau au fost exilați, și s-au regrupat la Pireu, unde în frunte cu Thrasybulos, pornesc în primăvară lui 403 contra Atenei pe care o ocupă. Critias moare în bătălie, și regele spartan Pausanias mediază conflictul, impunând moderație învingătorilor. Se proclamă amnistia pentru prima dată în istorie, de la care sunt exceptați doar "cei 30", magistrații din Pireu și "cei 11," magistrații care supravegheau execuțiile publice, în majoritate fugari. Partizanii celor 30 care s-au refugiat la Eleusis s-au întors la Atena, și instituțiile democratice au fost repuse în drepturi.Ele au funcționat fără modificări notabile până la ocupația macedoneană.
Filosoful Socrate, suspectat că maestru al celor mai violenți dintre oligarhi și pentru "coruperea tinerilor" , e judecat în 399 și condamnat la moarte. 
Sinuciderea lui Socrate marchează încheierea epocii de aur a Atenei și sfârșitul epocii clasice a Greciei.

### Sfârșitul epocii clasice
Restaurarea democratică începută din anul arhontatului lui Eukleides în 403 și continuată prin ajustări legislative de-a lungul secolului IV, stabilea pentru prima dată o distincție explicită între legi, nomoi, revizuite de o comisie de 500 de nomothetai și publicate în anul următor după o largă dezbatere publică, și decretele, psephismata, pe care le adopta ecclesia, și a căror armonizare cu legile este atent supravegheată prin legea numită graphe pranonum, care incrimina pe cei răspunzători de inițiative contrare legilor. Recursul la cutumă și la legile nescrise era interzis, și riscurile de arbitrariu în aplicarea legilor de câte tribunalul popular erau limitate prin recursul frecvent la lectură textelor de lege în argumentarea proceselor. Evoluția instituțiilor cetății se caracteriza prin formalism, un mare număr de comisii tot mai profesionalizate limitând caracterul direct al democrației, dar impuneau și un mai mare respect legilor și apropia Atena de noțiunea de stat de drept. 
Profesionalizarea unor colegii de înalți funcționari publici-strategii în domeniul finanțelor publice, arhonții thesmoteti în legislație-era compensată  printr-o participare masivă a cetățenilor la ecclesia, întrunită acum de patru ori pe lna într-un spațiu reamenajat pentru a cuprinde 17 000 de participanți. Îndemnizarea participării la spectacolele de teatru sau chiar la adunare-theorikon, asigura și celor mai săraci dintre cetățeni posibilitatea unei vieți politice active. Pe de altă parte,  spre deosebire de marele secol al teatrului clasic, piesele de succes, fie tragedii, fie comedii, erau tot mai departe de marea dezbatere civică, concentrându-se spre teme ale vieții private, spre erudiția mitologică sau spre comedia de moravuri, în vreme ce demosul era tot mai refractar la critici și mai pasionat de marile discursuri ce elogia fără limite cetatea și pe cetățenii ei, sau de celebrele comemorative care îi confirmau excelență. 
Secolul al IV-lea i.en. a fost secolul de aur al oratoriei și retoricii. Redactate și publicate după ce au fost rostite în adunări sau în tribunal-discursurile lui Lydias, Demostene, Aischines, Hyperides, erau modele de proză argumentativă, dar și surse de valoare inestimabilă pentru a înțelege complexitatea provocărilor cu care erau confruntați atenienii și întreagă Grecie.
Cele mai celebre erau discursurile politice ale lui Demostene-Filipicele, Olynthienele, Despre Coroană, Despre Ambasadă-modele de arta oratorică, dar și mărturii ale unui pasionat angajament politic în slujba libertății ateniene. Longevivul Isocrates, unul din ultimii învățăcei ai lui Socrate, era primul comentator politic din istorie. Iisi expunea opiniile cu privire la dezbaterile contemporane-Panegiricul, Areiopagiticul, Despre Pace, Philippos, dezvoltând imaginea unei Atene ideale, moderate. Xenofon, filosoful-oștean, era autorul unor opere istorice că Hellenica, continuând Istoria lui Tucidide, sau Anabasis, istoria expediției în Asia al unui grup de 10 000 de mercenari greci porniți în sprijinul lui Cirus cel Tânăr, fratele și adversarul regelui persan, Artaxerxes ÎI ; Statul Lacedemonian-despre constituția Spartei, și Apologia lui Socrate și Apomnemomneumata-Memorabilele, consacrate învățăturii marelui filosof.
Succesorul lui Socrate, Platon, fiind exilat, se întoarce la Atena, unde fondează în 390 prima școală de  filosofie în grădinile eroului Akademos-Academia. Platon a compus Dialogurile,  imaginând discuții dintre Socrate și apropiații săi și redând o relație precisă cu teoriile socratice; dialogurile consacrate sofiștilor Protagoras și Hippias, Banchetul-atmosfera  discuțiilor din cercurile aristocratice ateniene; Republica și Legile, în care Platon își expune ideile despre formă ideală de guvernare.
Dintre elevii lui Platon, se distinge Aristotel, care n-a reușit să-l succeadă, fondând astfel propria școală de filosofie la Lykaios: Lykaion-Liceul.
Aristotel a scris opere de biologie-Istoria animalelor, de filosofie-Metafizică, etică-Etică pentru Nicomachos și Etică pentru Eudemos și politică-Politika.
Atena, înfrântă și izolată în 404 i.en., Sparta care și-a impus hegemonia și era dependentă de aurul persan, așa arătau cetățile grecești în primele decenii ale secolului IV i.en.
Sparta s-a dovedit însă incapabilă să apere lbertatea cetăților grecești din Asia Mică. Astfel, Atena și Teba au format o alianța, susținută de satrapul Pharnabazes, constituind o coaliție anti-spartană în care adera chiar și Corintul, Argos și multe cetăți mărunte. Deși au fost înfrânți la Coroneea în 394 i.en., aliații nu au cedat, și strategul atenian, Conon, împreună cu satrapul Artaxerxes II-Memnon, zdrobesc la Cnidos flota spartană și trupele lacedemoniene din cetatile insulare și coasta Egeei. Atenienii își refac Zidurile Lungi, susțin imprudenți răscoala anti-persană din Cipru, privându-i de susținerea marelui rege persan, și aliații se supun perșilor. Se impune în 386 i.en. o pace generală, prin care se interzicea formarea alianțelor (exceptând Liga Peloponesiaca) și prevedea autonomia completă a fiecărei cetăți în parte. 
În 379 i.en., tebanii au alungat garnizoană spartană din cetate, refac Liga Beoțiană și cu ajutorul atenienilor, au reconstruit a două liga maritimă. Atenienii au jurat că nu vor mai repetă greșelile din secolul trecut, că nu vor mai cere tribut, că nu vor mai impune cleruchi sau garnizoane, nu vor dispune de fondurile comune, nu vor mai lua singuri decizii pe politică externă. Liga își constituie un sunedrion prin care atenienii nu fac parte, angajându-se să respecte solemn deciziile. Reforma fiscală internă instituită de Callistros din Aphidna instituie impozitul de război-eisphora, și organizează circumscritii prin impozitare- summoriai, care îi cuprind pe toți atenienii, exceptând thetii. 
Prima victorie la Naxos și adeziunea Corcyrei sporesc numărul aliaților. Liga tessaliana, reformată de Iason din Pherai, că și Liga Chalidica, reconstituită în jurul cetății Olynthos, adera la alianța ateniană. În 373 i.en., tebanii distrug Plateea, iar spartanii își reînnoiesc jurămintele din 386 și atacă Beotia, dar în bătălia de la Leuctra, din 371, strategul teban-Epadimondas, că autor al unei inovații tactice și participant la reforma internă a lui Pelopidas, obține o victorie răsunătoare. Forța Spartei și mitul invincibilității acesteia nu se vor mai reface niciodată. 
În 370, tebanii invadează Peloponesul și eliberează hiloții messenieni, care își clădesc în grabă o cetate liberă, Messena. Liga arcadienilor își constituie o capitală federală la Megapololis. În 368, tebani opresc o ofensivă macedoneană în Tesalia și iau că ostatici mulți adolescenți macedoneni, printre care Filip, fiul lui Amyntas și fratele mai mic al regelui Alexandru ÎI al Macedoniei. 
Perșii recunos că un nou congres de pace, la Susa, apoi în 366 la Sparta, hegemonia tebana, căreia doar Atena și Sparta i se mai opun. Atena revine la practicile brutale ale hegemoniei din secolul trecut și , sub comandă strategului Timotheos, ocupă cetățile Samos și Sestos, Pydna și Methone în nord, inabusesc secesiunea Keosului, pierd ilnsa un aliat prețos, pe regele Cotys I al Tracilor Odrizi. Urmează o serie se secesiun- Bizanțul, Lesbos, Chos, Cizicul, Corcyra,, iar  alianța de cetăți maritime, inițiată de regele Cariei, Mausolos, și de rodieni, îi înfrâng definitiv pe atenieni în 356 în bătăliile navale de la Hellespont și Embata.
În bătălia de la Kynoskephalai contra tiranului tesalian, Pelopias moare, iar în Peloponesm spartanii aliați cu cetățile ostile arcadienilor, îi obligă pe beoțieni să intervină, dar în 362, în bătălia de la Mantineea, Epaminodas moare și totul se transformă într-o înfrângere.